# Architecture russe

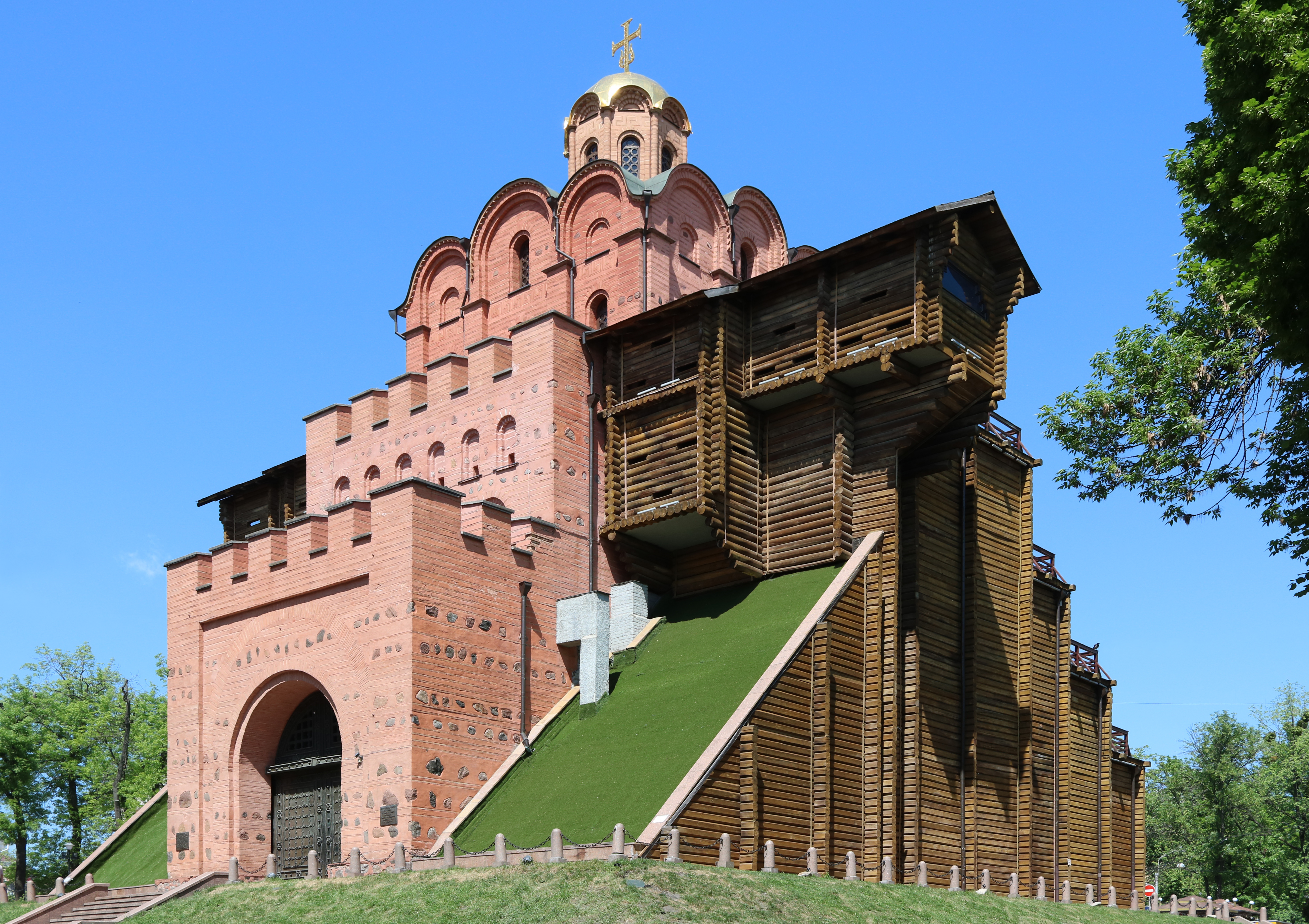
La Porte dorée de Kiev (XII).

L’architecture russe s’enracine dans la culture matérielle de l'État slave des Rus' de Kiev. À la chute du royaume de Kiev, l’histoire de l'architecture russe s’est poursuivie dans les principautés de Vladimir-Souzdal, de Novgorod, puis dans les États successifs du tsarat de Russie, de l’Empire russe, et de l’Union soviétique, jusqu'à l'actuelle fédération de Russie.

## Période varègue (988–1230)
L’état féodal des Rus' de Kiev est, au moins sur le plan culturel et, en l’occurrence, architectural, l'ancêtre de la Russie, de la Biélorussie et de l’Ukraine. Les grandes églises de Kiev, édifiées après l’Évangélisation de la région en 988, sont les plus anciens exemples d’architecture monumentale dans les régions slaves orientales. Le style architectural du royaume de Kiev, qui s'imposa rapidement, a été très influencé par l’architecture byzantine. Les premières églises orthodoxes, avec leur géométrie caractéristique d’« église à cellules », étaient surtout construites en charpente de bois. Les grandes cathédrales comportaient souvent plusieurs petits dômes, ce qui a conduit certains historiens d’art à tenter d'y retrouver la forme de temples slaves païens.
D'un autre côté, la cathédrale Sainte-Sophie de Novgorod (1044–52), exprimait un style novateur qui exerça une profonde influence sur l’architecture religieuse russe. Ses murailles austères, ses baies chiches et étroites, et ses coupoles chemisées de métal rappellent par bien des aspects l’architecture romane de l’Ouest de l’Europe. Les infidélités au modèle byzantin sont de plus en plus manifestes sur les cathédrales de Novgorod postérieures : Saint-Nicolas (1113), Saint-Antoine (1117–19), et Saint-Georges (1119). De l’architecture profane de la principauté de Kiev, il ne subsiste que peu de vestiges. Jusqu'au XXe siècle, seule la Porte d’Or de Vladimir, malgré de considérables travaux de restauration au XVIIIe siècle, était considérée comme authentiquement pré-Mongole. Puis au cours des années 1940, l’archéologue Nikolaï Voronine découvrit les vestiges du palais d'André Ier Bogolioubski à Bogolyubovo (datant de 1158 à 1165).
La cité de Novgorod préserva son architecture au cours de l’invasion mongole. La construction des premières églises fut d'abord une commande des princes, mais par la suite au XIIIe siècle les marchands, leurs guildes et les villes se mirent à financer la construction de cathédrales. Les bourgeois de la Novgorod du XIIIe siècle étaient réputés pour leur intrépidité, leur diligence et leur prospérité, qui s'étendait de la Baltique à la mer Blanche. L’architecture ne s'exprime à Novgorod qu'au tournant du XIIe siècle. La cathédrale Sophie de Novgorod prit modèle sur la cathédrale Sainte-Sophie de Kiev ; elle est d'apparence similaire, mais un peu plus petite, plus étroite et (marque de l'expansion de l'architecture du Nord) les clochers à bulbe se substituent aux coupoles. La construction fut assurée par des ouvriers de Kiev, qui par la même occasion importèrent la maçonnerie de briques. Le matériau de construction de base était les blocs erratiques, les galets et de blocs calcaires assemblés en maçonnerie sèche. L’intérieur de la cathédrale était peut-être couvert de fresques qui auront été effacées. Les portes étaient de bronze.
La construction du catholicon du monastère Saint-George de Iouriev a été ordonnée en 1119 par le prince Vsevolod. L’architecte, l'un des rares artistes cités dans les documents russes de l'époque, apparaît dans les actes sous le titre de « Maître Pierre ». L’extérieur de l'édifice se caractérise par des baies étroites et des niches doublement en retrait, dont l'alternance rythme la façade ; les murs intérieurs atteignent la hauteur de 20 m ; ils étaient couverts de fresques, qui comptent parmi les rares spécimens de peinture médiévale authentiquement russe. Les piliers sont rapprochés, pour souligner la hauteur des voûtes.
L’église de la Transfiguration du Sauveur est un mémorial à Ilya Mouromets, qui défendit la ville au cours de l'invasion mongole ; elle a été édifiée en son honneur dans la rue Élie en 1374. À cette époque, la cité-état de Novgorod fut sillonnée de rues, donnant naissance à un quartier réservé à l'aristocratie. Par rapport aux églises antérieures, ses baies sont plus hautes, les niches plus renfoncées encore et le dôme (plutôt réservé jusque-là aux cathédrales) est cerné de toits à deux pans.
De style voisin de l’église de la Transfiguration, l'église Saint Pierre-et-Paul des Kojevniki a été édifiée en 1406. Elle se distingue d'abord par le choix du matériau de construction : à cette époque, la brique commence à se parer de motifs décoratifs ; les ornements se concentrent sur les façades ouest et sud. On y a aussi employé la brique pour les pilastres qui rythment la façade. Celle-ci était à l'origine couverte de crépi, mais avec les déprédations de la Deuxième Guerre mondiale, elle a été profondément restaurée. L'abside est tournée vers le fleuve, et offre aux marins venant de la Baltique une vue familière. Sa toiture à bardeaux rappelle les toits à botchkas courants à l'époque. Les murs sont faits de pierre sèche, en fort contraste avec les briques rouges. L'église est à plan quasiment carré, borné par quatre piliers, avec une abside.

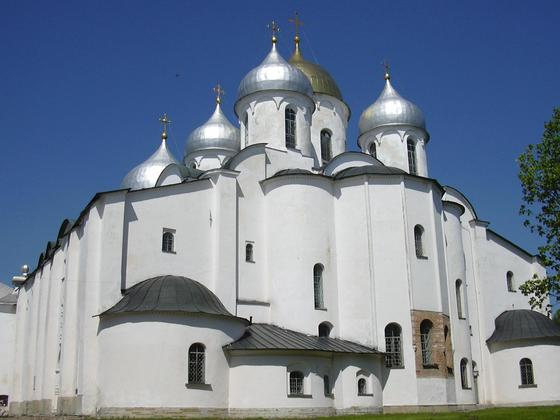
La cathédrale Sainte-Sophie de Novgorod (1045-1050)
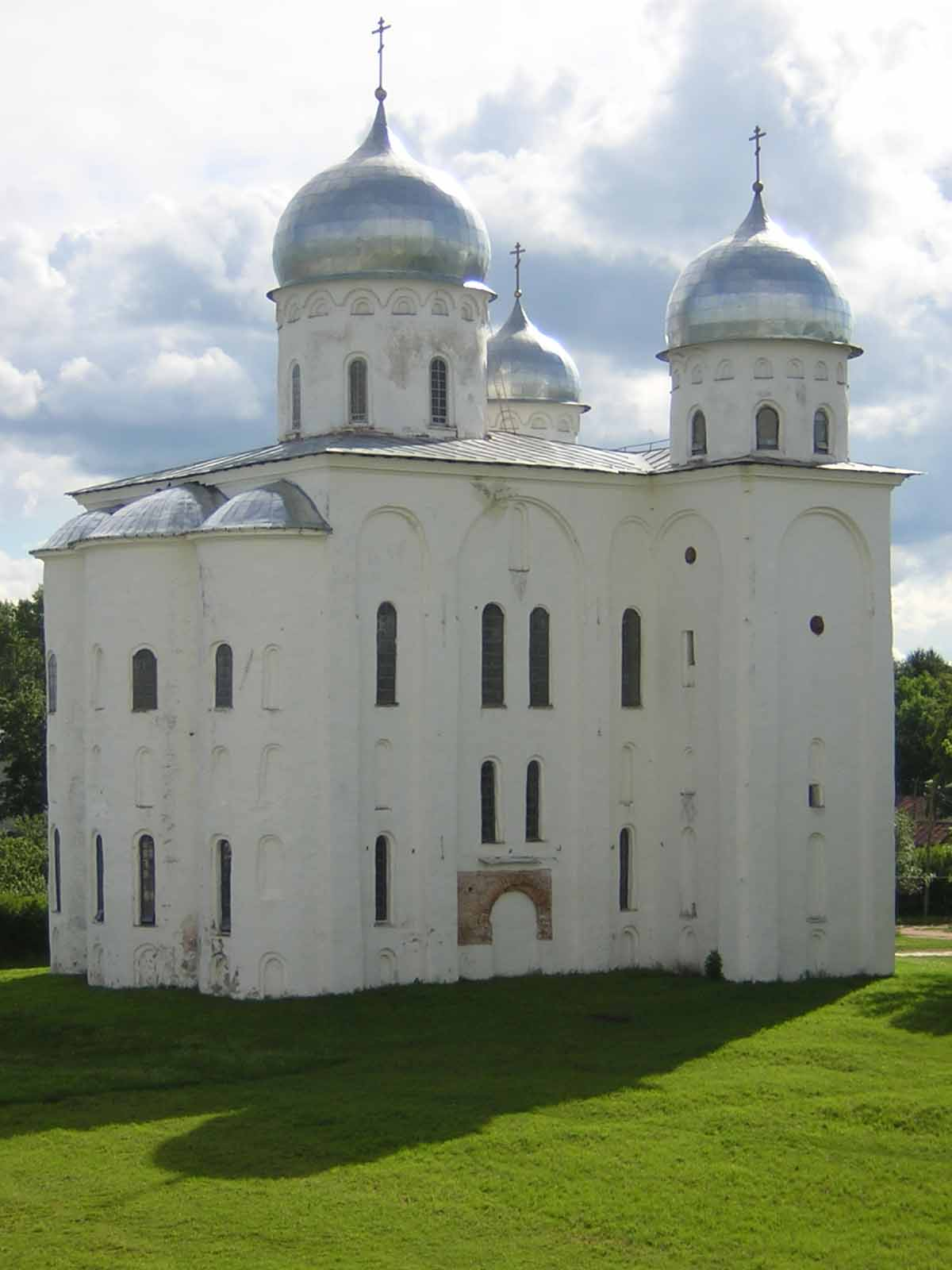
La cathédrale Saint-Georges du monastère Saint-Georges de Iouriev (1119)
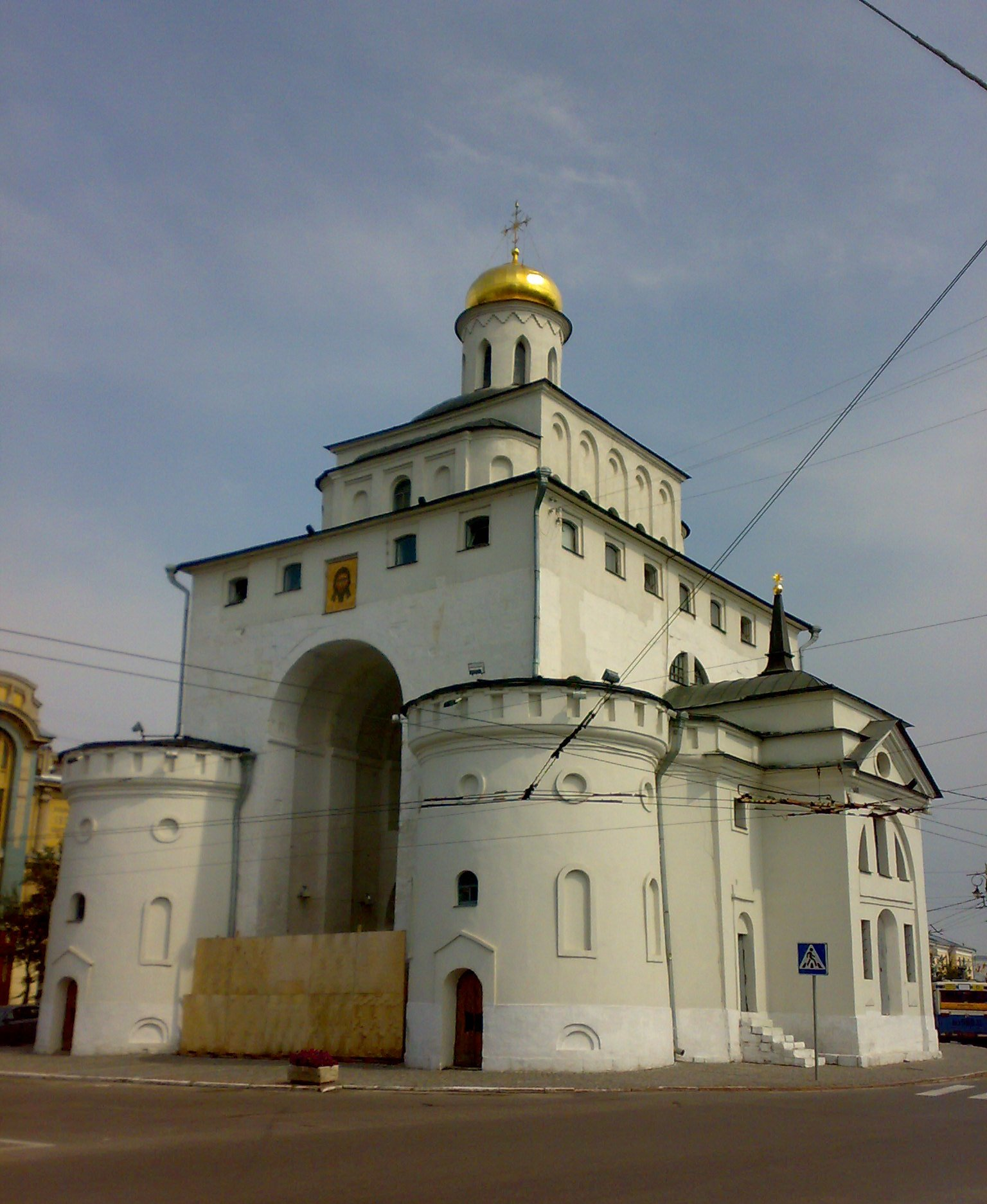
Porte d’or à Vladimir (1158–1164)
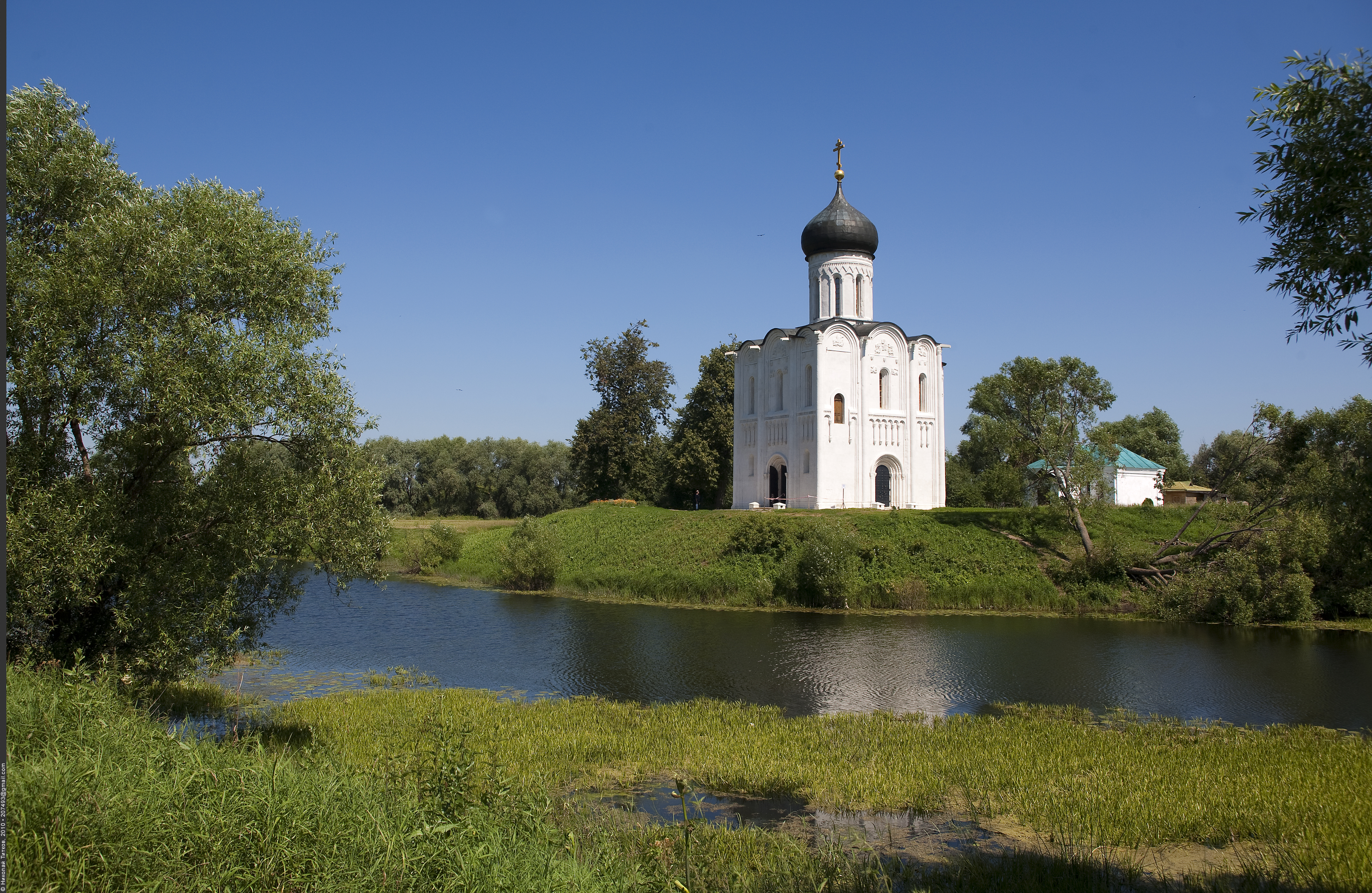
Intercession-de-la-Vierge sur la Nerl (1165)
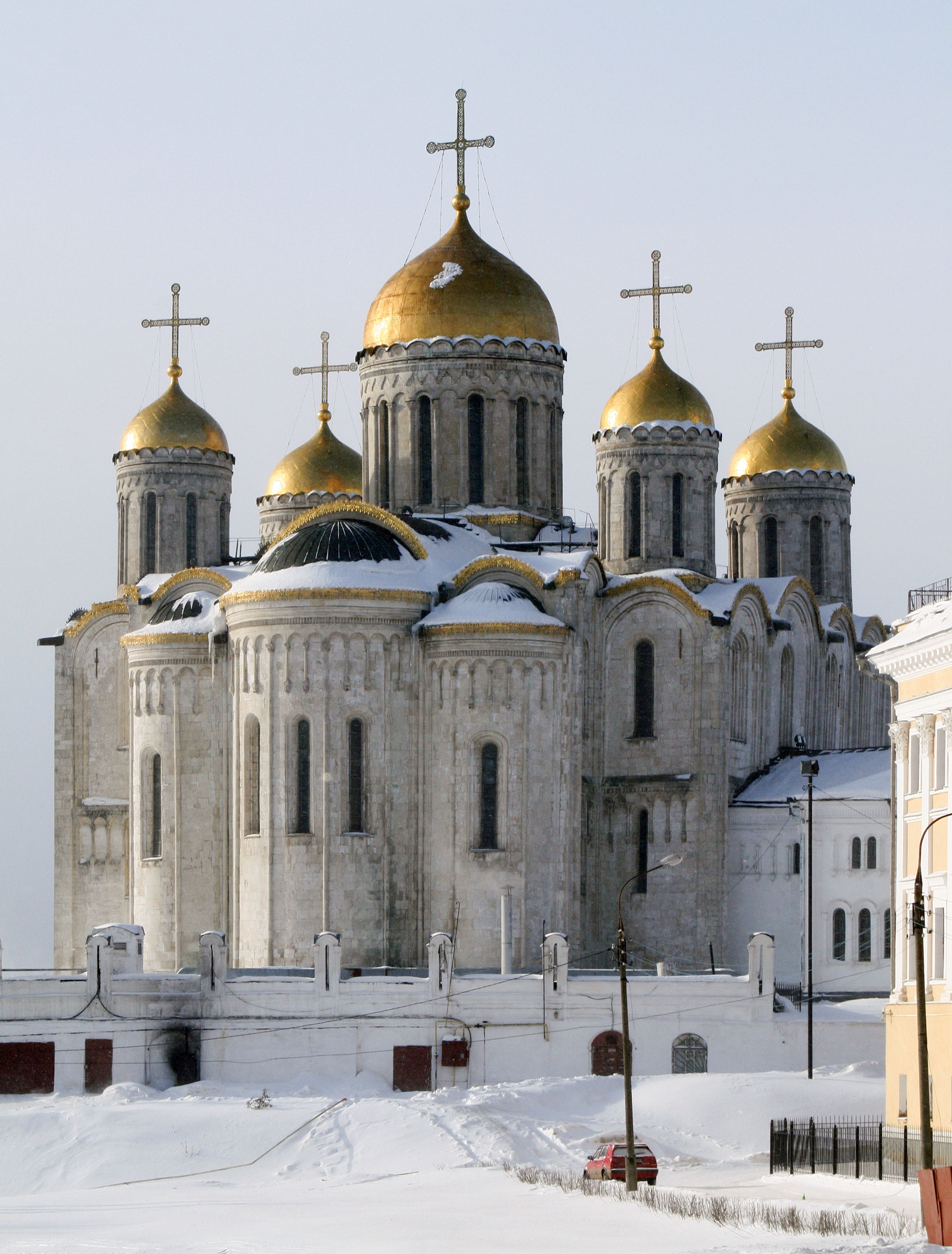
Cathédrale de la Dormition à Vladimir (1186—1189)

## Période moscovite primitive (1230–1530)
Les Mongols avaient désolé le pays au point de rendre, pour au moins un demi-siècle, les plus grandes villes elles-mêmes (telles Moscou ou Tver) incapables de financer la construction d'églises en pierre. Toutefois Novgorod et Pskov étaient parvenues à échapper au joug des Mongols, et s'épanouirent en républiques marchandes prospères ; elles ont conservé des douzaines d’églises médiévales (les plus anciennes du XIIe siècle). Les églises de Novgorod (comme l'église de la Transfiguration de la rue Ilyina, édifiée en 1374), ont des toits à pans inclinés, et les murs sont grossièrement sculptés ; certaines d'entre elles abritent de magnifiques fresques médiévales. Les petites églises pittoresques de Pskov présentent bien des traits novateurs : encorbellements (kokoshnik), porches, galeries extérieures et clochers. Ces nouveautés furent importées en Moscovie par les maçons de Pskov, qui y construisirent de nombreux édifices au cours du XVe siècle (dont l’église de la Déposition du kremlin de Moscou (1462) et l’église du Saint-Esprit de Laure de la Trinité, construite en 1476).
Les églises de Moscovie du XIVe siècle sont peu nombreuses, et la date de leur construction est très controversée. Les monuments les plus caractéristiques de cette période, que l'on peut voir à Nikolskoïe (près de Rouza, et probablement des années 1320) ou à Kolomna sont des églises fortifiées à dôme unique, faites de moellons à peine équarris et capables de supporter de brefs sièges. Avec la construction de la cathédrale de l'Assomption de Zvenigorod (datée de 1399), les maçons moscovites renouèrent avec la maîtrise de leurs devanciers d'avant les invasions et même parvinrent à résoudre quelques problèmes originaux qui avaient rebuté leurs prédécesseurs. On trouve des exemples d’architecture moscovite ancienne à la cathédrale Laure de la Trinité (1423), au monastère Savvin de Zvenigorod (peut-être de 1405) et au monastère Andronikov de Moscou (1427).
Vers la fin du XVe siècle, la Moscovie était devenue si puissante que ses églises à plusieurs dômes allaient pouvoir rivaliser avec les cathédrales pré-mongoles de Novgorod et des Vladimirs. Mais comme les maîtres d'œuvre russes étaient incapables de concevoir des ouvrages de ce genre, Ivan III fit appel à des architectes de Florence et de Venise. Ils s'inspirèrent des cathédrales médiévales des Vladimirs pour les trois grandes cathédrales du kremlin, et les ornèrent à l’italienne. Ces ambitieuses cathédrales du Kremlin (dont la cathédrale de la Dormition et cathédrale de l'Archange-Saint-Michel) servirent de modèle partout en Russie tout au long du XVIe siècle, chaque édifice tendant à surpasser ses prédécesseurs par la taille et l'ornementation (par exemple, la cathédrale Hodegetria du couvent de Novodievitchi, construite dans les années 1520).
Hormis les églises, beaucoup d'autres constructions datent du règne d’Ivan III : parmi elles, des fortifications (Kitaï-gorod, le Kremlin dont les tours visibles aujourd'hui sont toutefois postérieures), Ivangorod, des clochers (clocher d'Ivan le Grand) et des palais (le palais à Facettes et le palais Uglich). Le nombre et la variété des édifices encore s'explique par l'abandon, à l'instigation des maîtres italiens, du calcaire, pierre prestigieuse, chère et peu maniable pour la brique, économique et plus simple d'emploi.

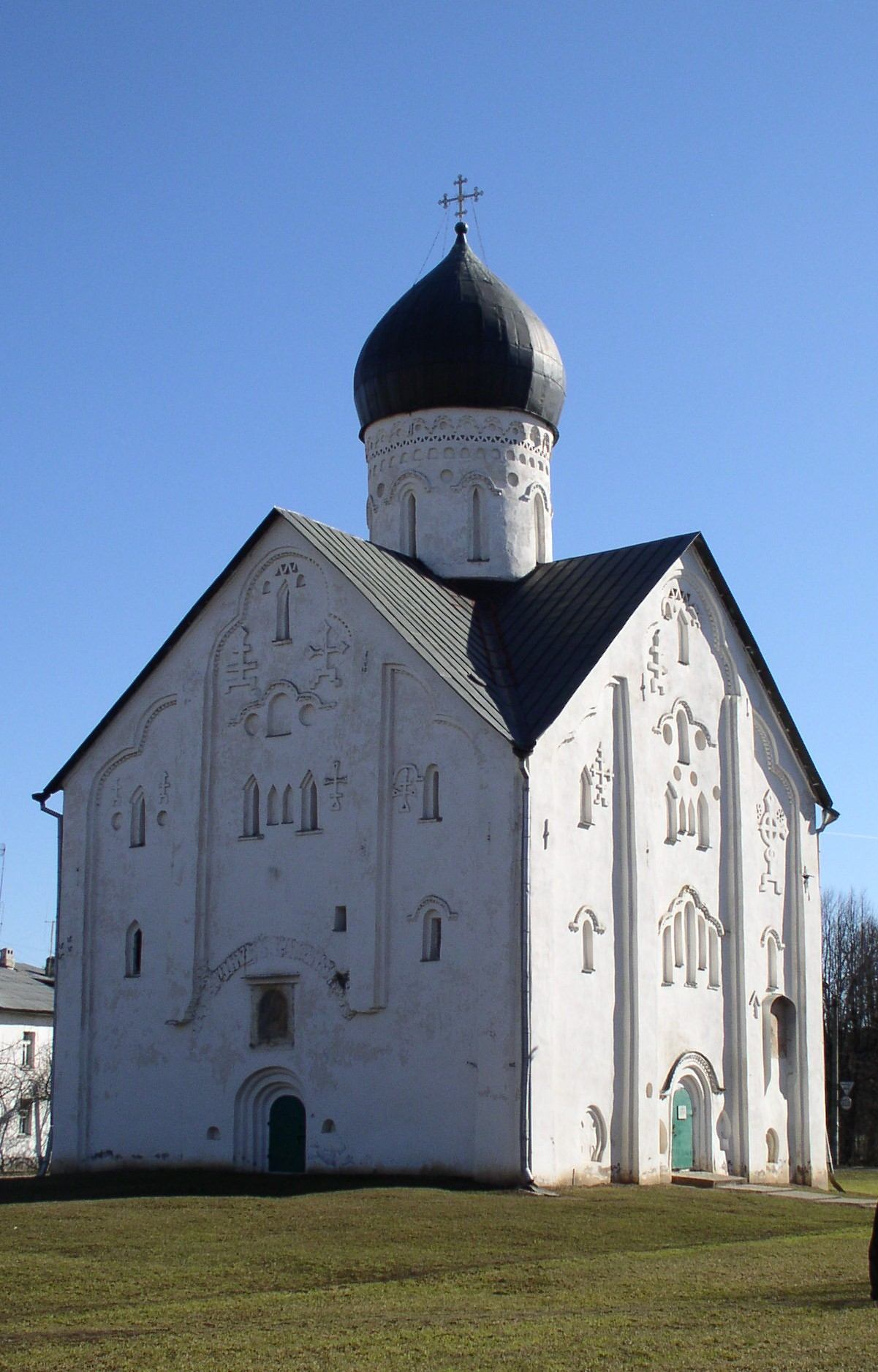
Église de la Transfiguration-du-Sauveur-sur-Iline à Veliky Novgorod (1374)
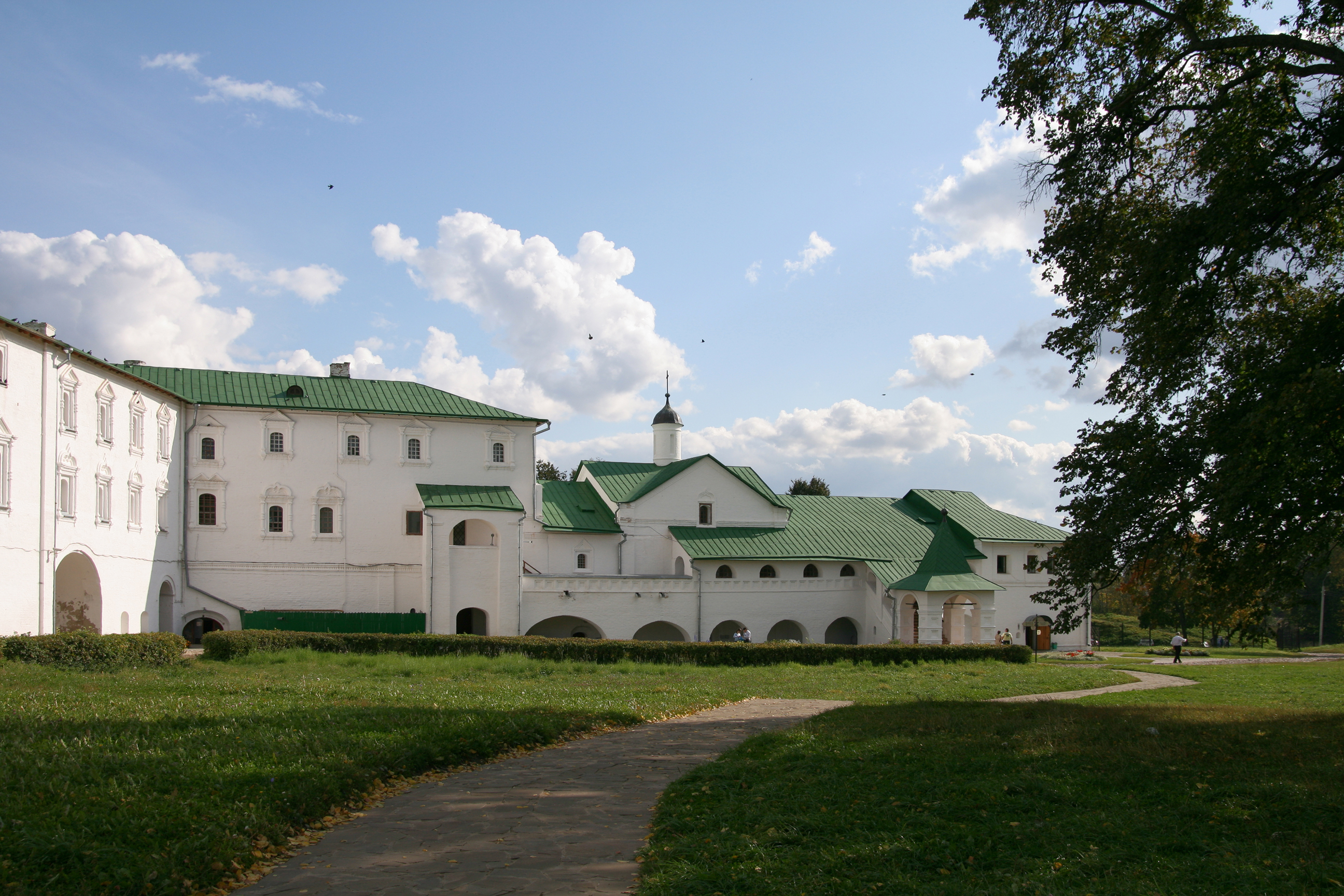
Le palais épiscopal de Souzdal (XVe siècle)
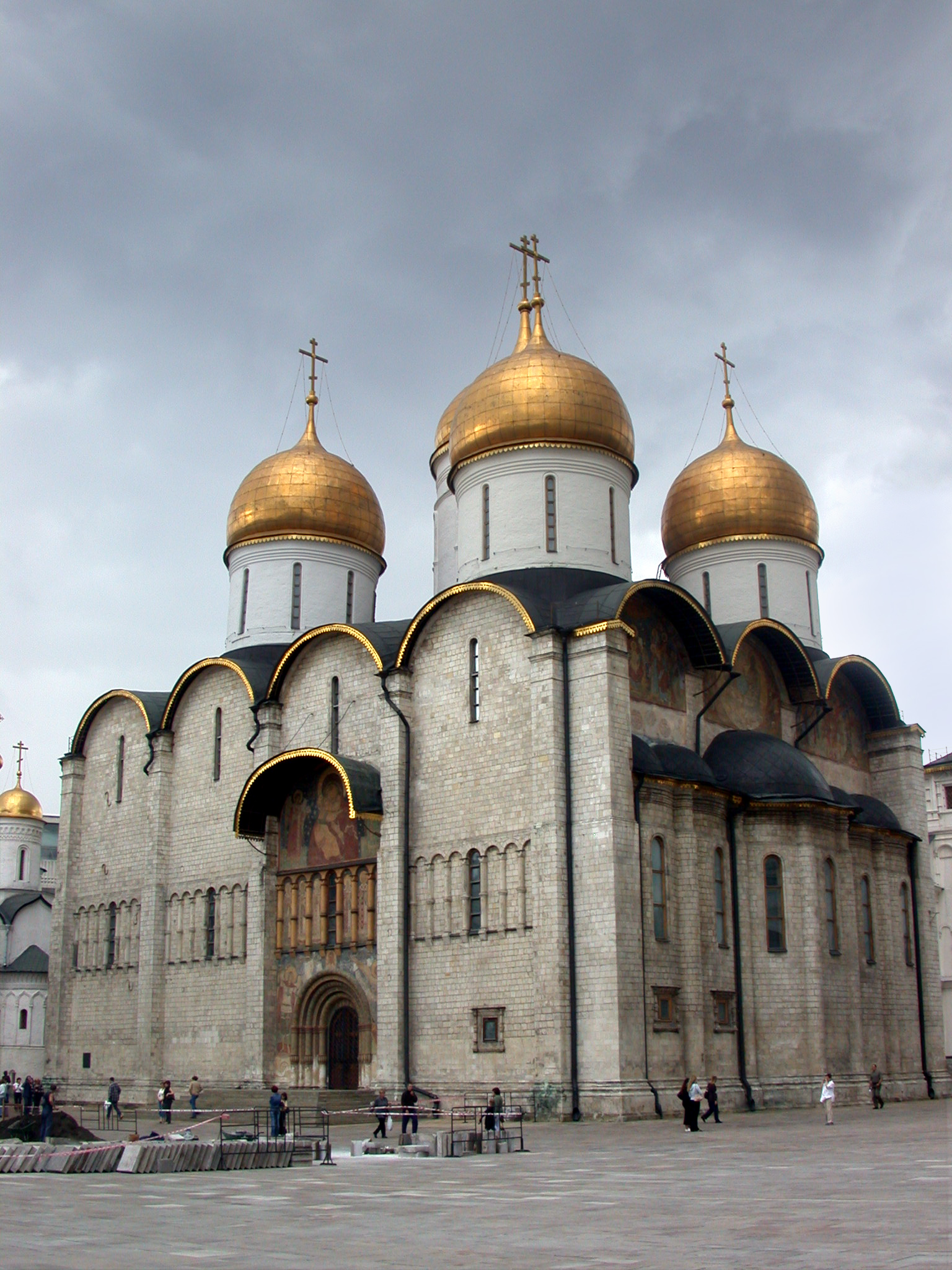
La cathédrale de la Dormition (1475–1479), Moscou
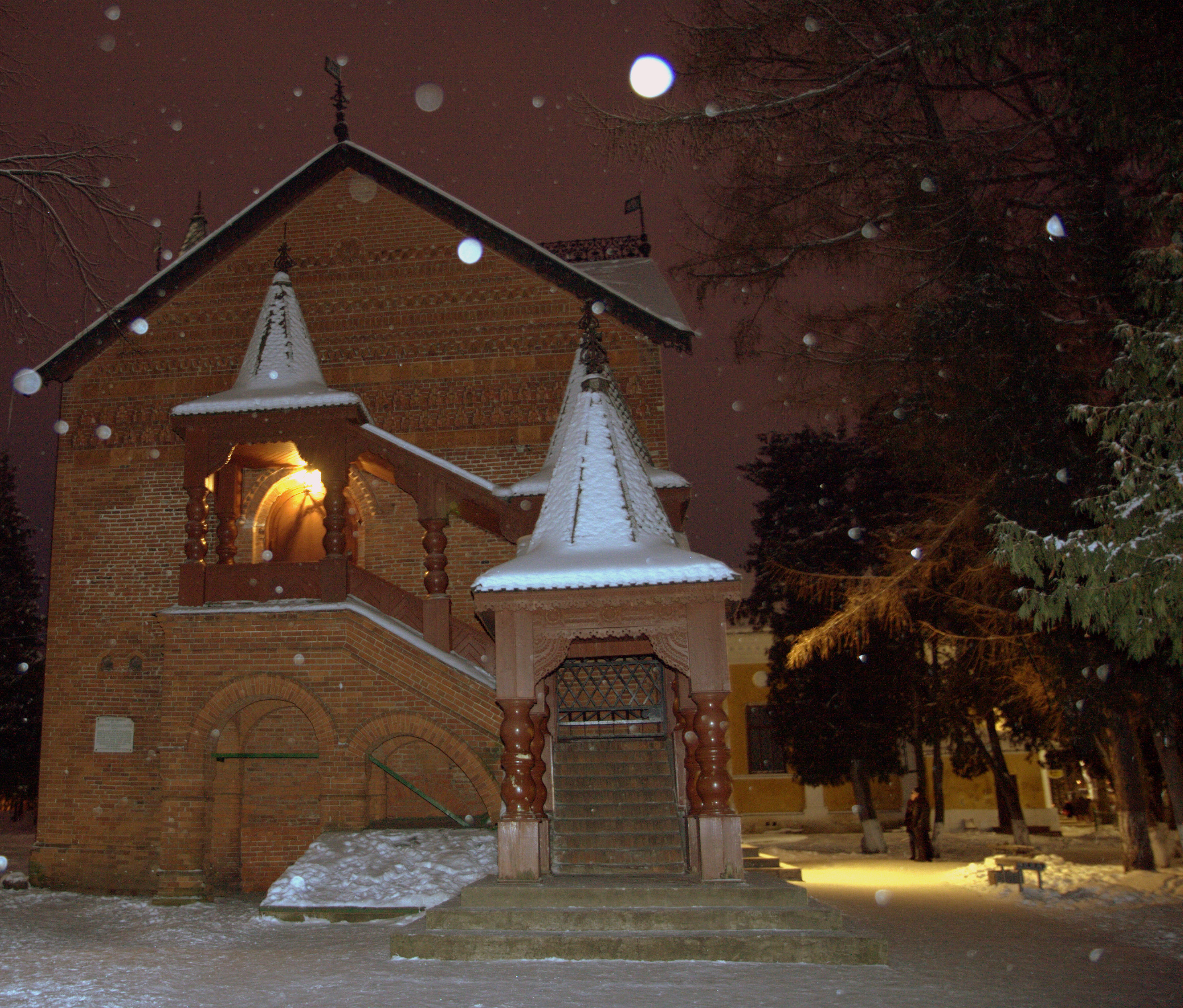
Le palais du tsarevich Ouglitch (1482)
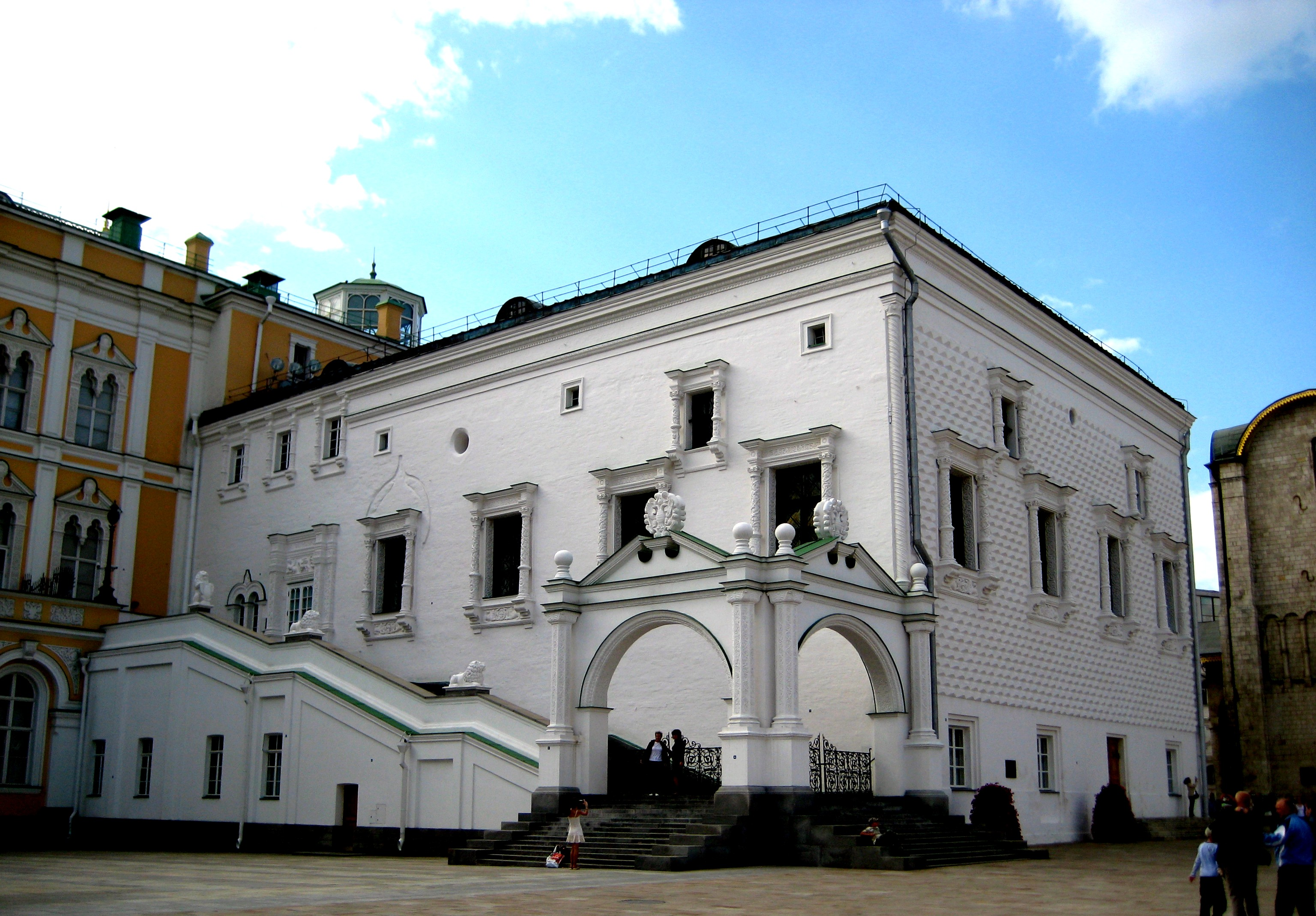
Le palais à Facettes au kremlin (1487–1492)
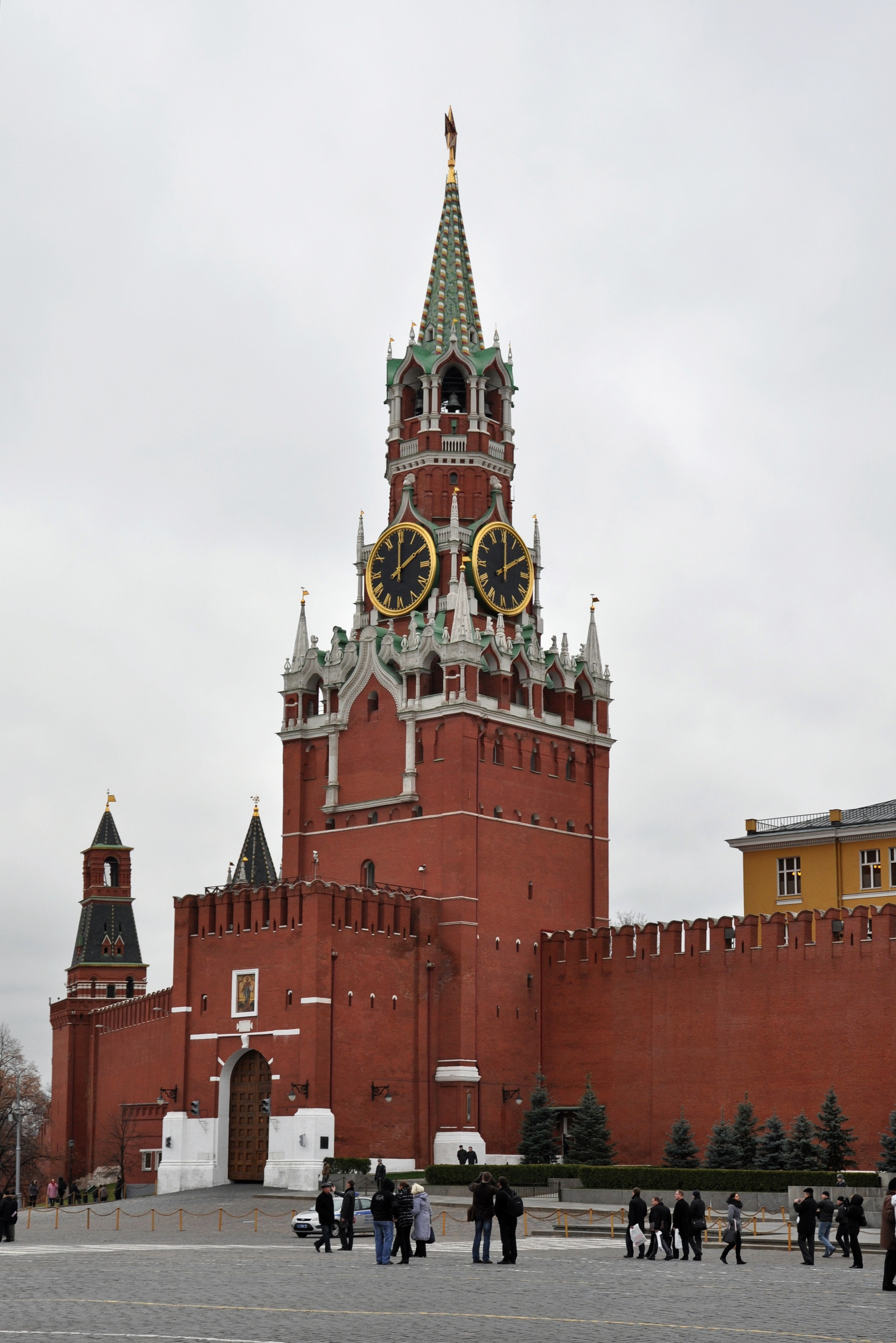
La tour Spasskaïa du kremlin (1491)
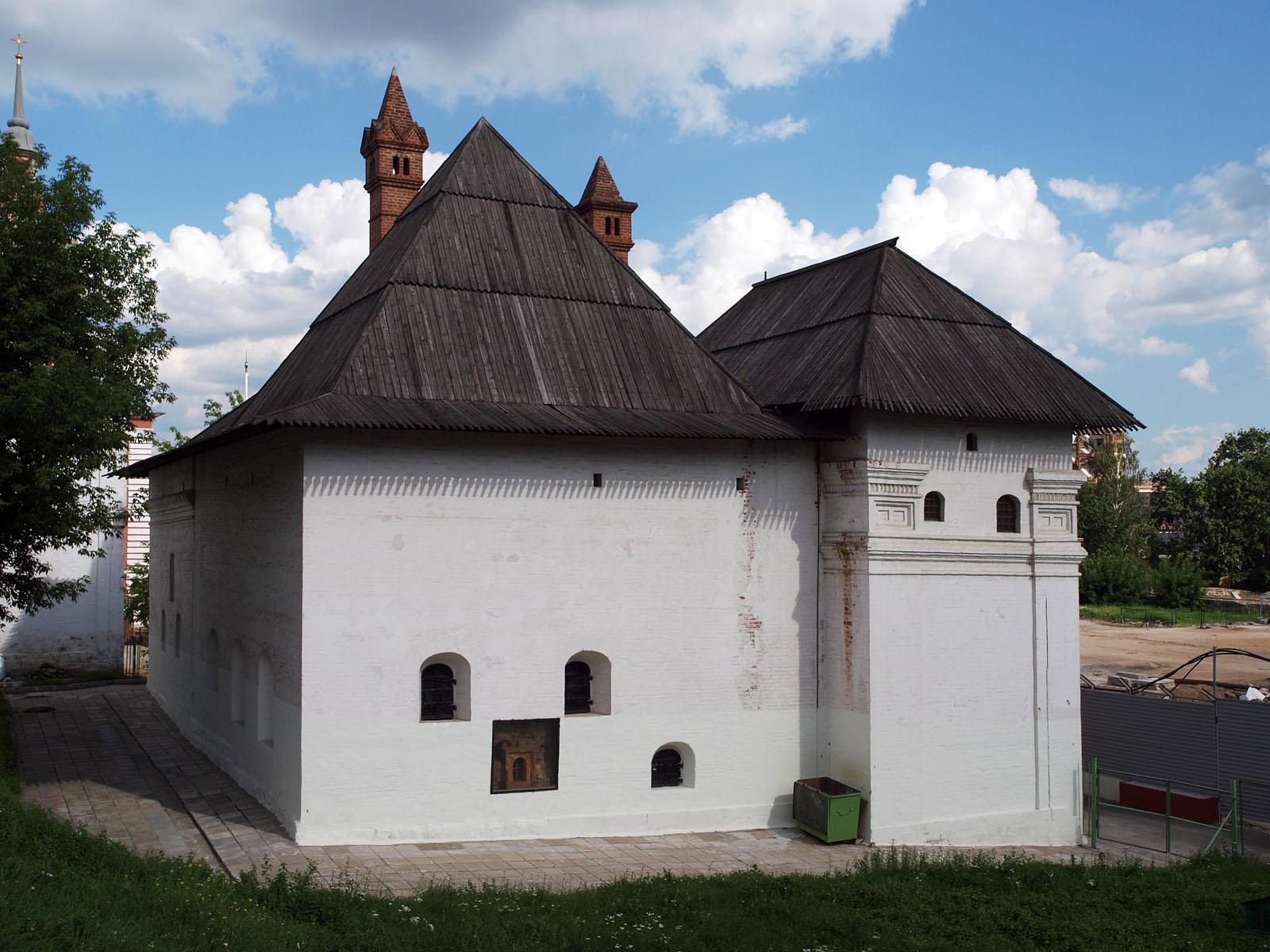
L'ancien Cours des Anglais - siège de la Compagnie de Moscovie (vers 1490-1510)
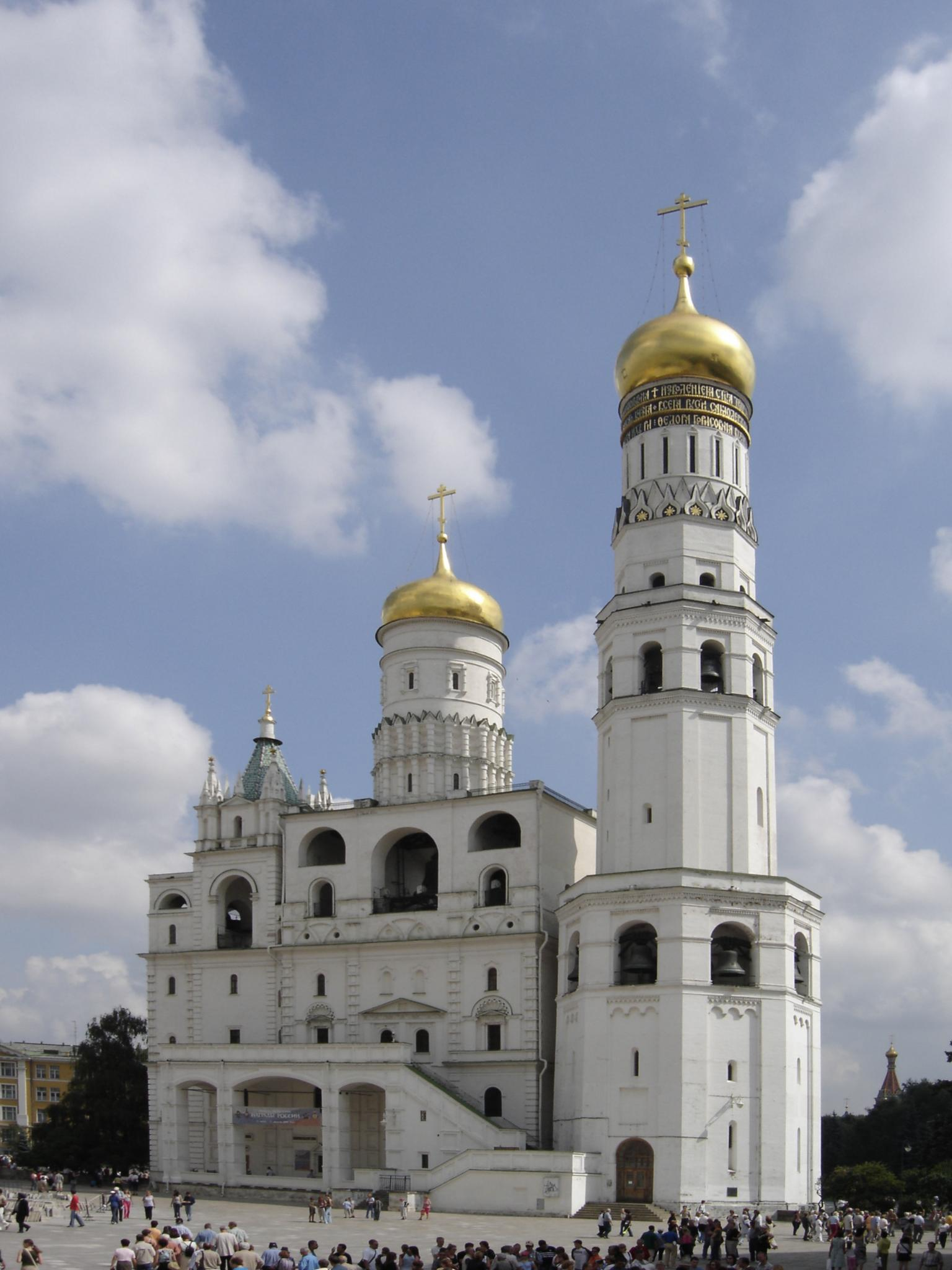
Le clocher d'Ivan le Grand (1505–1508)

## Période moscovite centrale (1530–1630)
Au XVIe siècle, l’introduction du toit en pavillon et de l'architecture en brique marque un tournant. Les toits à pans inclinés semblent s'être d'abord implantés dans le nord de la Russie, où ils évitaient l'accumulation excessive de neige et la surcharge des charpentes au cours des longs hivers. Dans les églises en charpente (même récentes), ce type de toiture devint courant. La première église en briques avec toiture à pans inclinés est l'église de l'Ascension de Kolomenskoïe (1531), élevée pour le jubilé d’Ivan le Terrible. Sa conception est très controversée ; il est vraisemblable que l'originalité de cet édifice (dont le style est inconnu dans les autres nations orthodoxes) traduise les ambitions de l’État russe naissant et l'émancipation de l'art russe des canons byzantins après la Chute de Constantinople.
Les églises à toits en pans inclinés se multiplièrent sous le règne d’Ivan le Terrible. Deux exemples primitifs datant de son règne présentent des pans multicolores et de géométrie exotique, combinés de façon complexe : ainsi l'église de Saint-Jean le Baptiste à Kolomenskoïe (1547) et la cathédrale Saint-Basile sur la place Rouge (1561). Cette dernière église combine pas moins de neuf pans d'inclinaison variable en une composition circulaire des plus curieuses.

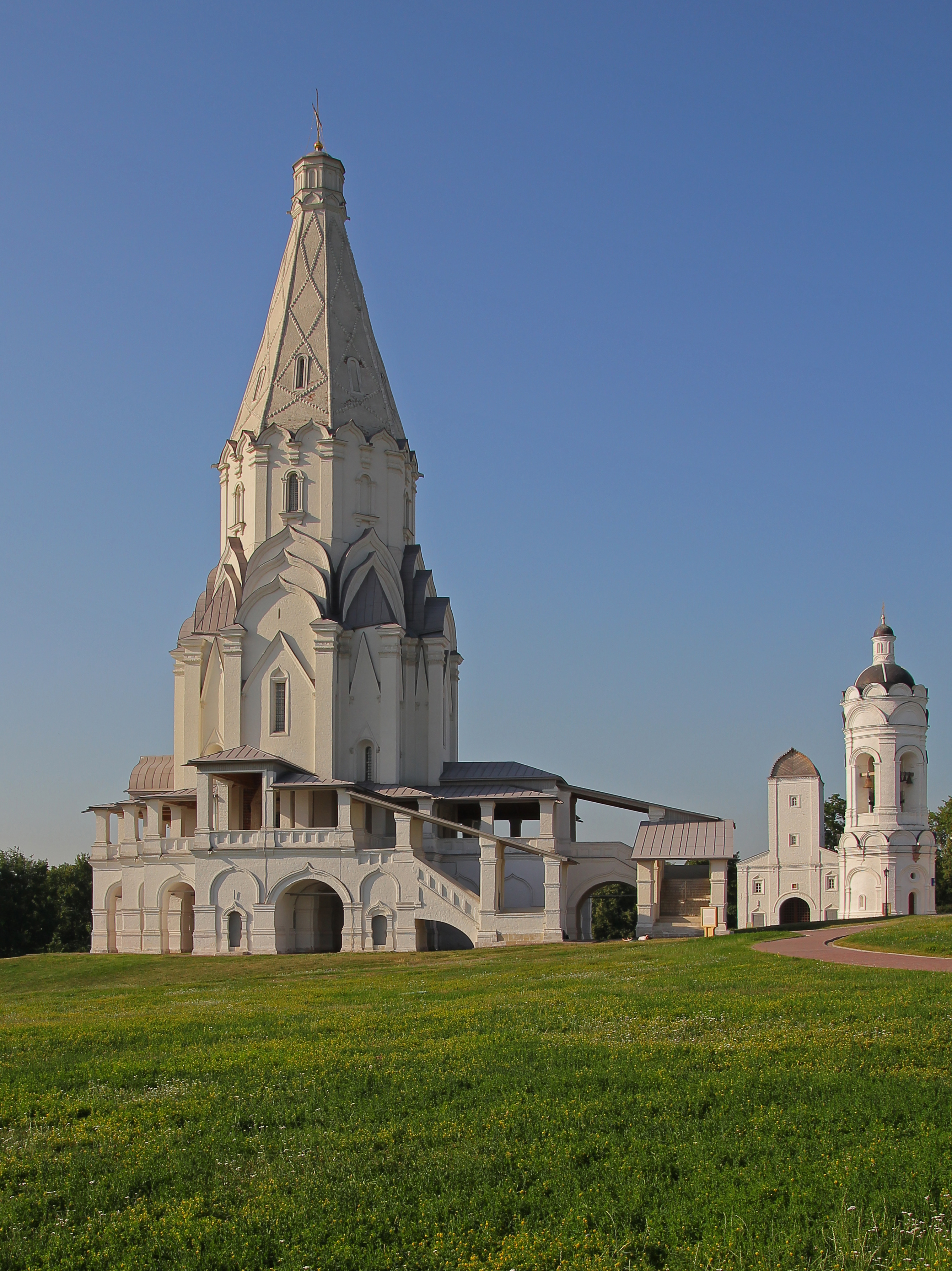
L'église de l'Ascension à Kolomenskoïe (1532)
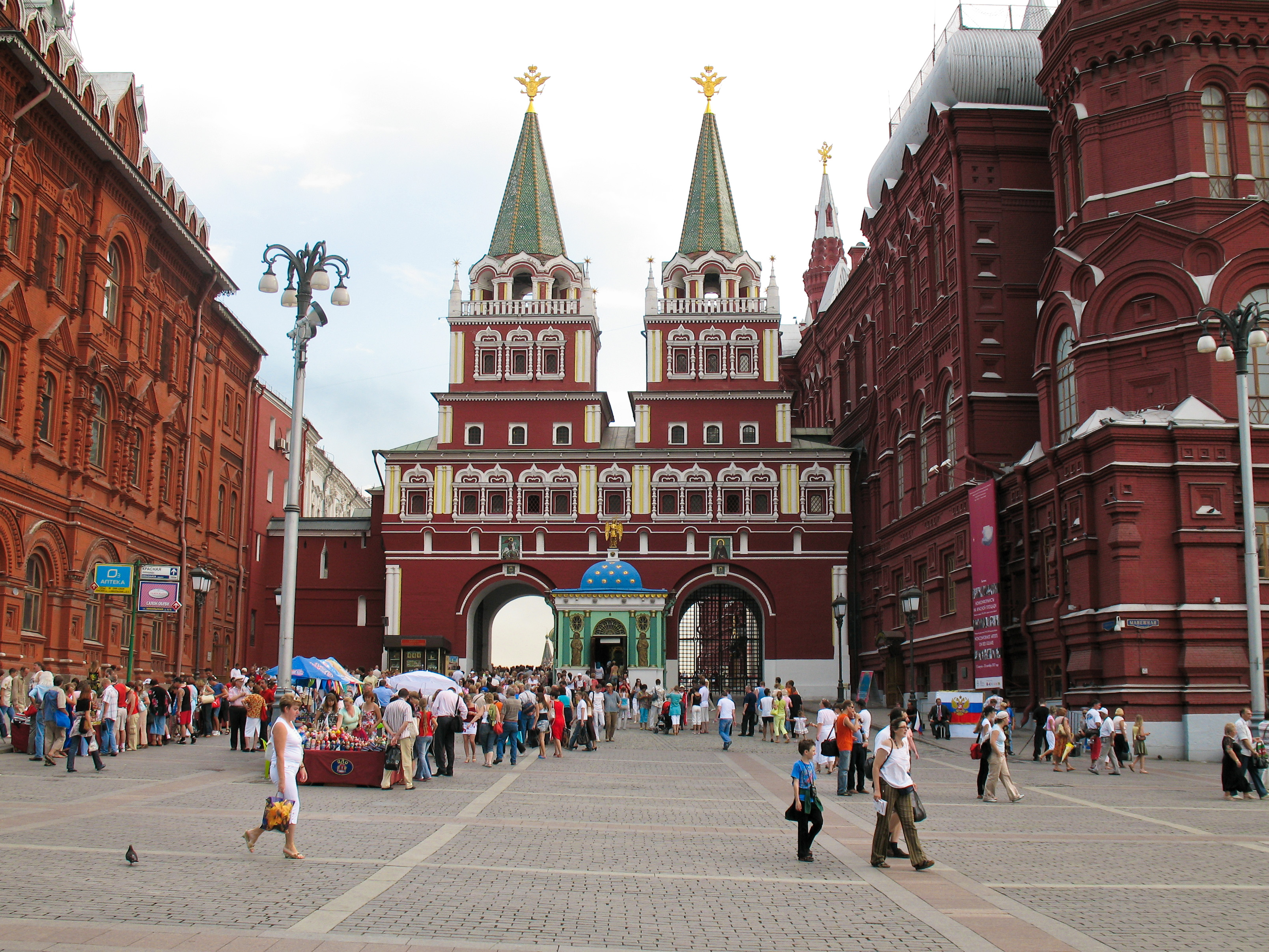
Portes Ivères de Moscou (1535)
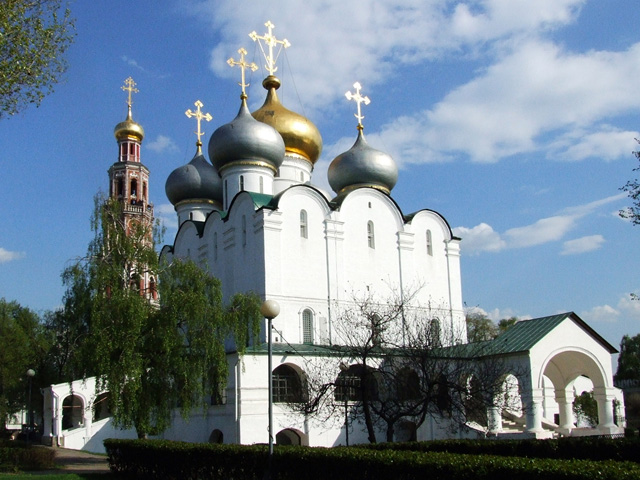
Cathédrale du couvent de Novodievitchi à Smolensk (années 1560)
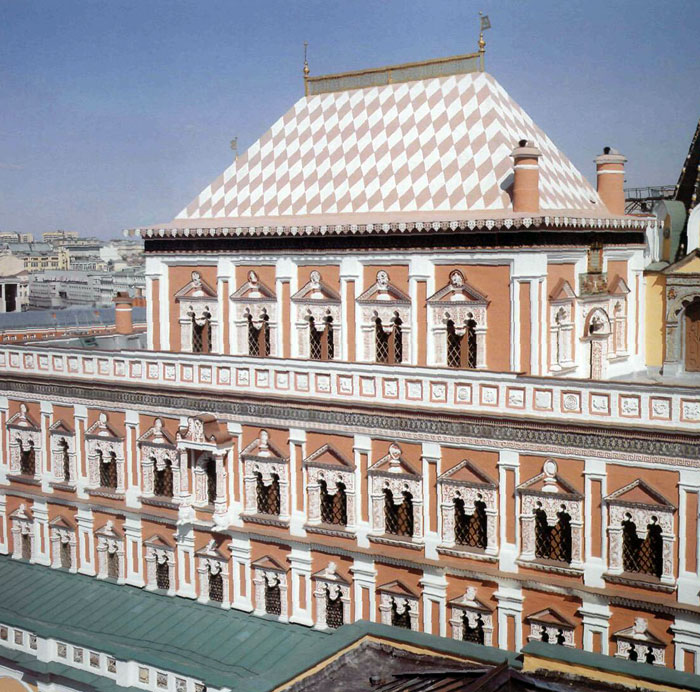
Le palais des Terems (entre les années 1560 et 1635-36)

## Période moscovite tardive (1630–1712)
Le Temps des troubles avait laissé ruinés l’État aussi bien que l’Église, tous deux incapables de financer quelque chantier que ce soit ; ce furent de riches marchands de Iaroslavl, sur la Volga, qui prirent le relais. Tout au long du XVIIe siècle, ils construisirent de grandes églises à cinq tours à bulbe, circonscrites de clochers et d’ailes rayonnantes. Au début, la composition de ces églises était foncièrement asymétrique, les différents quartiers s’équilibrant l’un l’autre à la manière des fléaux d’une balance (par ex. l’église du Prophète Élie, 1647–50) ; mais peu à peu elles évoluèrent à Iaroslavl vers une symétrie parfaite, avec des coupoles dépassant du reste de la construction, couvertes d’un carrelage polychrome (par ex. à l’église de Jean Chrysostome sur la Volga, 1649–54). L'architecture du bassin de la Volga connut son apogée avec l’église de Saint-Jean le Baptiste (édifiée entre 1671 et 87) — la plus grande de Iaroslavl, avec ses 15 coupoles et plus de 500 fresques. Le parement extérieur en brique, depuis les coupoles jusqu’aux porches surélevés, a été minutieusement travaillé et décoré de carreaux polychromes.
Les églises moscovites du XVIIe siècle offrent elles aussi une ornementation exubérante, mais elles sont de taille bien plus modeste. Au début de ce siècle, les Moscovites privilégiaient encore les toitures rayonnantes, rappelant la forme d’une tente. Le chef-d’œuvre en ce genre était l’église de la Miraculeuse Assomption d’Ouglitch (1627) : elle présentait une succession de trois pavillons coniques, évoquant trois bougies. Cette composition fut reprise avec exubérance à l’église Hodeguetria de Vyazma (1638) et à l’église de la Nativité-de-la-Vierge de Poutinki, à Moscou (1652). Considérant que de telles constructions allaient à l'encontre de la tradition byzantine, le patriarche Nikon les dénonça comme hétérodoxes. Il était favorable aux édifices somptueux, tels le kremlin de Rostov à Rostov Veliki sur le Lac Nero, avec ses cinq églises élancées, sa profusion de tours et ses nombreux palais. Nikon choisit pour sa propre résidence le monastère de la Nouvelle Jérusalem, dominé par une cathédrale en rotonde, la première de ce genre en Russie.
Les toitures en pavillons étant désormais prohibées, les architectes moscovite durent les remplacer par des successions d'arcs en encorbellement (kokoshniki), et ce schéma devint le symbole de l’architecture moscovite du XVIIe siècle. Un des premiers spécimens de ce style est la cathédrale Notre-Dame-de-Kazan (1633–36). Vers la fin du siècle, plus de cent églises de ce style audacieux avaient vu le jour à Moscou, et peut-être au moins autant dans la région. Parmi les plus beaux exemples, il y a lieu de citer l’église Saint-Nicolas de Kolomna, les églises de la Sainte-Trinité de Nikitniki (1653), l’Église Saint-Nicolas-des-Tisserands (1682), et la Sainte-Trinité d’Ostankino (1692). L'édifice le plus représentatif a dû être l’église Saint-Nicolas (la « Grande Croix ») du quartier de Kitaï-gorod, rasée sur ordre de Staline.
Alors que l’architecture russe sombrait dans le decorum, elle commençait à s’inspirer du baroque polonais et ukrainien. Les premières églises baroques ne furent que de simples chapelles construites sur les terres de la Famille Narychkine, près de Moscou, d’où le qualificatif de baroque Narychkine pour désigner ce style. Certaines de ces églises sont des tours à étages cubiques et octogonaux superposés (l’église Saint-Sauveur d'Oubory, 1697) ; d’autres présentent une composition en gradins, terminée par un clocher ( Église de l'Intercession de Fili, 1695). L’ornementation des styles moscovite et baroque est souvent si exubérante qu'on dirait l’œuvre d'un joailler plutôt que d'un maçon (voyez par ex. l’église de la Sainte-Trinité de Lykovo, 1696). L’exemple le plus réussi du baroque Narychkine est sans doute l’église de l'assomption de la rue Pokrovka, à Moscou (1696-99, abattue en 1929), avec ses multiples dômes. Son architecte a également assuré la reconstruction « en rouge et blanc » de plusieurs monastères de Moscou, notamment le Couvent Novodevichy et le Monastère de Donskoï.
Le style baroque se répandit rapidement en Russie, et se substitua un peu partout aux canons antérieurs. Des négociants en fourrure, les Stroganov, financèrent la construction des magnifiques édifices baroques de Nijni Novgorod (l’église de la Nativité, de 1703) et des confins de la toundra (la cathédrale de la Présentation à Solvytchegodsk, de 1693). Quelques remarquables constructions baroques sont apparues dans les villes plus méridionales dans les premières décennies du XVIIIe siècle, comme à Kazan, Solikamsk, Verkhotourié, Tobolsk et Irkoutsk. Les églises traditionnelles en bois des charpentiers du Nord de la Russie présentent elles aussi des particularités intéressantes. Assemblées sans clous ni agrafes, elles comptent des structures aussi singulières que l’église de l’Intercession à 24 dômes à Vytegra (1708, entièrement incendiée en 1963) et l’église à 22 dômes de la Transfiguration sur l’île Kidji (1714).

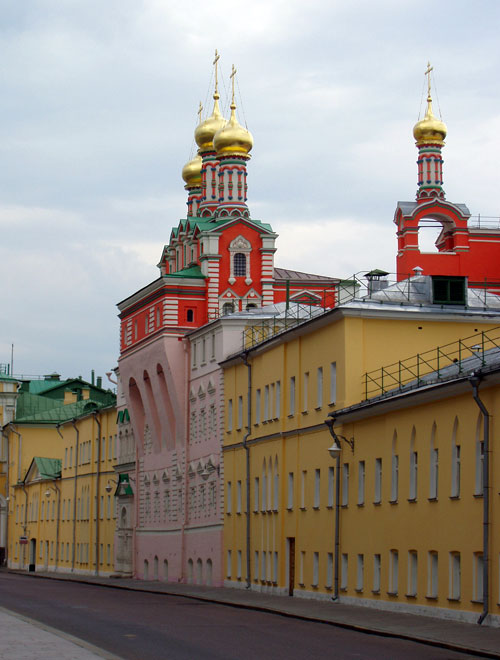
Le Palais des Menus Plaisirs (de couleur rose) au kremlin de Moscou (1652)
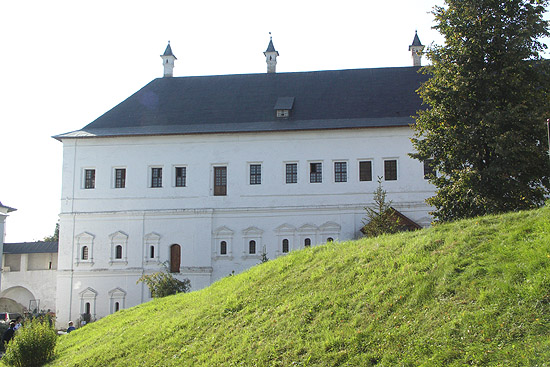
Palais d’AlexisIer dans le monastère Saint-Sabbas de Storoji (1652–54)
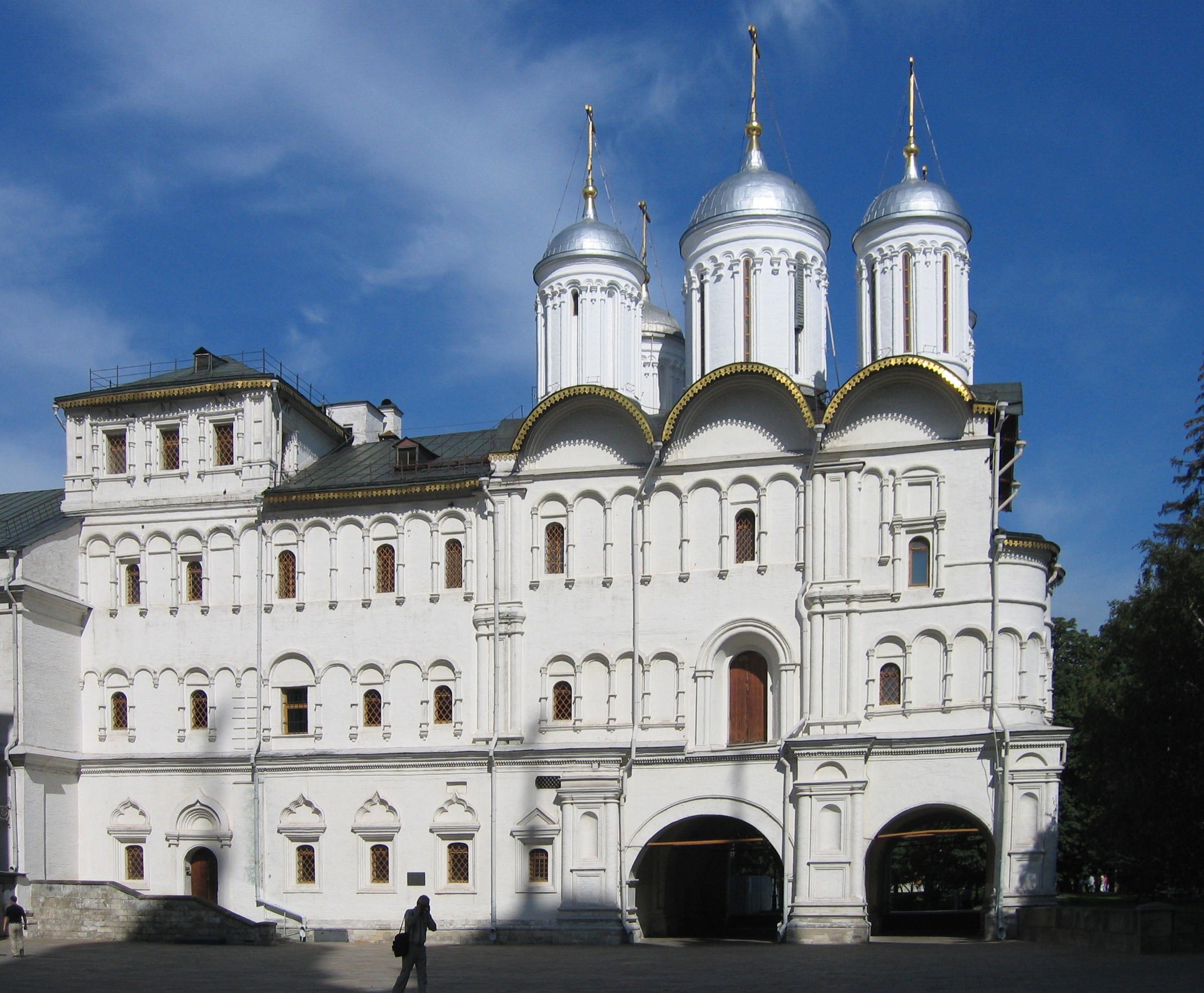
Palais du Patriarche de Moscou, avec l’église des Douze Apôtres (1653)
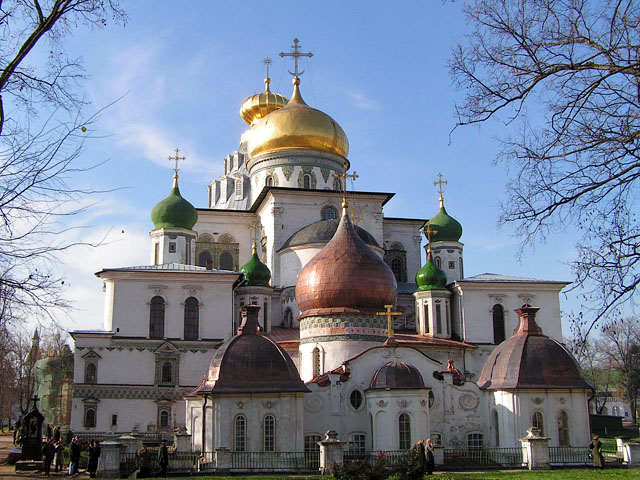
Cathédrale de la Résurrection, monastère de la Nouvelle Jérusalem (1656—1685)
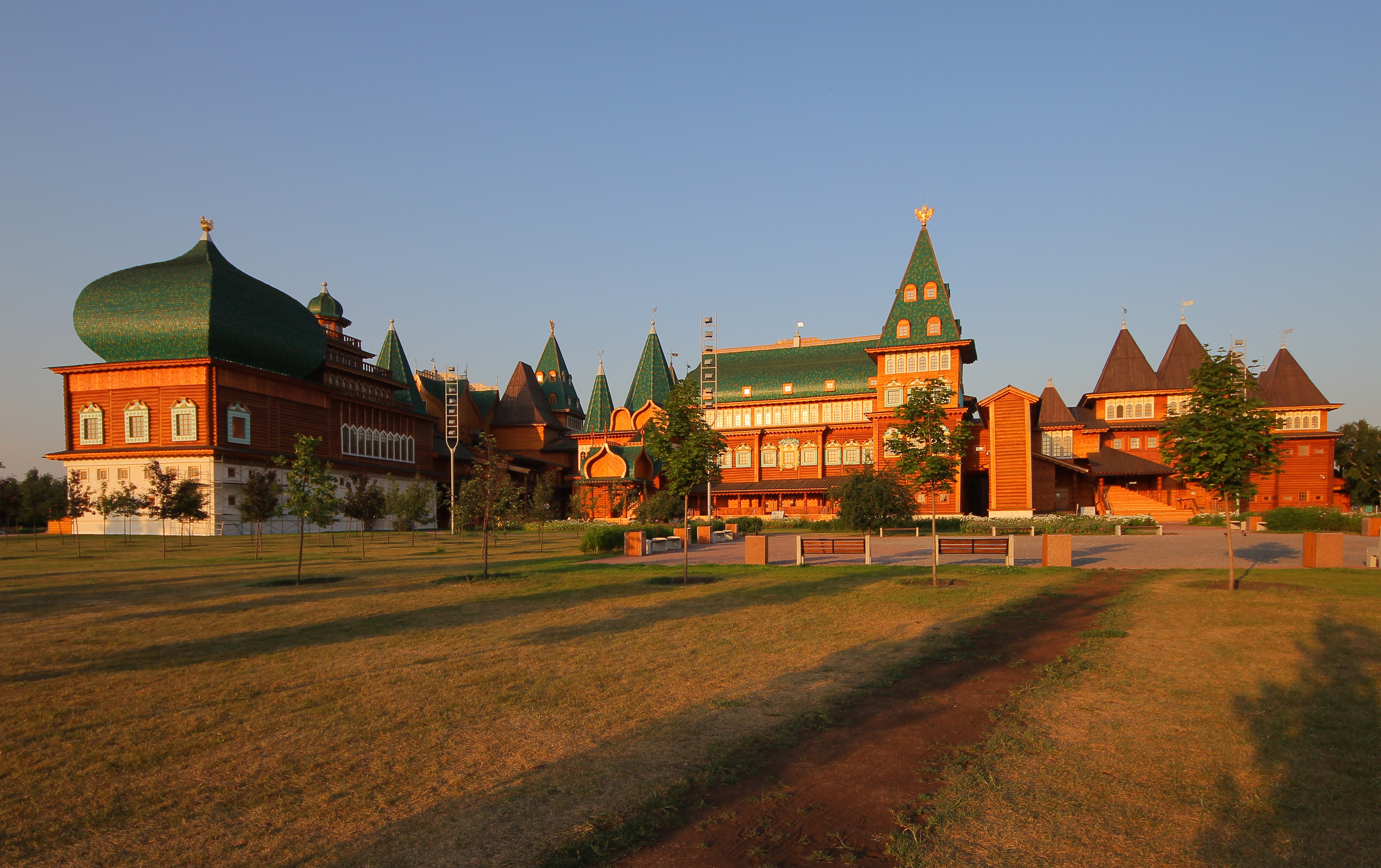
Kolomenskoïe, résidence d'été des tsars (1667–1668)
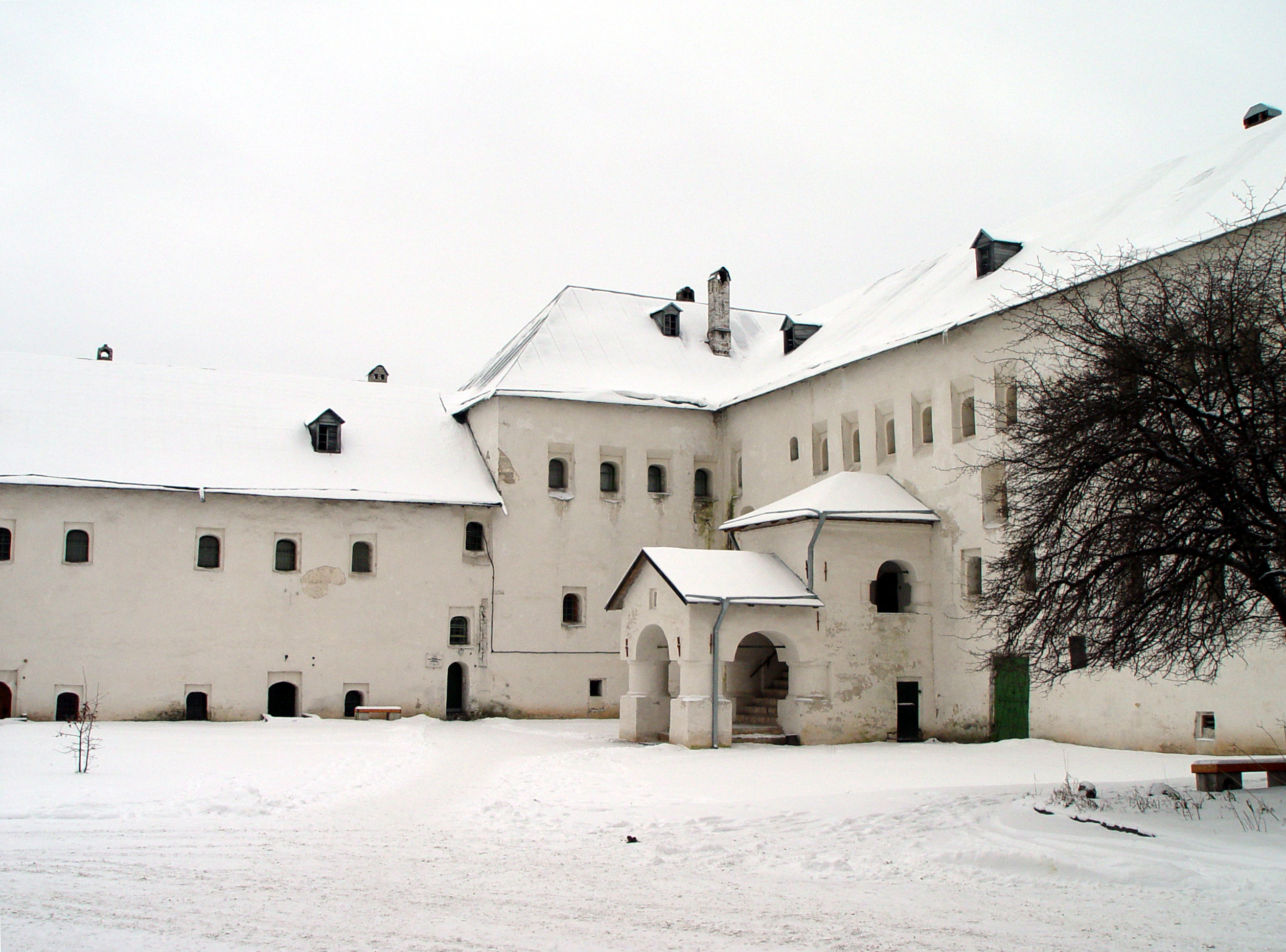
Palais de la famille de négociants Pogankine à Pskov (1671—1679)
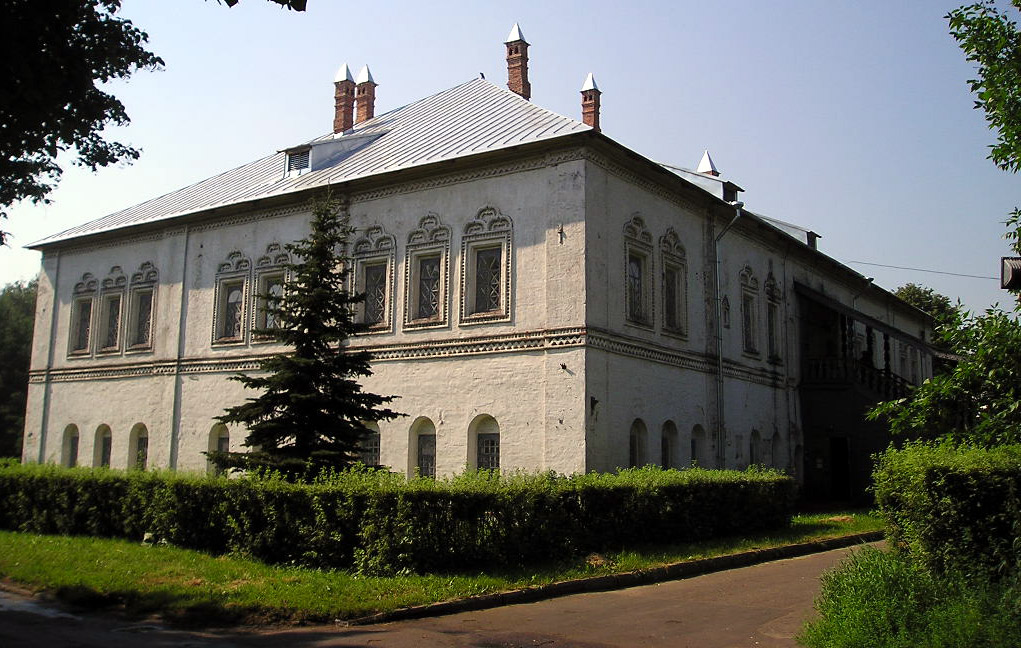
Palais du Metropolite à Iaroslavl (1680th-1690th)
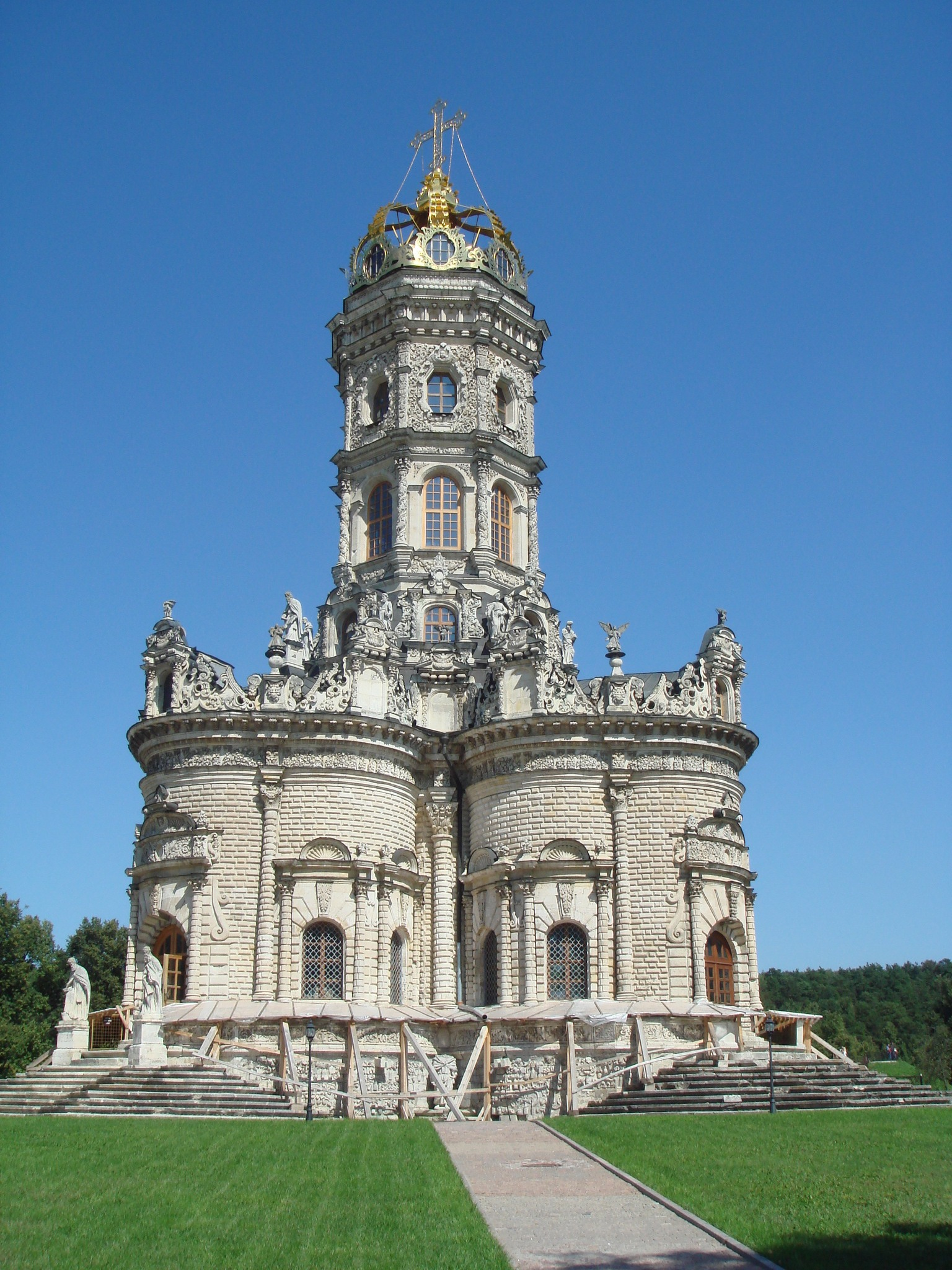
L'église de l'Incarnation de Doubrovitsy (1690–1704) à Doubrovitsy
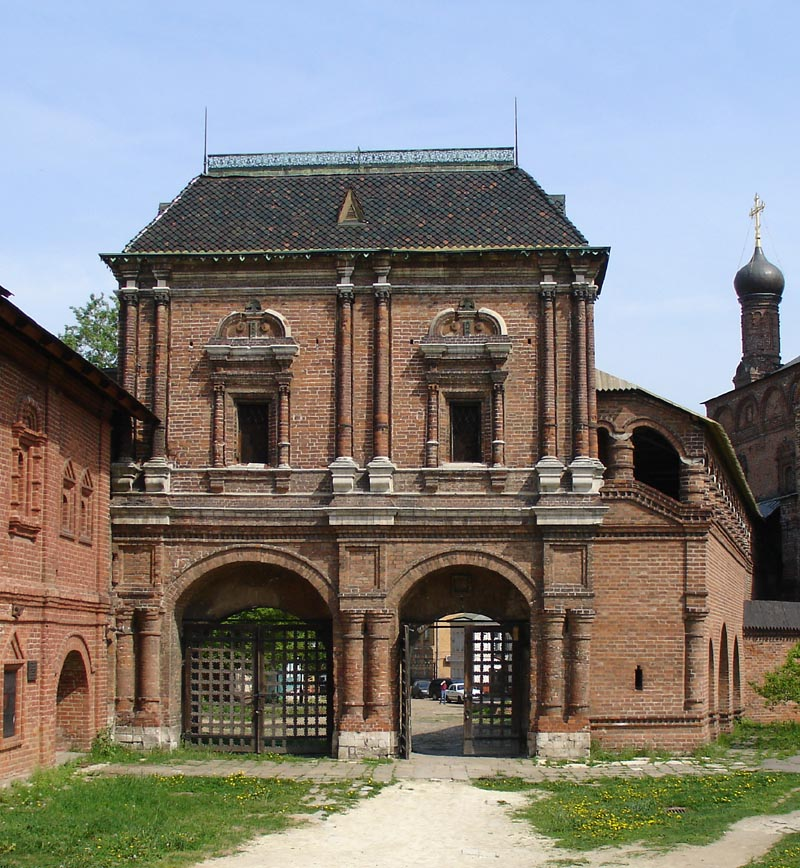
La Résidence Kroutitski du métropolite (1693–94)
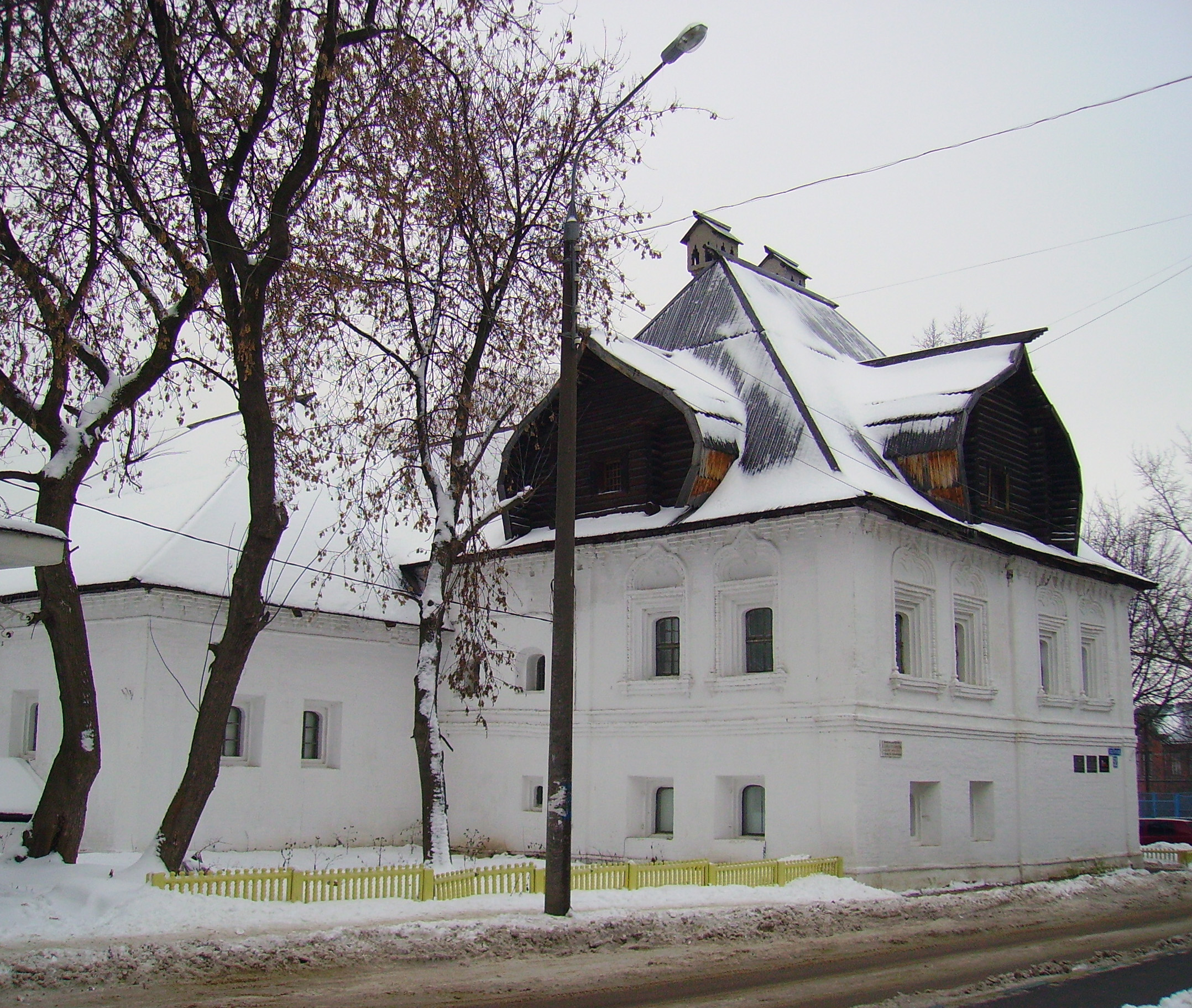
Le palais Pouchnikov à Nijni Novgorod (1698)
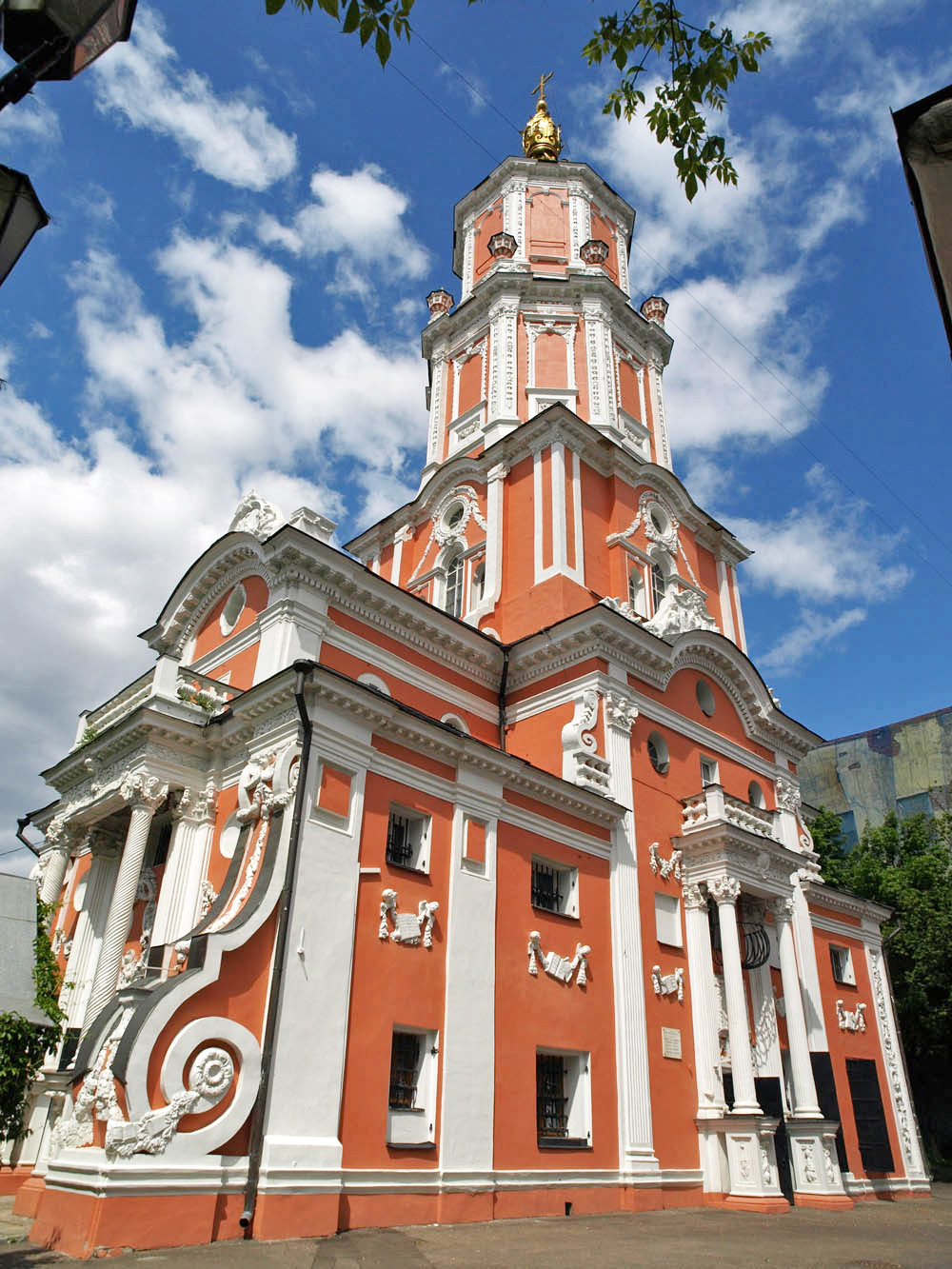
La tour Menchikov (1707)
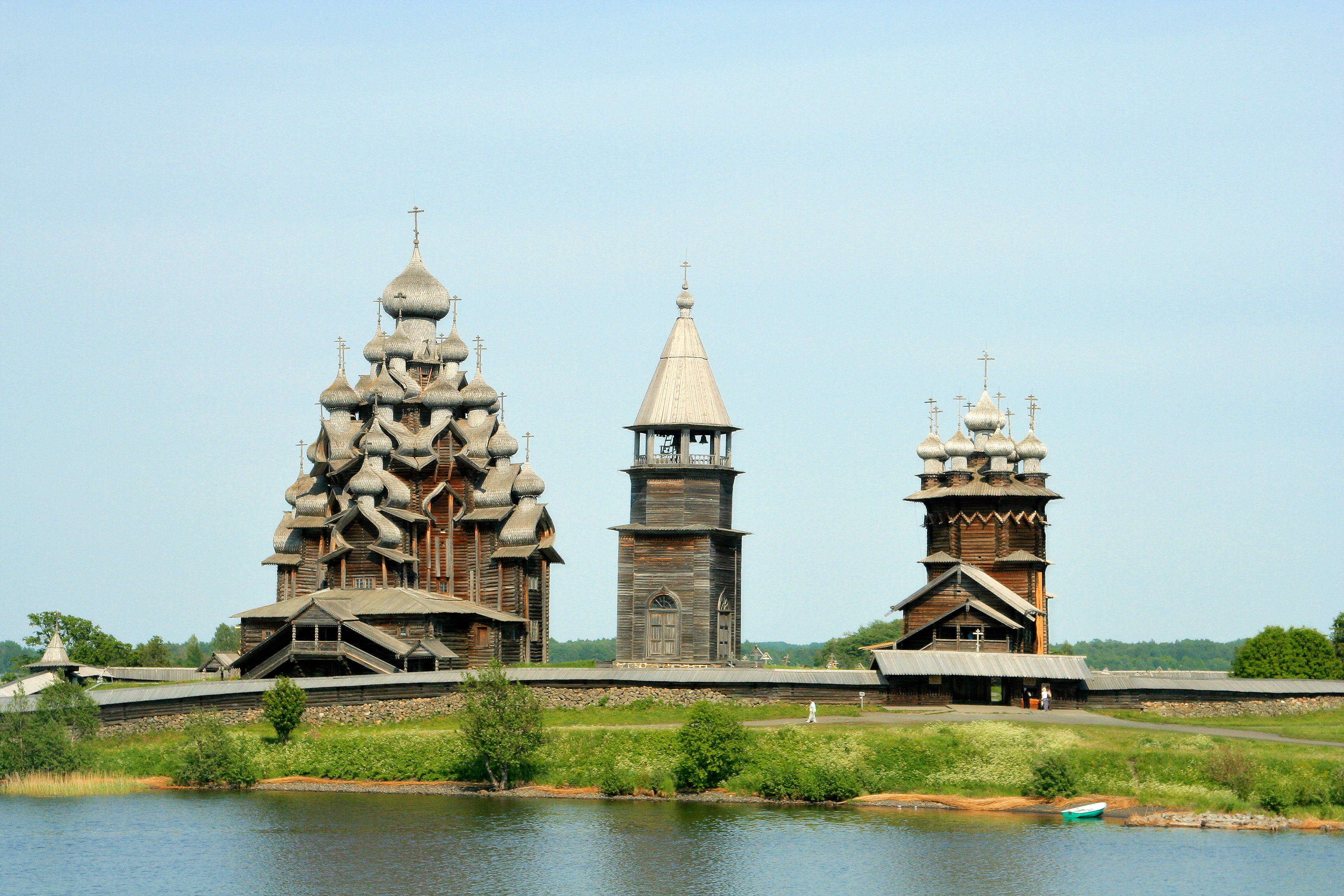
Les églises de l’île Kiji (1711–1714)

## Russie impériale (1712–1917)
En 1712, Pierre Ier de Russie décida de transférer sa capitale de Moscou à Saint-Pétersbourg, ville qu'il entendait aménager sur le modèle néerlandais, dans le style baroque. Les plus importantes réalisations architecturales de son règne sont la cathédrale Pierre-et-Paul et le palais Menchikov.
Sous le règne des tsarines Anne et Élisabeth, l’architecture russe est emmenée par le style baroque exubérant de Bartolomeo Rastrelli ; les chefs-d'œuvre de cet architecte sont le palais d'Hiver, le palais Catherine et la cathédrale de Smolny. Le baroque du règne d’Élisabeth sont le clocher de laure de la Trinité-Saint-Serge et la Porte Rouge[Laquelle ?].
Catherine la Grande renvoya Rastrelli et lui préféra des architectes néoclassiques invités d’Écosse et d’Italie. Parmi les constructions les plus significatives de son règne, citons le palais Alexandre (dû à Giacomo Quarenghi) et la cathédrale du monastère Saint-Alexandre-Nevski (conçue par Ivan Starov). Sous le règne de Catherine, les moscovites Vassili Bajenov et Matvei Kazakov sont les inspirateurs de la renaissance du style gothique russe.
Alexandre Ier de Russie privilégiait le style Empire, qui sera de facto le seul style à s'exprimer à cette période, comme on le voit pour la cathédrale de Kazan, le palais de l'Amirauté, le Théâtre Bolchoï, cathédrale Saint-Isaac, et l’arc de triomphe de Narva à Saint-Pétersbourg. L’influence du style Empire fut encore plus forte à Moscou, où il fallait reconstruire les milliers de maisons incendiées lors de l’invasion de 1812.
Dans les années 1830, Nicolas Ier libéra l'expression architecturale, ouvrant la voie aux premières manifestations de l'éclectisme. Constantin Thon rechercha pour ses églises son inspiration dans les édifices russo-byzantins (cathédrale du Christ-Sauveur, 1832–1883), et ainsi donna le ton pour l'architecture chrétienne ultérieure ; pour les constructions civiles, il s'est inscrit dans la tradition Renaissance, comme on le voit au grand palais du Kremlin (1838–49) et au palais des Armures (1844–1851). Les règnes postérieurs d’Alexandre II et d’Alexandre III virent la renaissance d'un style russo-byzantin dans l’architecture religieuse, tandis que l’architecture civile emboîtait le pas aux autres nations européennes, adeptes de l’éclectisme ; elle évoque l'émergence des sentiments nationalistes et la réhabilitation d'un folklore national, réel ou fantasmé (par ex. la hutte de Pogodine et le musée historique d'État de Moscou).
Pendant une brève période, de 1895 à 1905, l’architecture russe (avec des architectes de la trempe de Lev Kekouchev, Franz Schechtel et William Walcot) s'enticha de l’Art nouveau, très présent à Moscou. Ce style, qui conserva sa popularité jusqu'à la Seconde Guerre mondiale, avait impulsé dès les années 1905-1914 un revival néoclassique russe, synthèse du style Empire et du palladianisme s'appuyant sur les techniques de construction contemporaines.

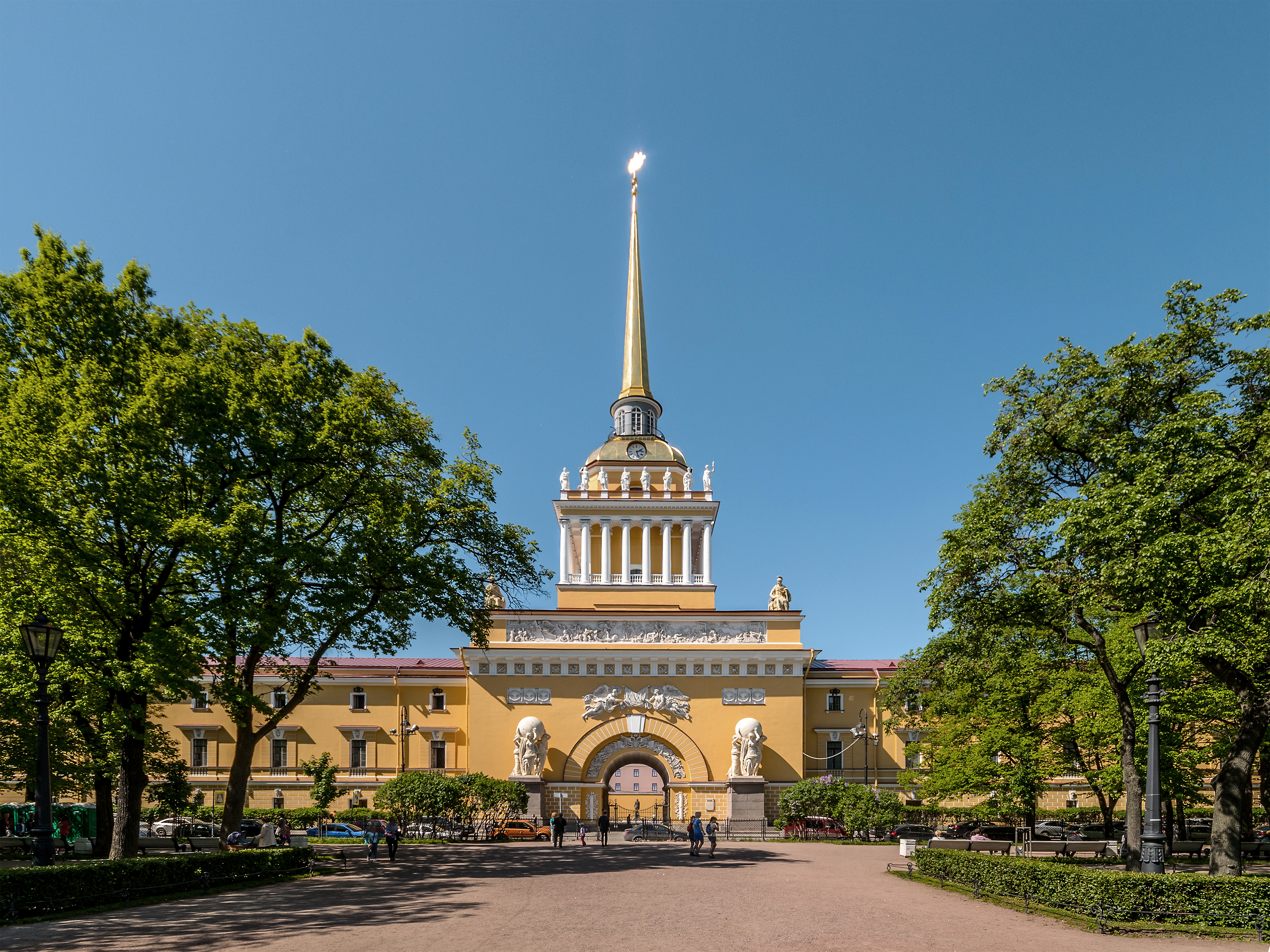
Le palais de l'Amirauté (1704–1706).
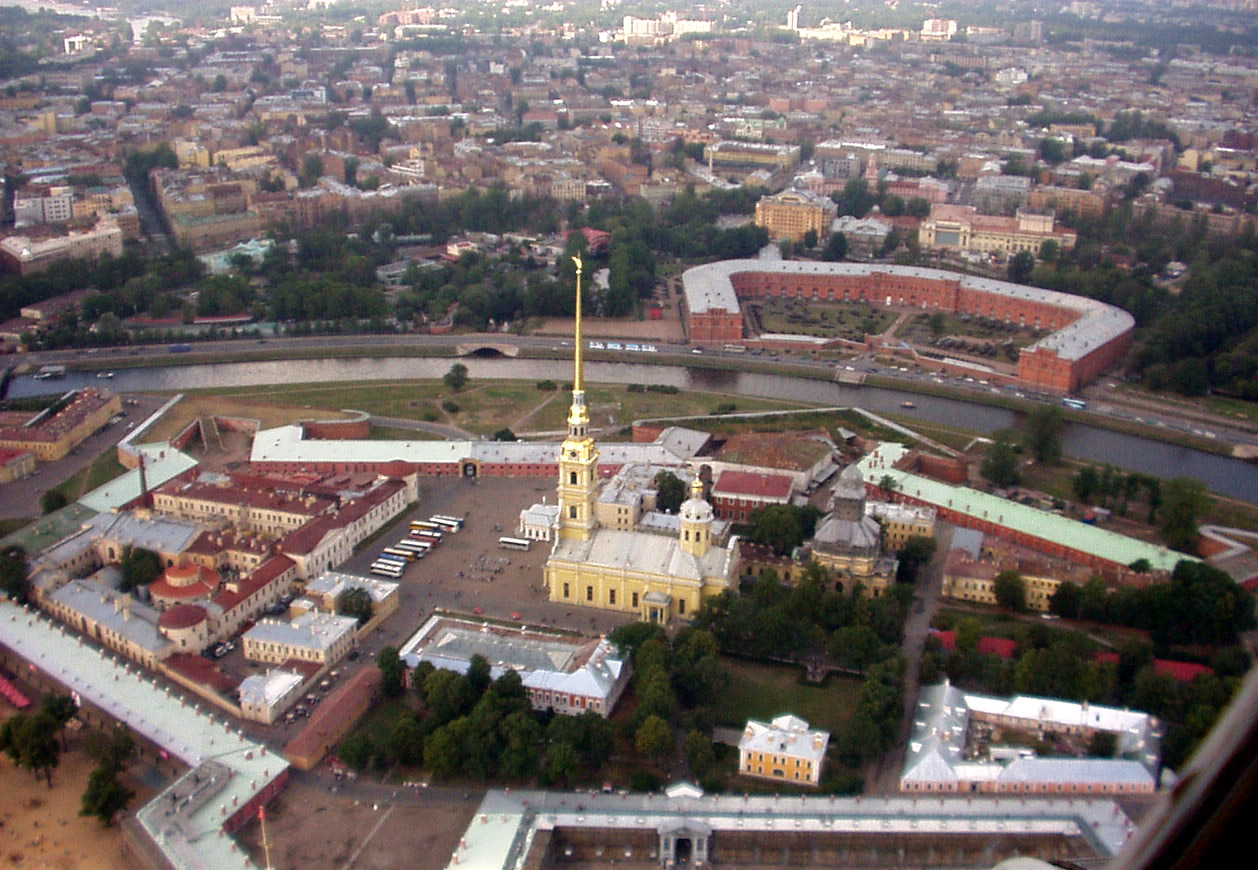
La forteresse Pierre-et-Paul (1706–1740).
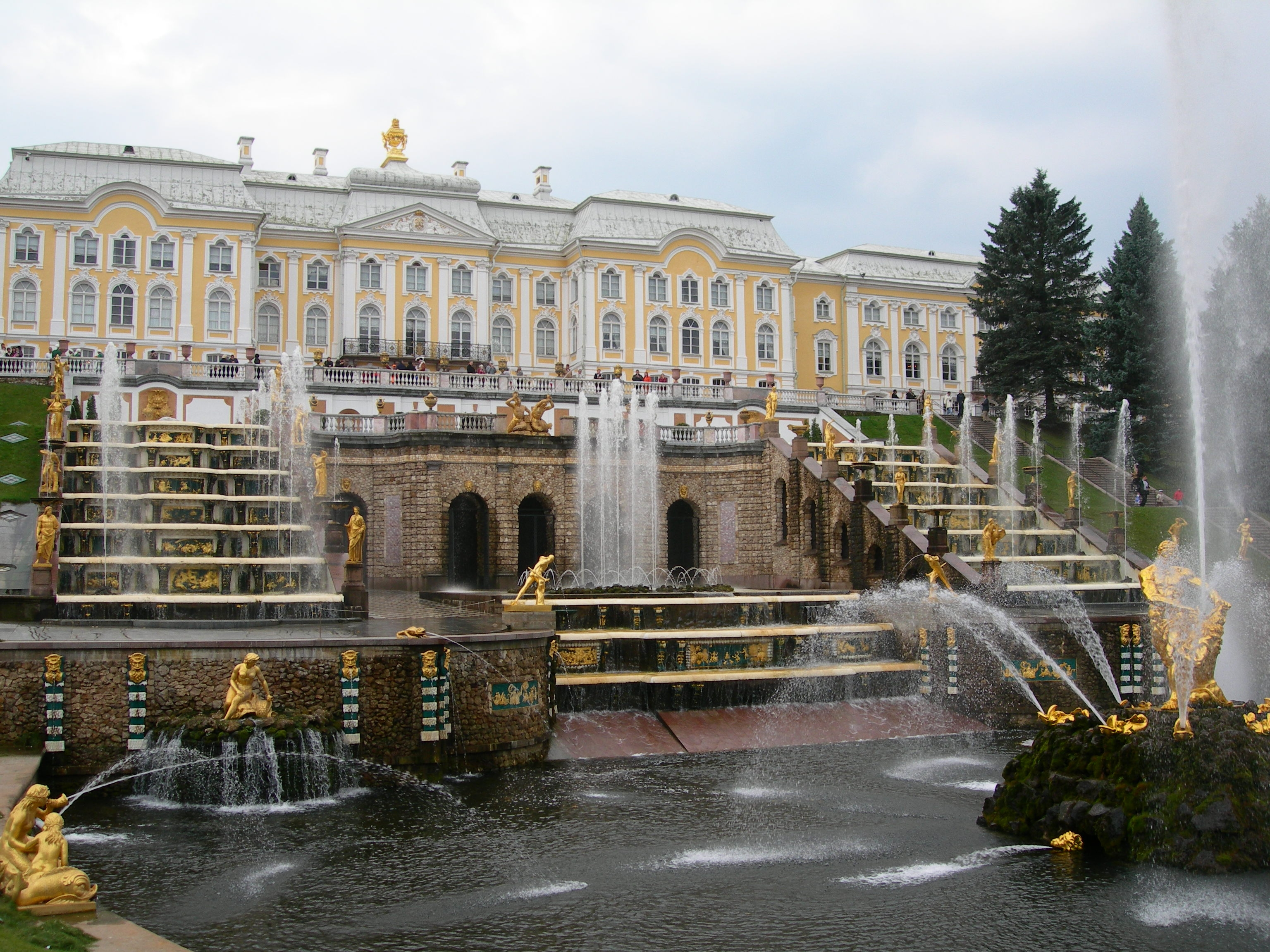
Le palais Peterhof (1714—1755).
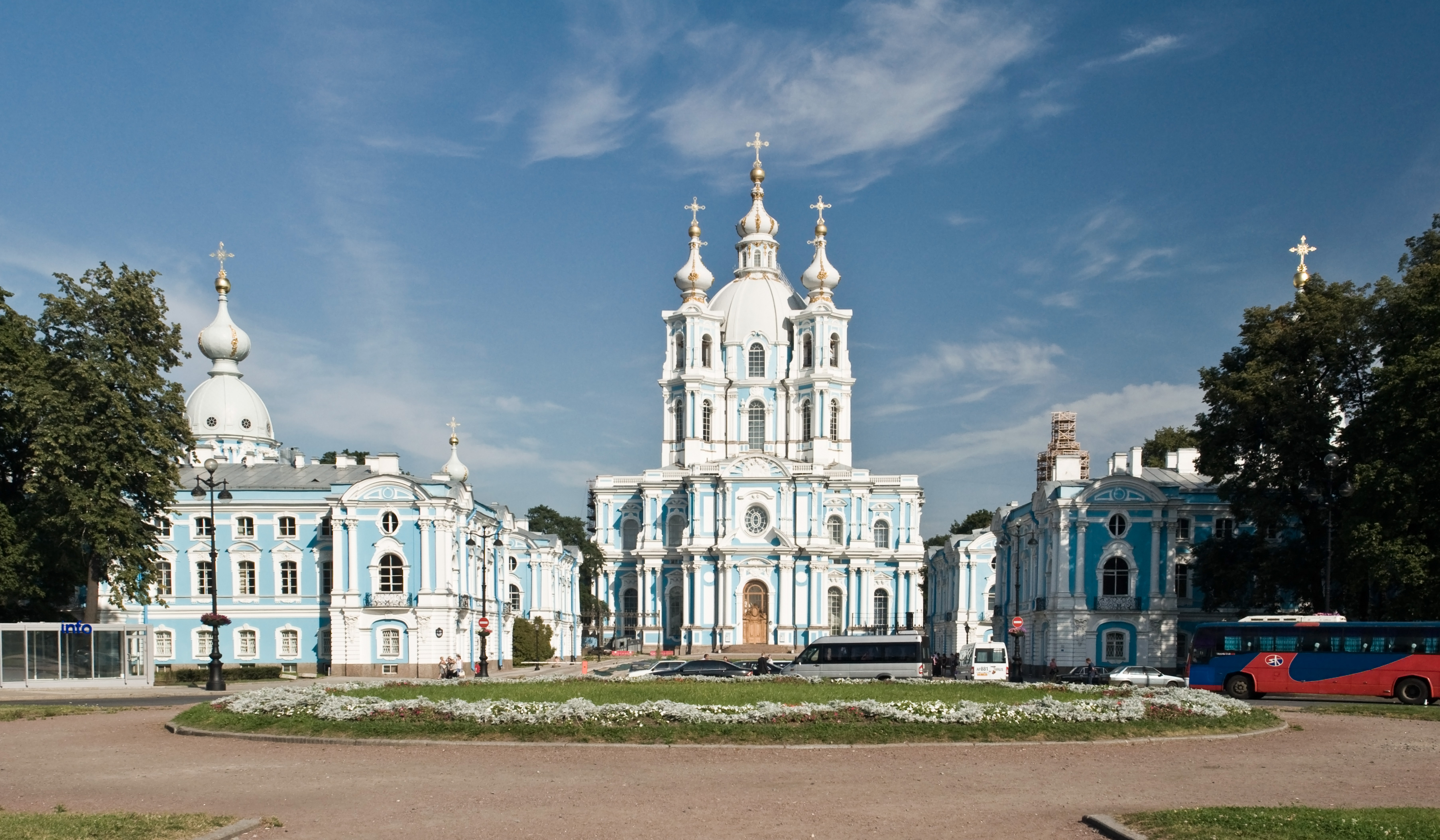
Le couvent Smolny (1744–1764).
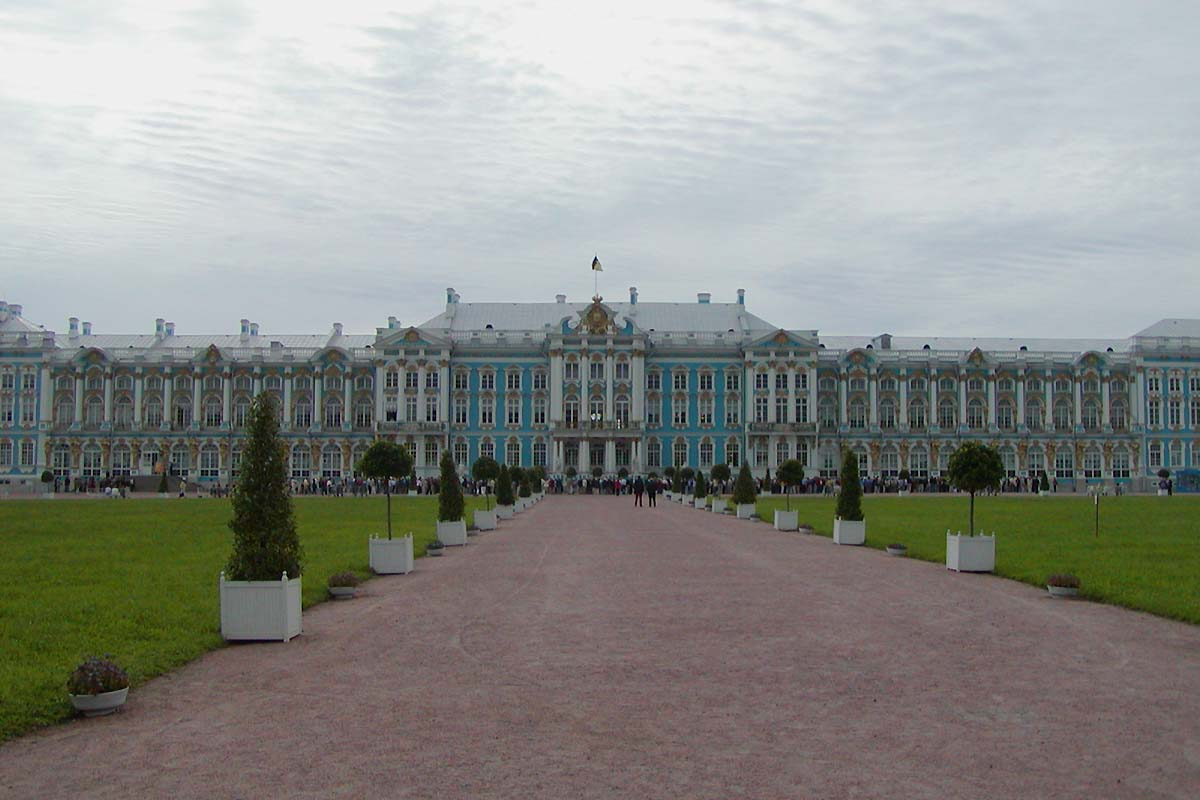
Le palais Catherine à Tsarskoïe Selo (1752–1757).
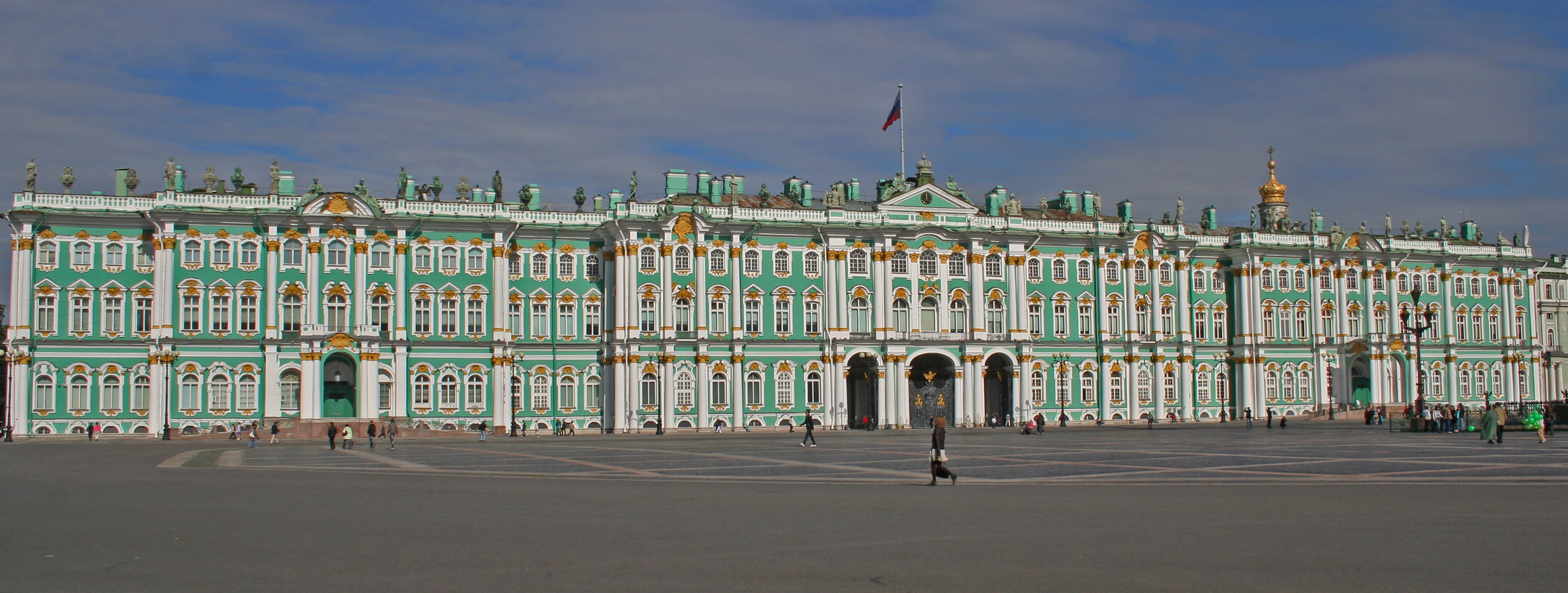
Le palais d'Hiver (1762–1796).
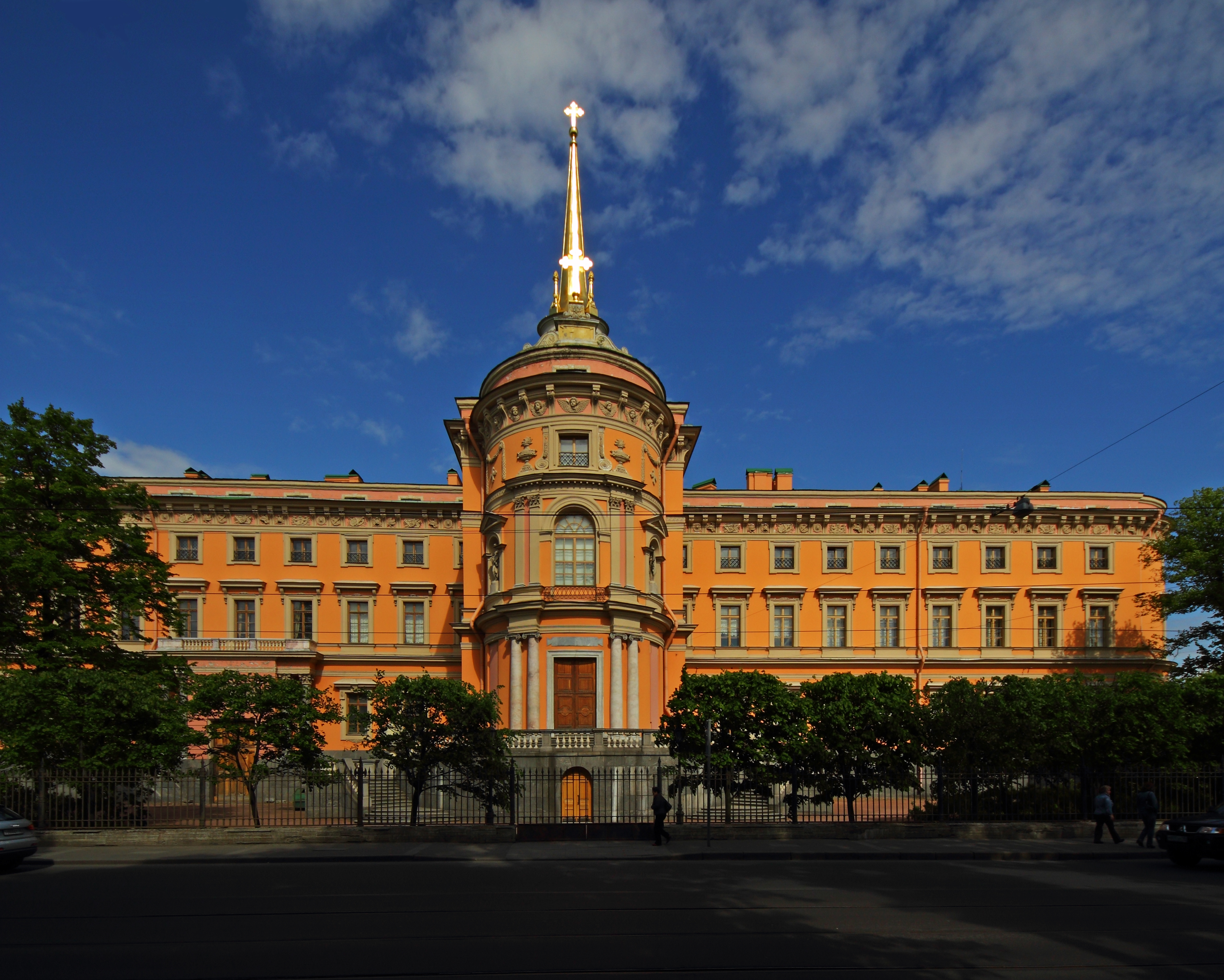
Le château Saint-Michel (1797–1801).
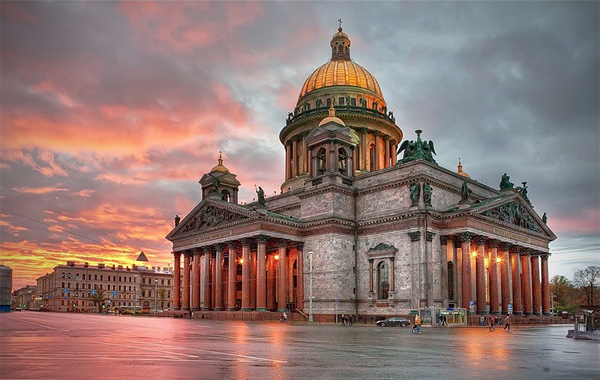
La cathédrale Saint-Isaac (1819–1858).
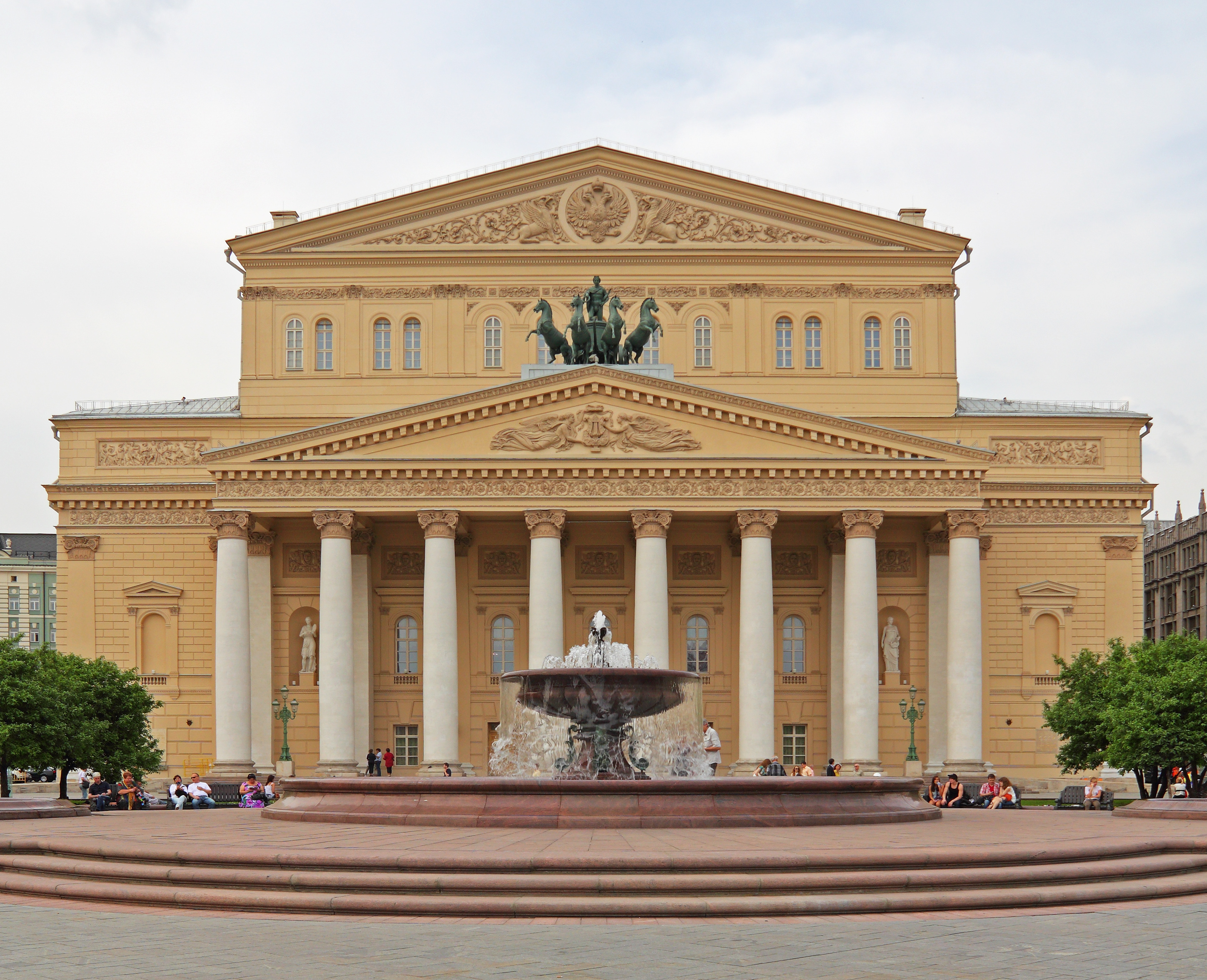
Le théâtre Bolchoï (1821–1825).
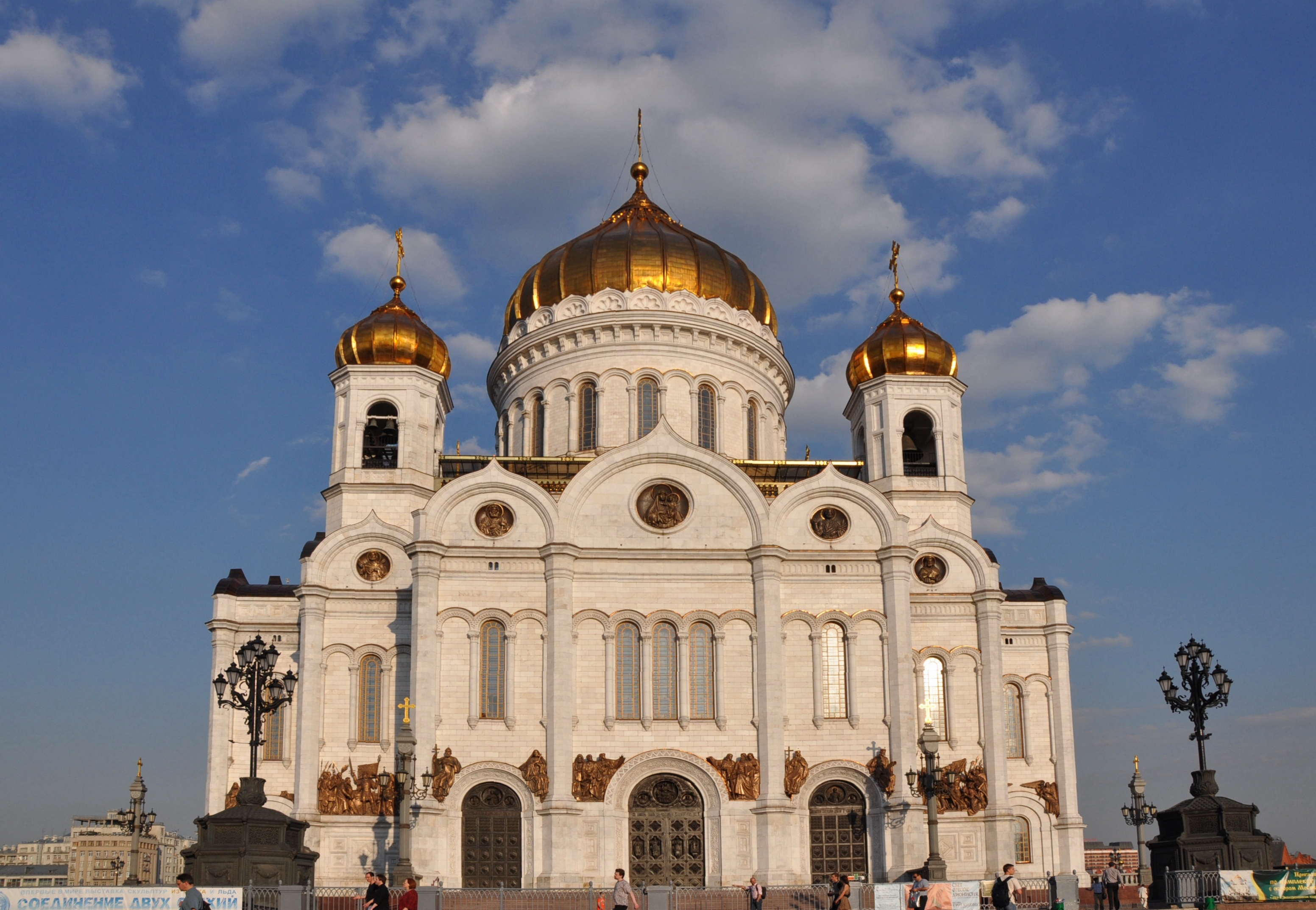
La cathédrale du Christ-Sauveur de Moscou (1860–1883).
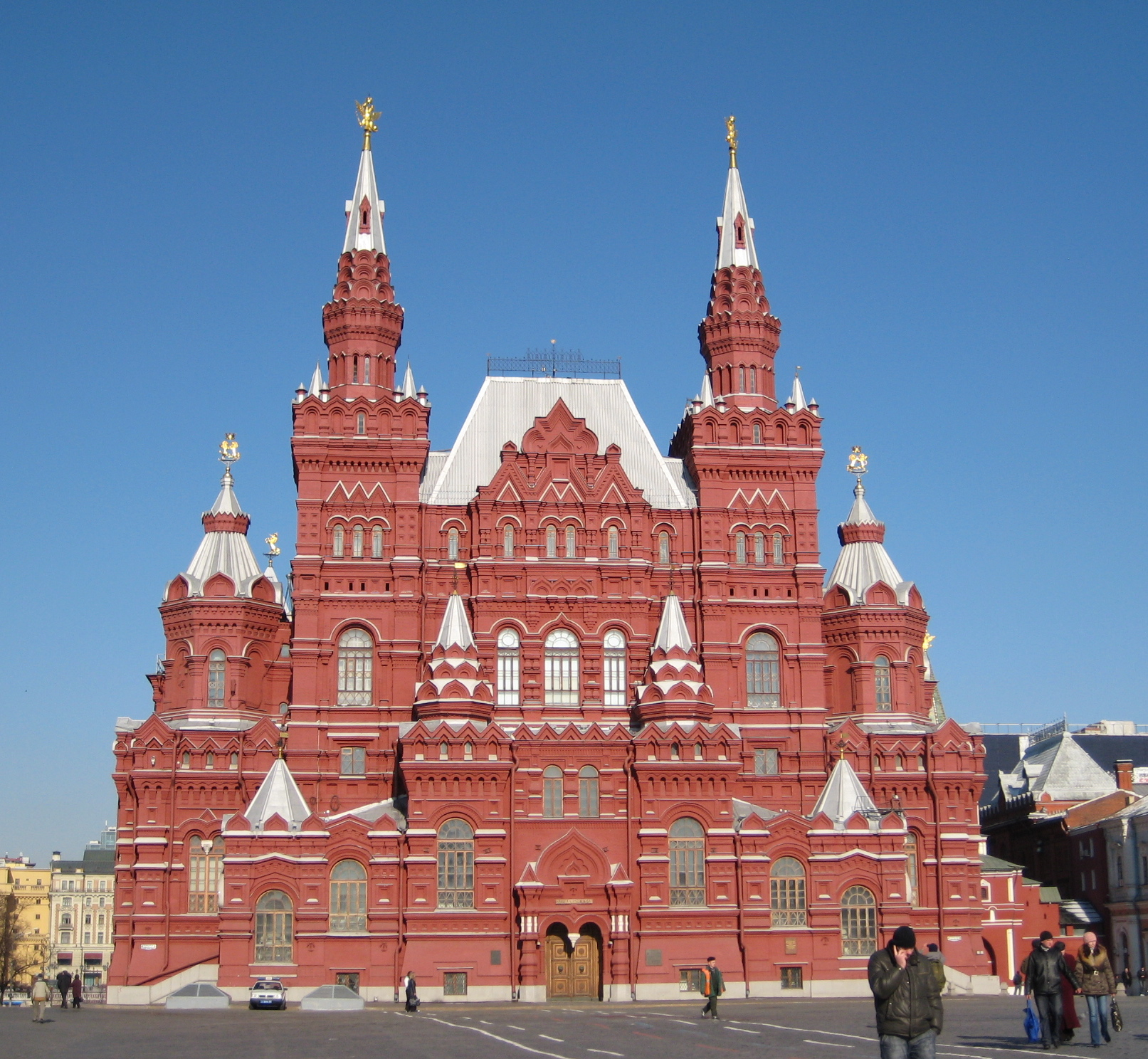
Le musée historique d'État (1875—1881).
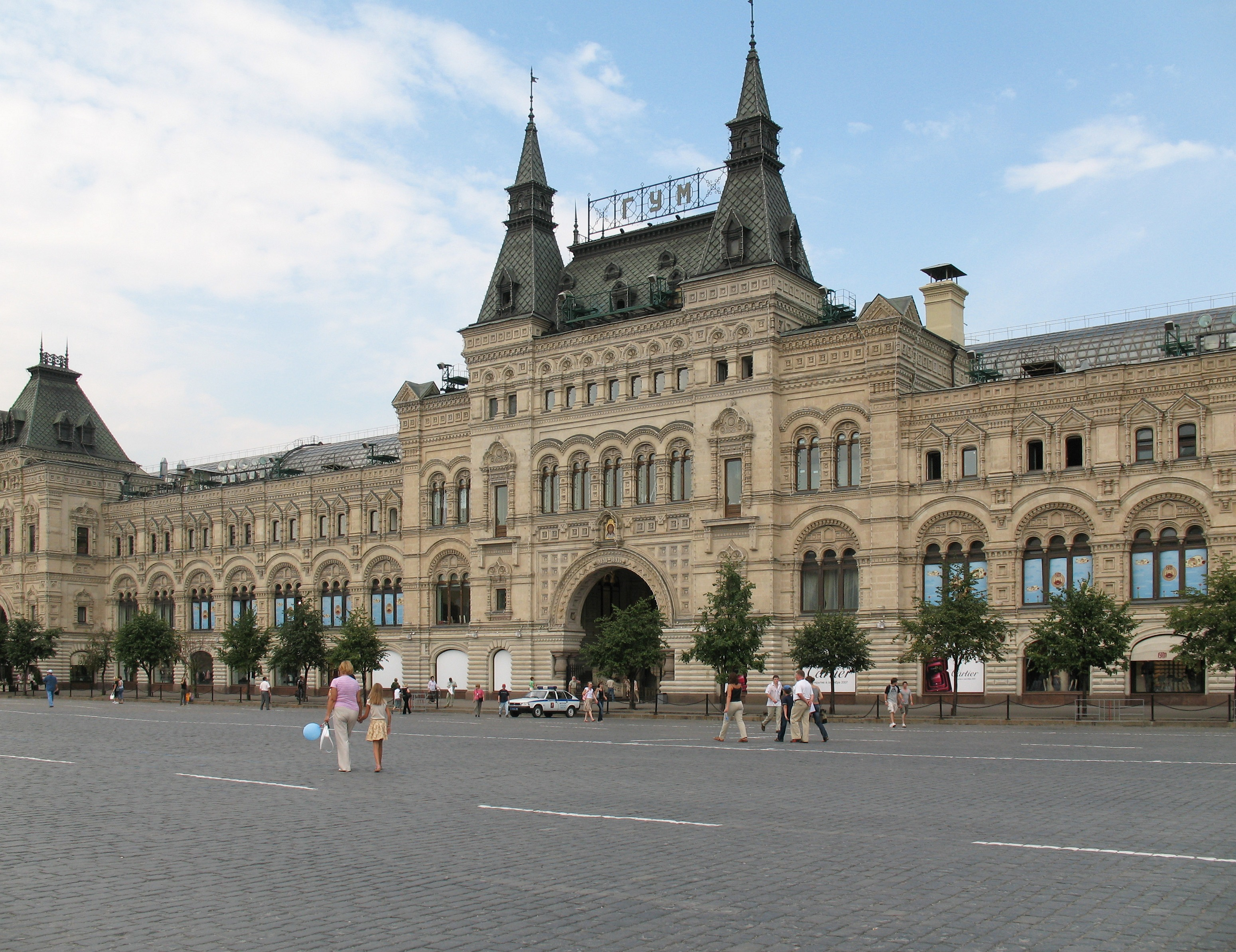
Le Goum (1890–1893).
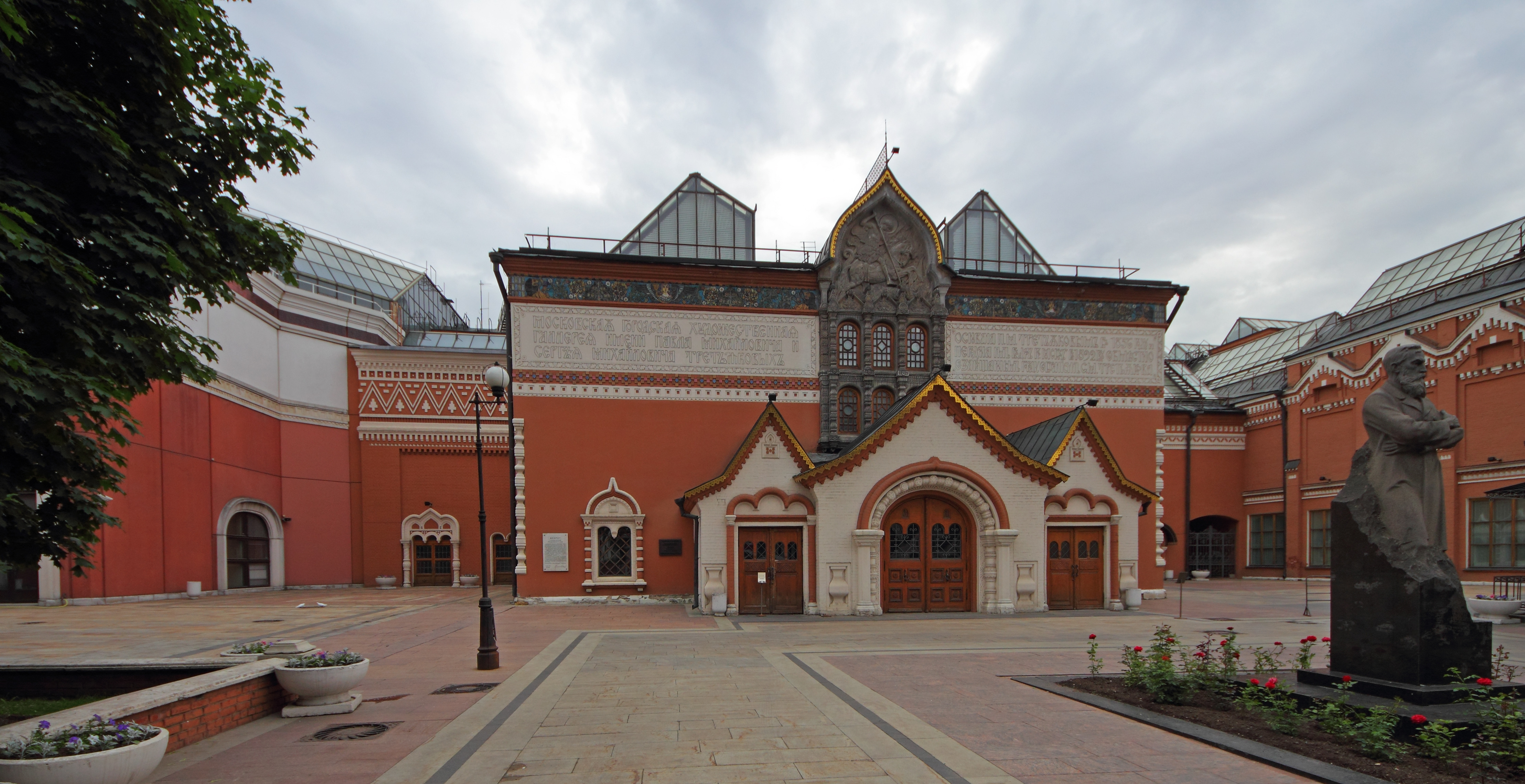
La galerie Tretiakov (1902-1904).

## Union soviétique (1917-1991)

### La Révolution d'Octobre et l'ère constructiviste (1917–1932)
Dans les années qui suivirent la Révolution d'Octobre, les architectes qui avaient refusé d'émigrer, rejoints par ceux de la nouvelle génération, se mirent à dénoncer l'héritage bourgeois et adoptèrent un parti-pris formaliste. On dessinait les plans fonctionnels de grandes villes industrielles de la technique future. Le projet le plus ambitieux de cette période aura été la tour Tatline, conçue en 1919 par Vladimir Tatline (1885–1953) : il s'agit d'une spirale de 400 m, s'enroulant autour d'un axe incliné comportant des galeries translucides mobiles. Projet largement chimérique, cette tour Tatline inspira toute une génération d’architectes constructivistes, en Russie et ailleurs. La tour Choukhov, dominant Moscou du haut de ses 160 m, fut achevée en 1922. Selon les premiers plans, la structure hyperboloïde de Vladimir Choukhov (d'une hauteur de 350 m) avait une masse estimée à 2 200 t, alors que la tour Eiffel (haute de 320 m) pèse 7 300 t.
Une des priorités de la période des Soviets était la reconstruction des villes. En 1918 Alexeï Chtchoussev (1873–1949) et Ivan Joltovsky créèrent l'Atelier d'architecture du Mossovet (Conseil municipal de Moscou), où s'élaborèrent les plans de la nouvelle Moscou, désormais capitale des Soviets. Les jeunes architectes de cet atelier allaient par la suite s'imposer comme des chefs de file de l'avant-garde. À la même époque, l'enseignement de l’architecture, exclusivement dispensée à la Vkhoutemas, se déchirait entre « néos » et « modernistes ».
Sous l'impulsion de l’architecte néoclassique Ivan Fomine (1872–1936), l'urbanisme et la formation à l'architecture connurent un tournant identique à Petrograd dès 1919. Les autres grandes villes leur emboîtèrent le pas, ce qui eut pour conséquence un bouleversement de l'urbanisme des villes historiques de Russie. C'est à Petrograd que virent le jour les modèles urbains (generalny plan). La ville était désormais considérée comme un lacis de grands boulevards, dominés par des immeubles cyclopéens, et privilégiant le logement des ouvriers avec le chauffage et l'eau courante. Le premier immeuble d'habitation de ce type fut inauguré en 1923, et donna le signal de départ de la construction de grands ensembles en 1925-1929.
Le premier spécimen de ce nouveau style voit le jour à Petrograd entre 1917 et 1919 avec un monument du Champ de Mars : « Combattants de la Révolution », conçue par Lev Roudnev (1886–1956). Il s'agit d'un ensemble de simples monolithes de granite. Il fera école et inspirera tous les développements ultérieurs de l'architecture monumentale et de la sculpture soviétique. Mais le plus célèbre monument de la période est encore le Mausolée de Lénine d’Alexeï Chtchoussev. Conçu à l'origine comme un simple chalet de bois surmonté d'une pyramide, avec deux ailes (pour l'entrée et la sortie), on le reconstruisit en pierre en 1930. La combinaison de labradorite brune et noire souligne son élancement et la finesse de ses lignes.
L’essor rapide des technologies ainsi que les progrès dans la science des matériaux eurent leur part dans l'évolution du constructivisme. Si la construction de la centrale hydroélectrique de Volkhov (1918–26, O.Munts et V.Pokrovsky architectes) s'appuie encore sur le schéma traditionnel des voûtes (malgré l'emploi du béton armé), la centrale hydroélectrique du Dniepr (1927–32), construite par un collectif d’architectes dirigé par Viktor Vesnine (1882–1950), innove avec un barrage en arc dont les contreforts rythment le parement aval.
Certains groupes créatifs jouèrent un rôle considérable dans l'expression architecturale de la Russie des années 1920 : parmi ceux-là, l'Association des Nouveaux Architectes (Asnova), formée en 1923, qui recherchait une synthèse de l'art, l'architecture devenant une extension de la sculpture. Les bâtiments devaient servir de points d'orientation aux hommes. Ce sont encore des membres d’Asnova qui conçurent les premiers gratte-ciels de Moscou, sans toutefois qu’aucun atteigne le stade de la construction au cours de cette période (1923–1926).
Mais la Russie révolutionnaire créa un nouveau type d'institution : les palais des Travailleurs et les palais de la Culture, qui donnèrent aux architectes un champ d'expression nouveau, où ils rivalisèrent dans la combinaison de grands volumes avec des motifs évoquant le machinisme et la production industrielle. Le plus célèbre est sans doute le Club Zouev (1927–29) construit à Moscou par Ilya Golossov (1883–1945), et dont la composition s'appuie sur un contraste entre des surfaces vitrées de forme simple, parallélépipédiques et cylindriques, et les angles vifs de la façade.
L’expression symbolique dans la construction est l’un des principaux traits des œuvres de Constantin Melnikov (1890–1974), notamment le Club Roussakov (1927–1929) de Moscou. L'immeuble prend l'aspect d'un engrenage ; chacun des trois balcons de béton en encorbellement du grand auditorium évoque une dent d'engrenage. La précision de cette composition (que Melnikov décrit comme un « muscle bandé ») et la convertibilité de l’espace intérieur en font l'un des plus importants exemples d’architecture soviétique.

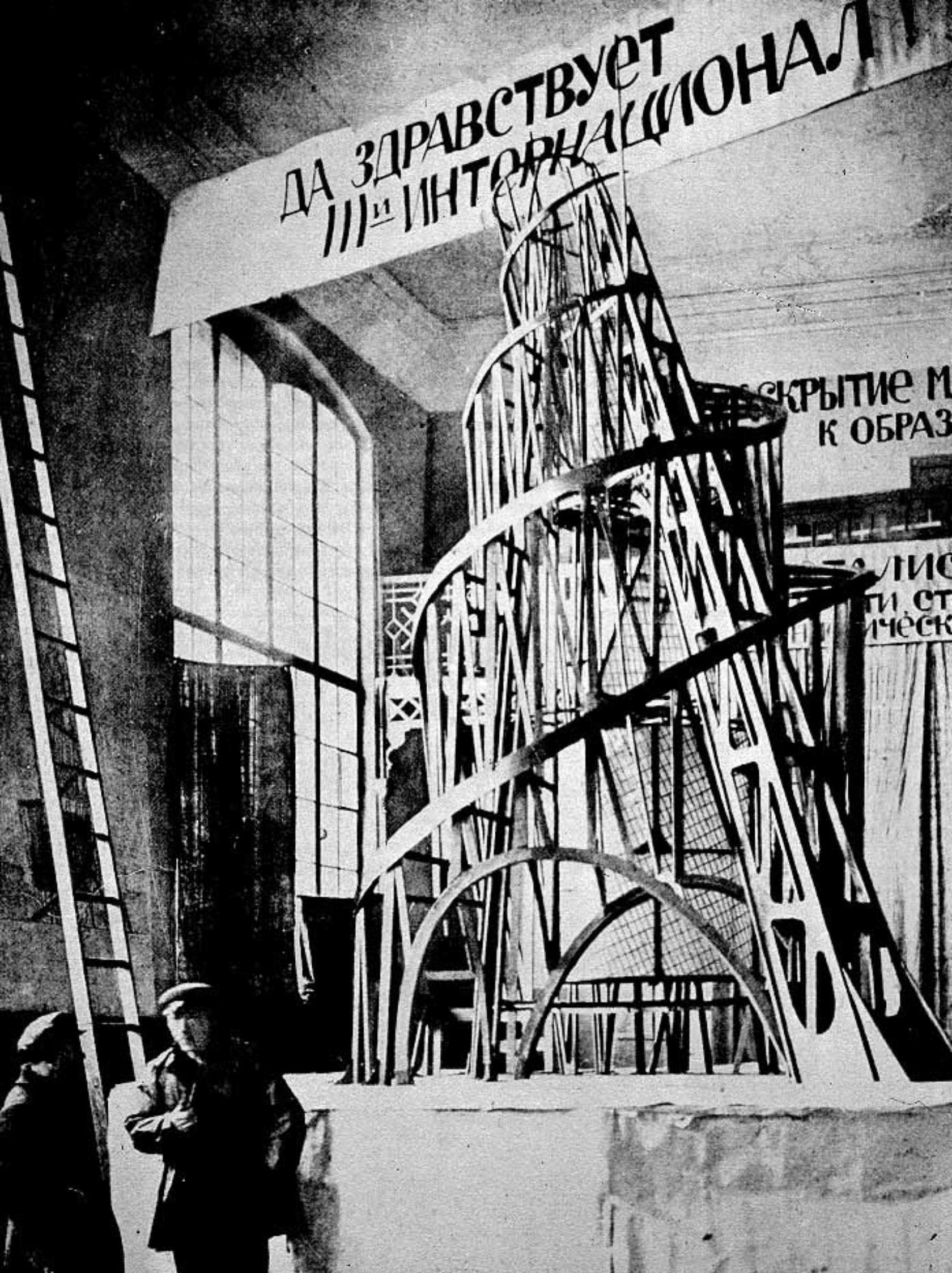
Maquette de la tour Tatline au Musée de Stockholm
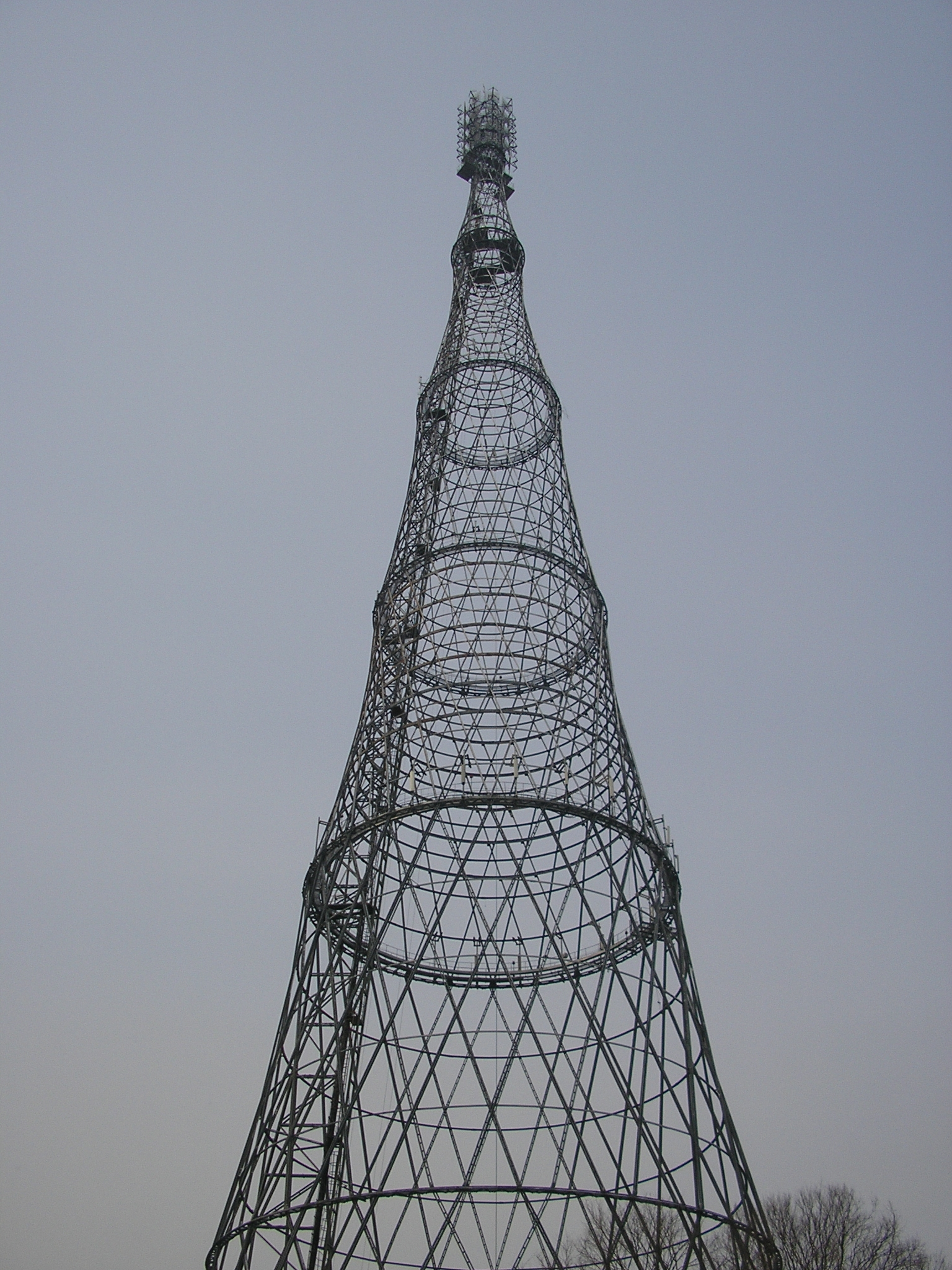
La tour Choukhov à Moscou
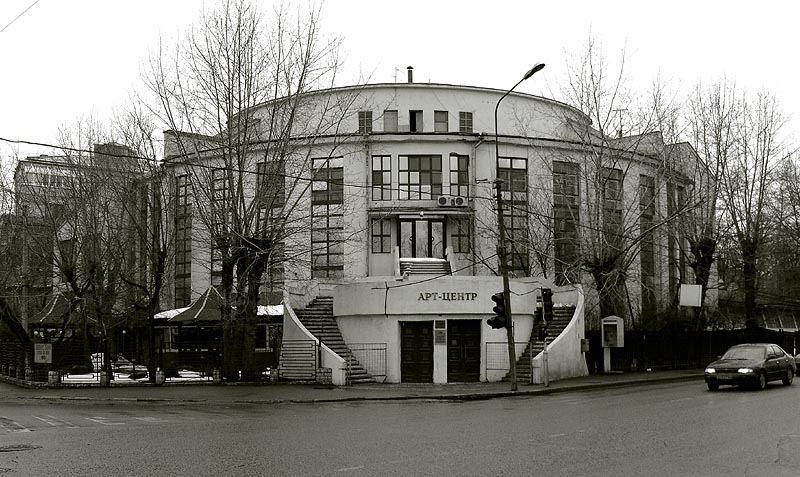
Le club de l'usine de caoutchouc.
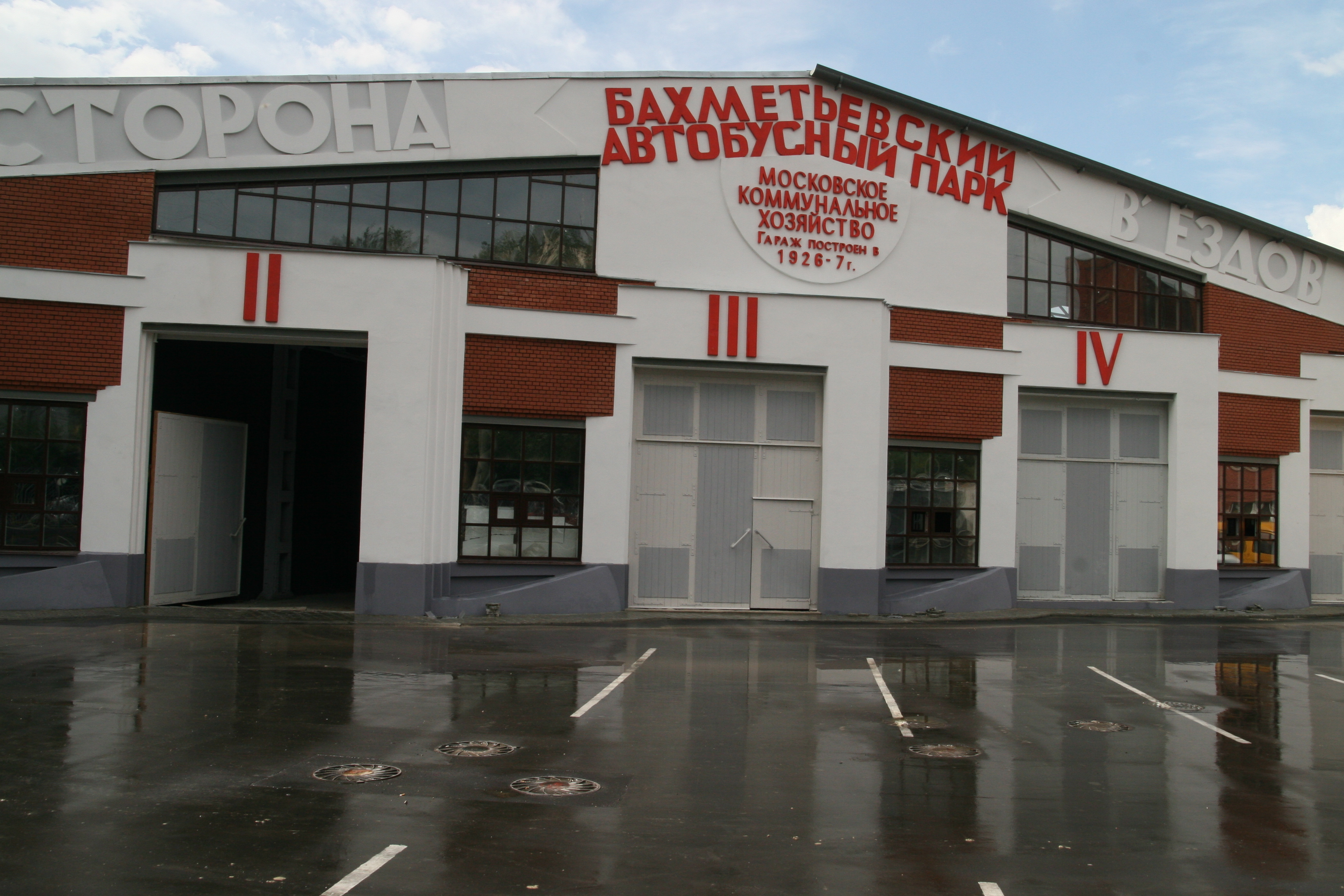
Le garage pour bus de Bakhmétevsky
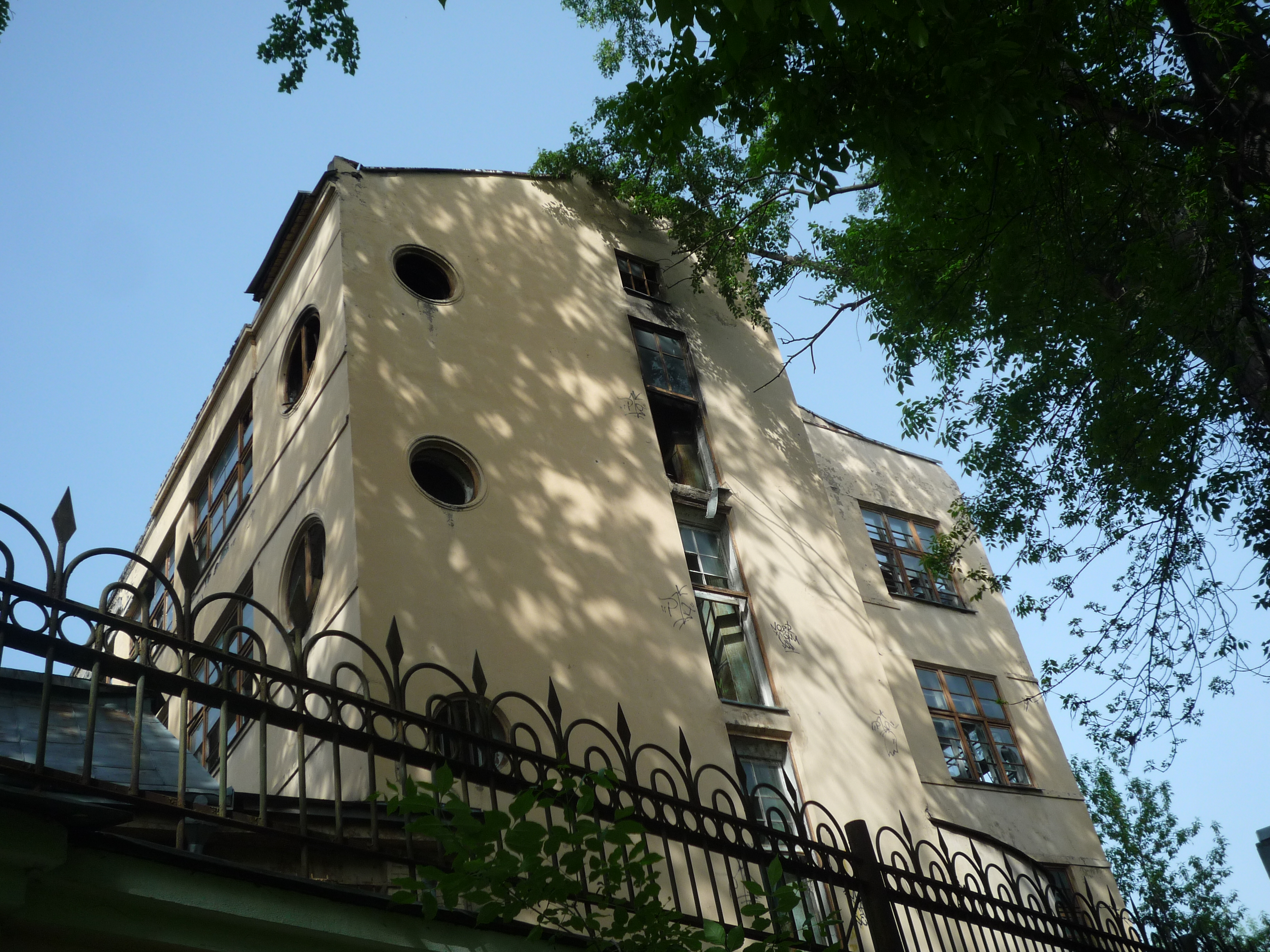
L'imprimerie du journal Ogoniok
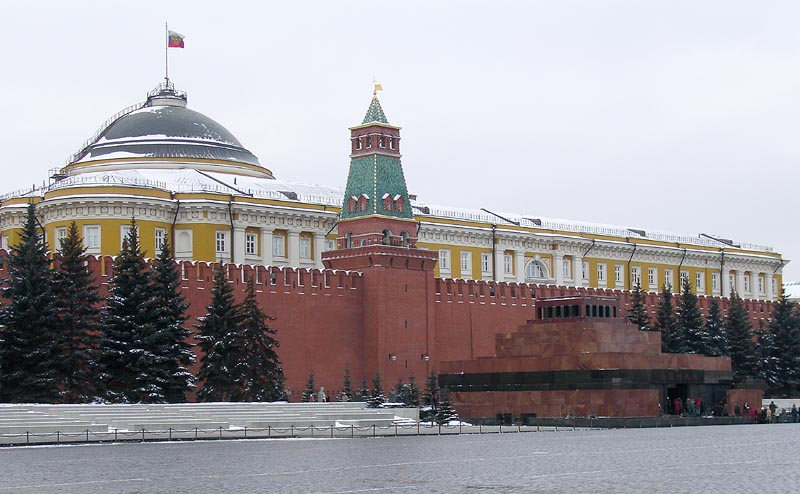
Le mausolée de Lénine
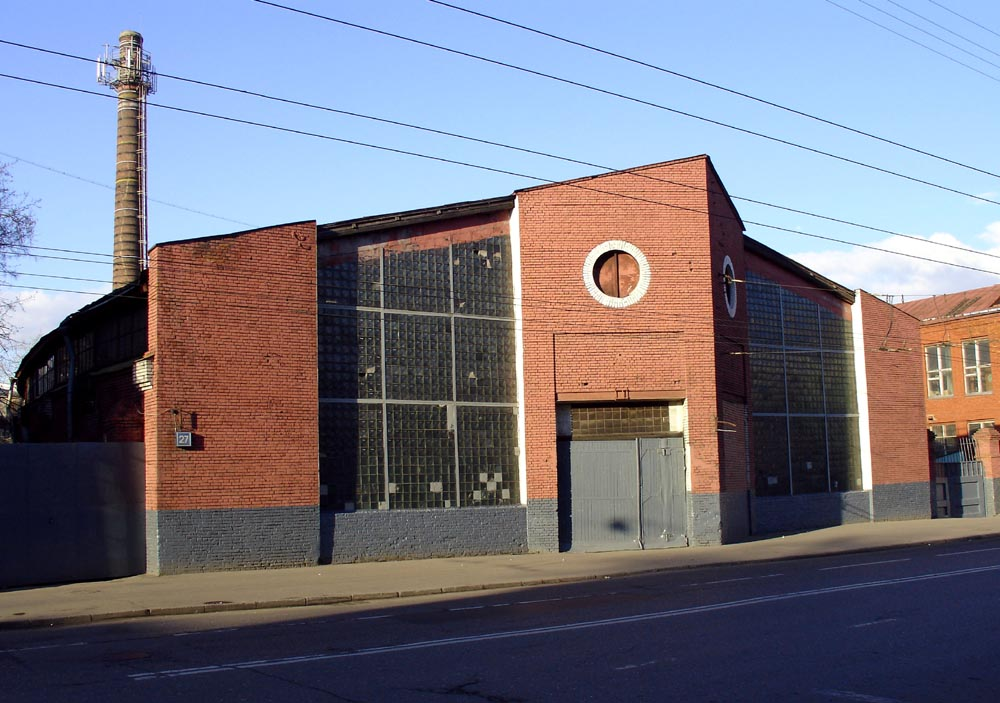
Le Garage de la rue Novoryazanskaïa
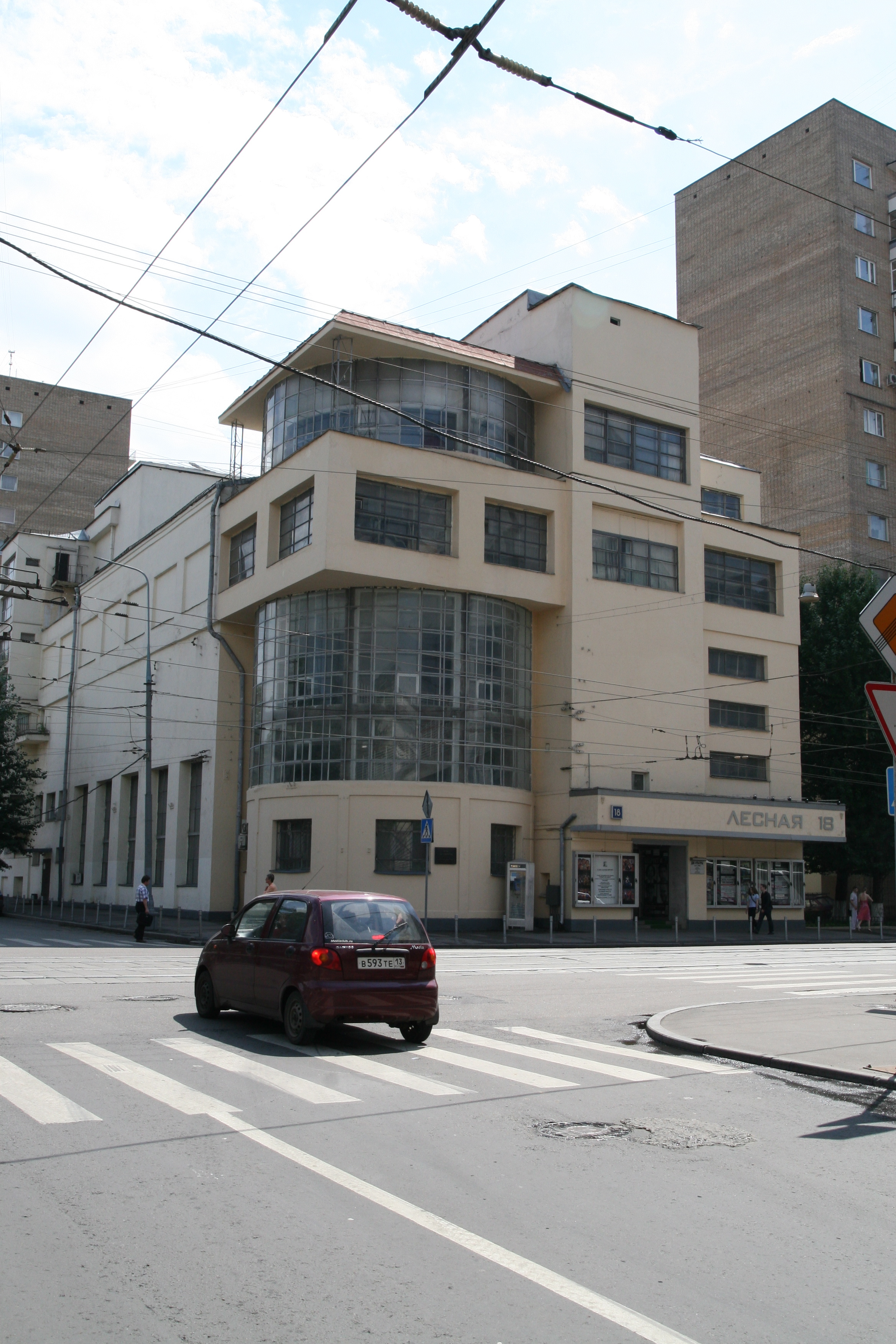
Le Club Zouev
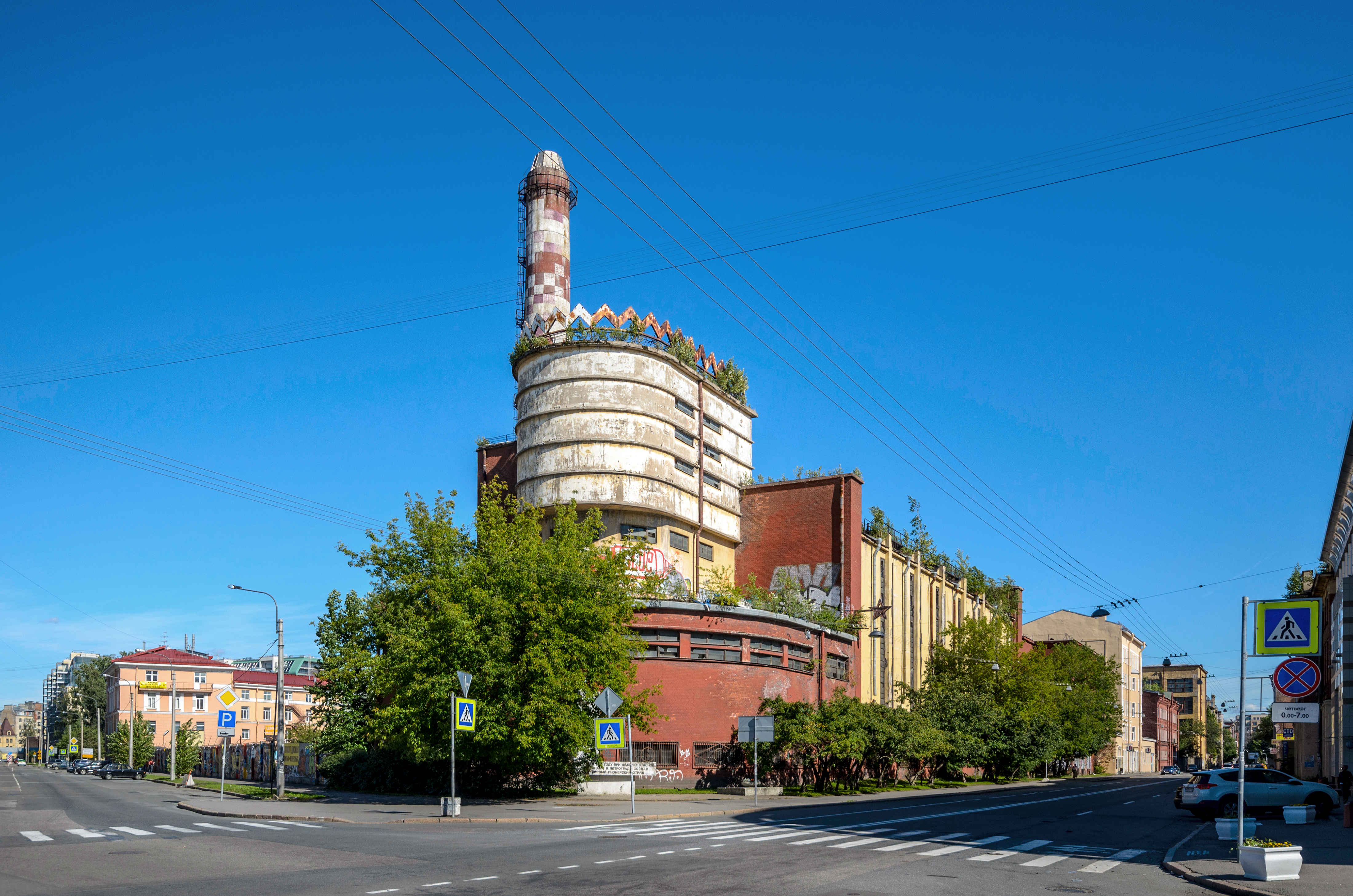
L'usine textile du Drapeau Rouge
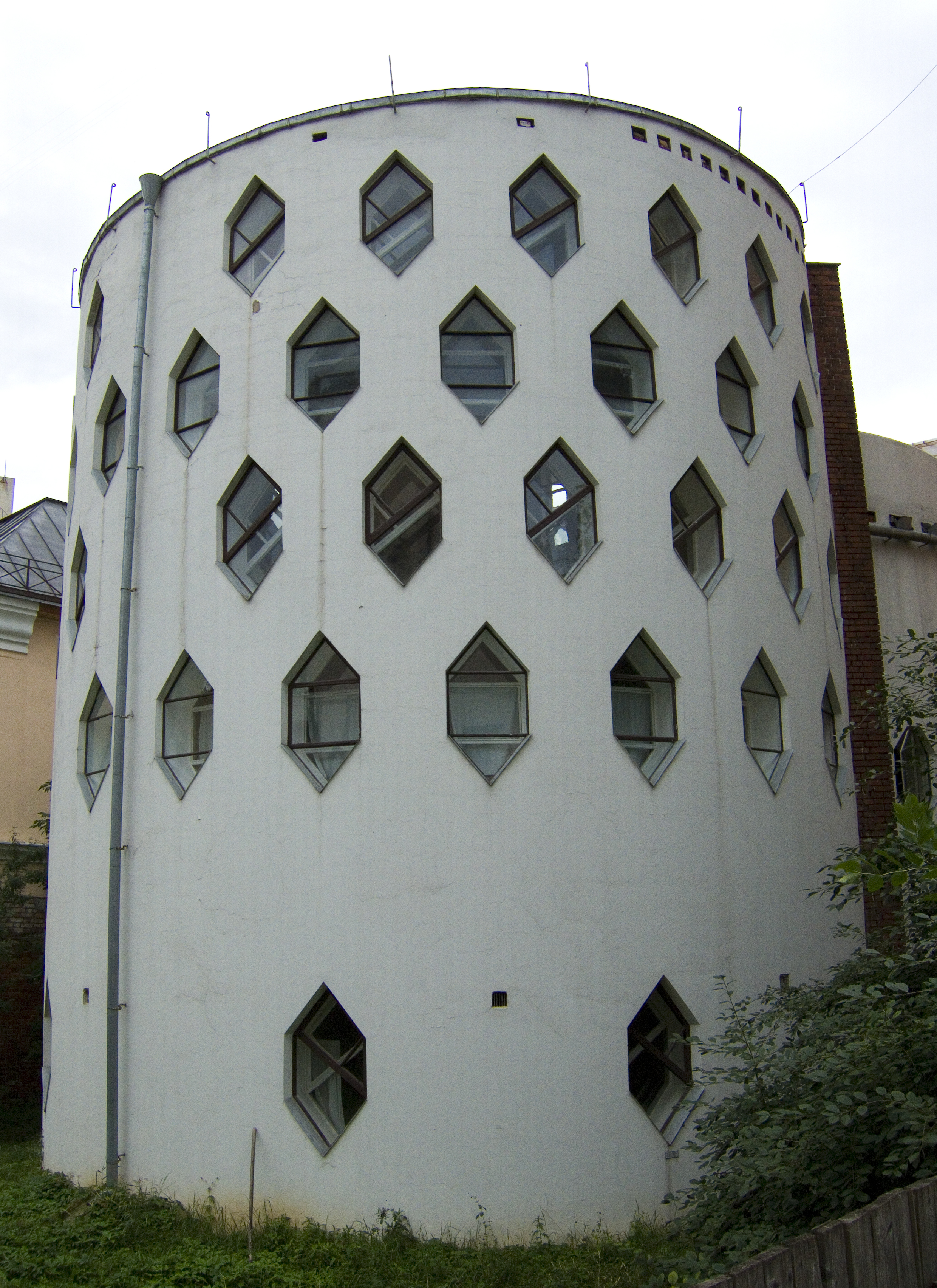
La maison Melnikov (1927–1929)

### La guerre froide
L’architecture stalinienne, comme l'architecture nazie chérissait la monumentalité d'inspiration conservatrice. Tout au long des années 1930, l'URSS connut une urbanisation rapide en application des politiques staliniennes, et les autorités lancèrent un concours international pour le palais des Soviets de Moscou.
Après 1945, non content de rebâtir les villes détruites au cours de la Seconde Guerre mondiale, l'Union soviétique se lança dans une politique de prestige et entreprit la construction de sept gratte-ciels, à des emplacements symboliques de la région de Moscou, afin de rivaliser avec les constructions américaines. L'université de Moscou (1948–1953), par Lev Roudnev et associés, est remarquable pour l’utilisation de l'espace. Autre exemple, le palais des expositions de Moscou, construit à l'occasion de la 2e Foire Agricole de l'Union (VSKhV) en 1954. Il s'agit d'une succession de pavillons, chacun d'un style différent. Les stations des Métro de Moscou et de Saint-Pétersbourg, construites dans les années 1940 et 1950, sont célèbres par leur conception extravagante et leur decorum convenu. D'une manière générale, l’architecture stalinienne a bouleversé l'aspect des villes russes et ukrainiennes de l'après-guerre, et elle continue d'imprimer sa marque en Russie par ses avenues démesurées et ses édifices publics cyclopéens.
À la mort de Staline, en 1953, le virage social et politique bouleversa le pays, et les priorités de construction et d'architecture en furent naturellement affectées. En 1955 Nikita Khrouchtchev, confronté au retard des constructions de logements, appela à des mesures draconiennes pour forcer l'allure. Elles consistaient à promouvoir la production de masse et à faire l'économie du decorum de la période précédente.
Ces mesures sonnèrent finalement le glas de l'architecture stalinienne ; mais la transition fut lente. Vers 1955, la plupart des programmes, qu'ils soient à l'état d'avant-projet ou au stade de la construction, furent directement concernés ; de grands chantiers évoluèrent ainsi vers une asymétrie improvisée : un célèbre exemple est l'avenue Krechtchatyk et son parc (Ploschad Kalinina), dans la capitale ukrainienne, Kiev : il devait s'agir à l'origine d'organiser une grande place entourée d'immeubles staliniens ; mais alors qu'on mettait la dernière main aux immeubles, les architectes furent contraints d'en modifier les plans et le chantier fut délaissé jusqu'à la reprise des travaux dans les années 1980. En particulier, l'hôtel Ukraine, censé surplomber le parc avec une architecture évoquant les sept gratte-ciels de Moscou, resta un parallélépipède brut, dépourvu d'ornementation.
Néanmoins, alors que la géométrie des immeubles évoluait vers des formes cubiques dépouillées, leur architecture donna naissance à un style nouveau, inspiré par la conquête de l'espace : la fonctionnalité. Le palais d'État du Kremlin rappelle les efforts des architectes pour faire évoluer leurs plans au rythme des changements de la politique étatiste. La tour Ostankino, œuvre de Nikolaï Nikitin, symbolise le progrès.
Outre les immeubles aux formes dépouillées, les années 1960 ont été marquées par la politique du logement. Les architectes imaginèrent un immeuble-type à cinq étages, qu'on pouvait construire à partir de panneaux de béton préfabriqués. Ces Pyatietajki devinrent le module habitable des cités urbaines russes. Construits à la va-vite, ils étaient d'une qualité nettement inférieure aux immeubles de la période stalinienne ; leur aspect gris et répétitif donnait aux villes d'Union Soviétique leur allure rébarbative et déprimante.
Au début des années 1970, Leonid Brejnev donna davantage de liberté aux architectes et bientôt, la variété des édifices s'en ressentit : les îlots d'immeubles gagnèrent en hauteur et s'ornèrent de couleurs variées ; le recours aux mosaïques sur les refends devint la marque de fabrique de l'époque. Dans la plupart des cas, ces immeubles faisaient partie de grands ensembles. L'architecture des édifices publics s'inspira de thèmes multiples. Certains d'entre eux (comme la « Maison blanche de Moscou ») étaient des clins d’œil à l'architecture des années 1950, avec leur façade en marbre blanc et les bas-reliefs couvrant les refends latéraux.

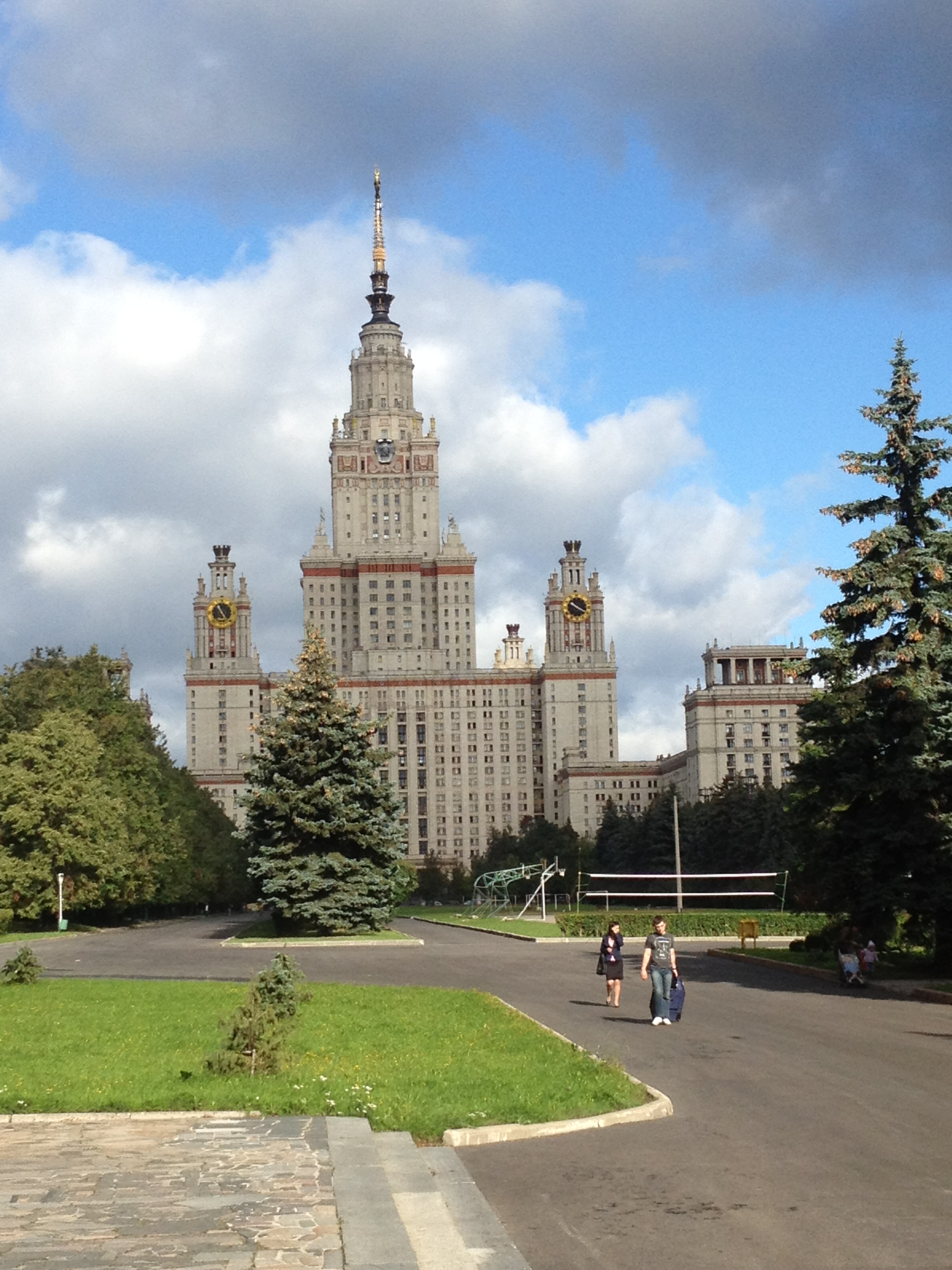
La façade de l’université d'État de Moscou.
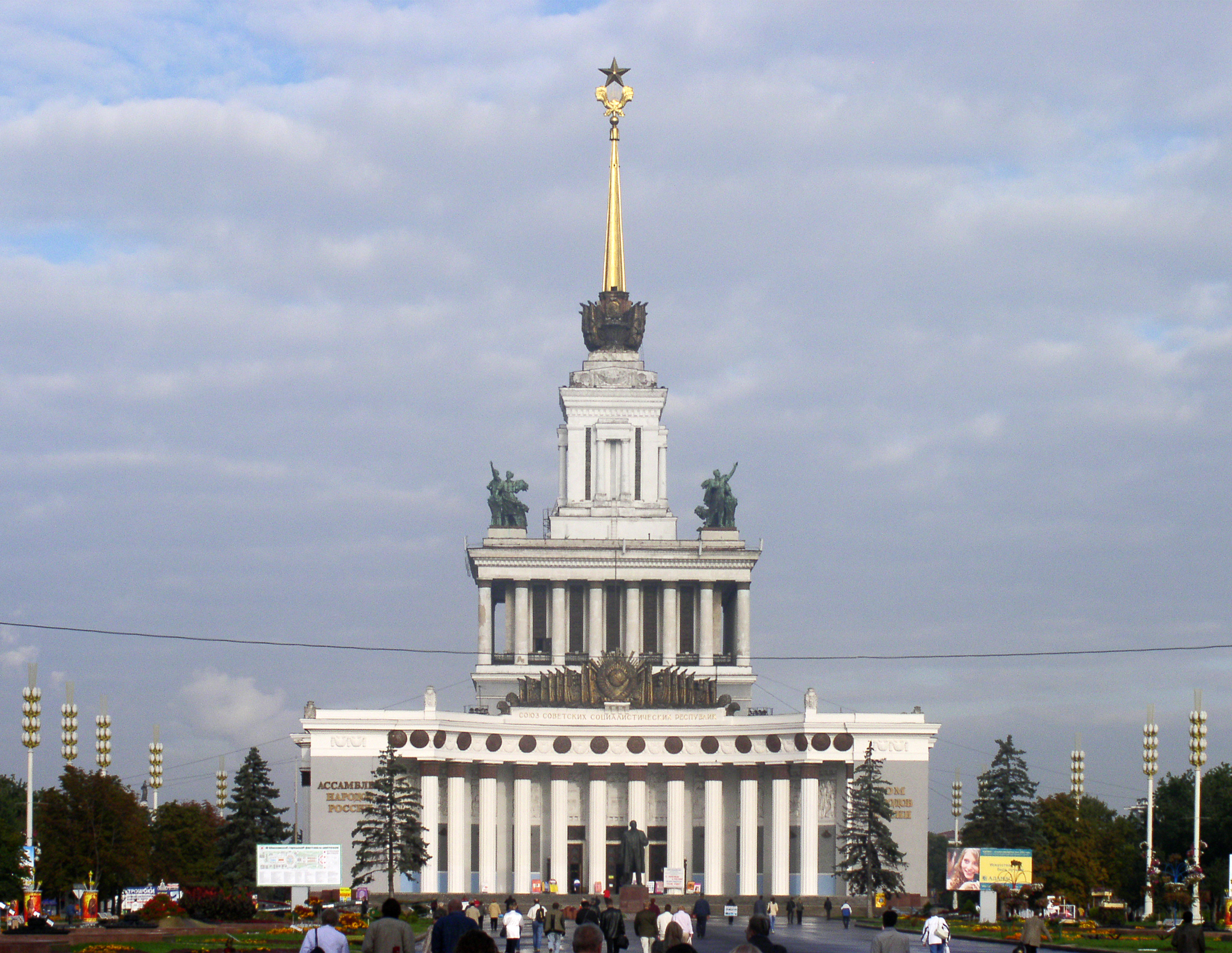
Le Centre panrusse des expositions
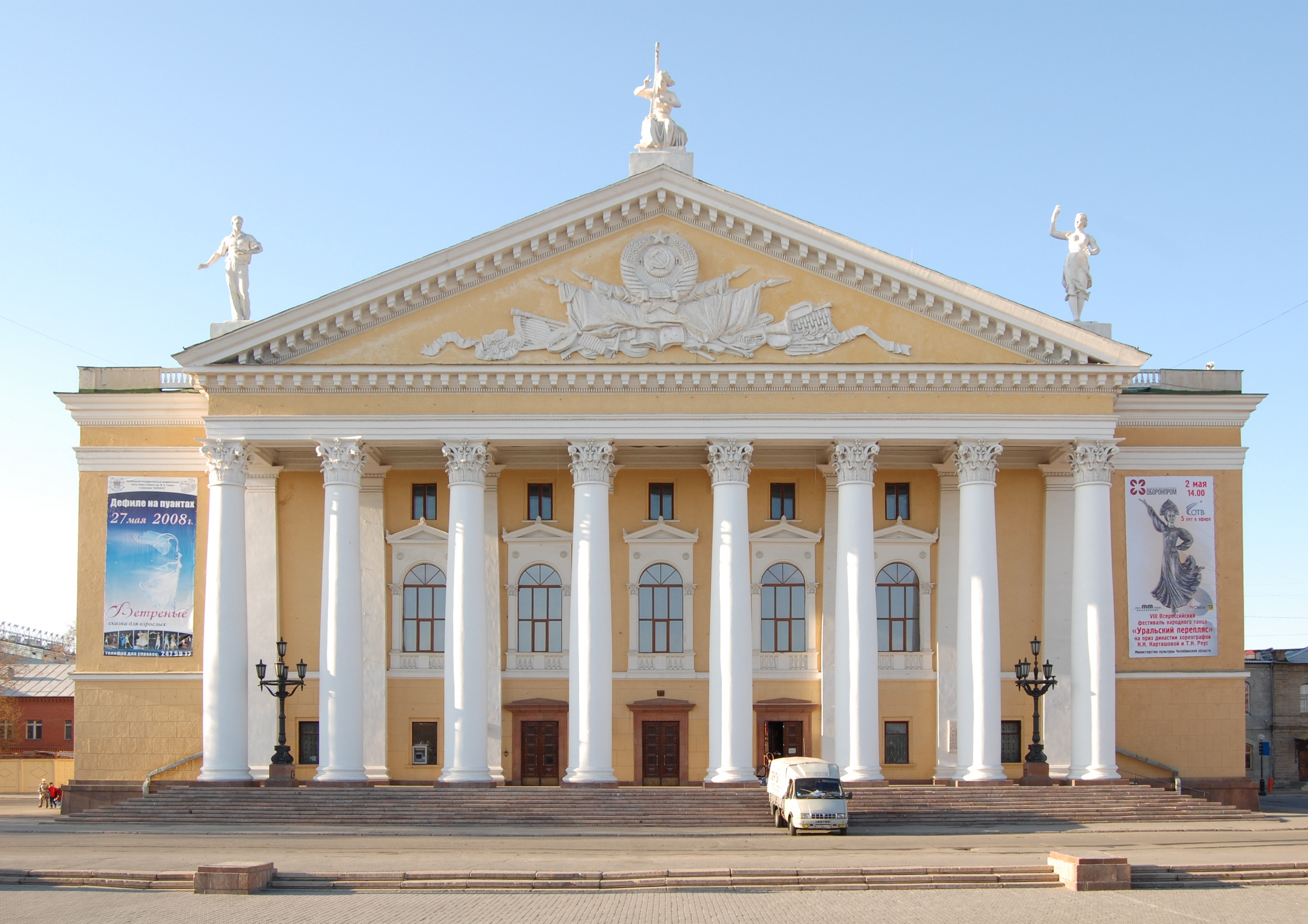
L'Opéra de Tcheliabinsk
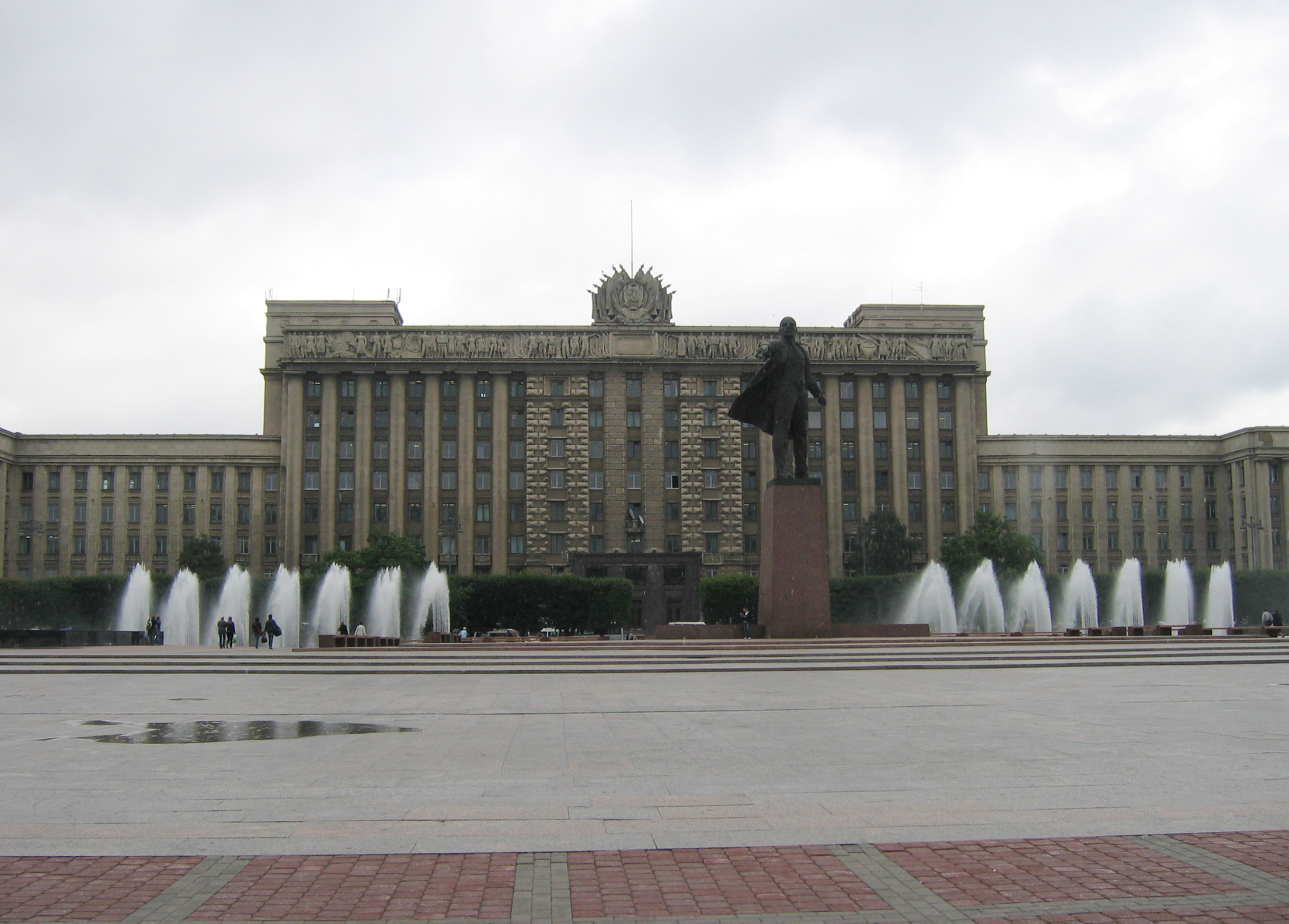
La Maison des Soviets de Saint-Pétersbourg
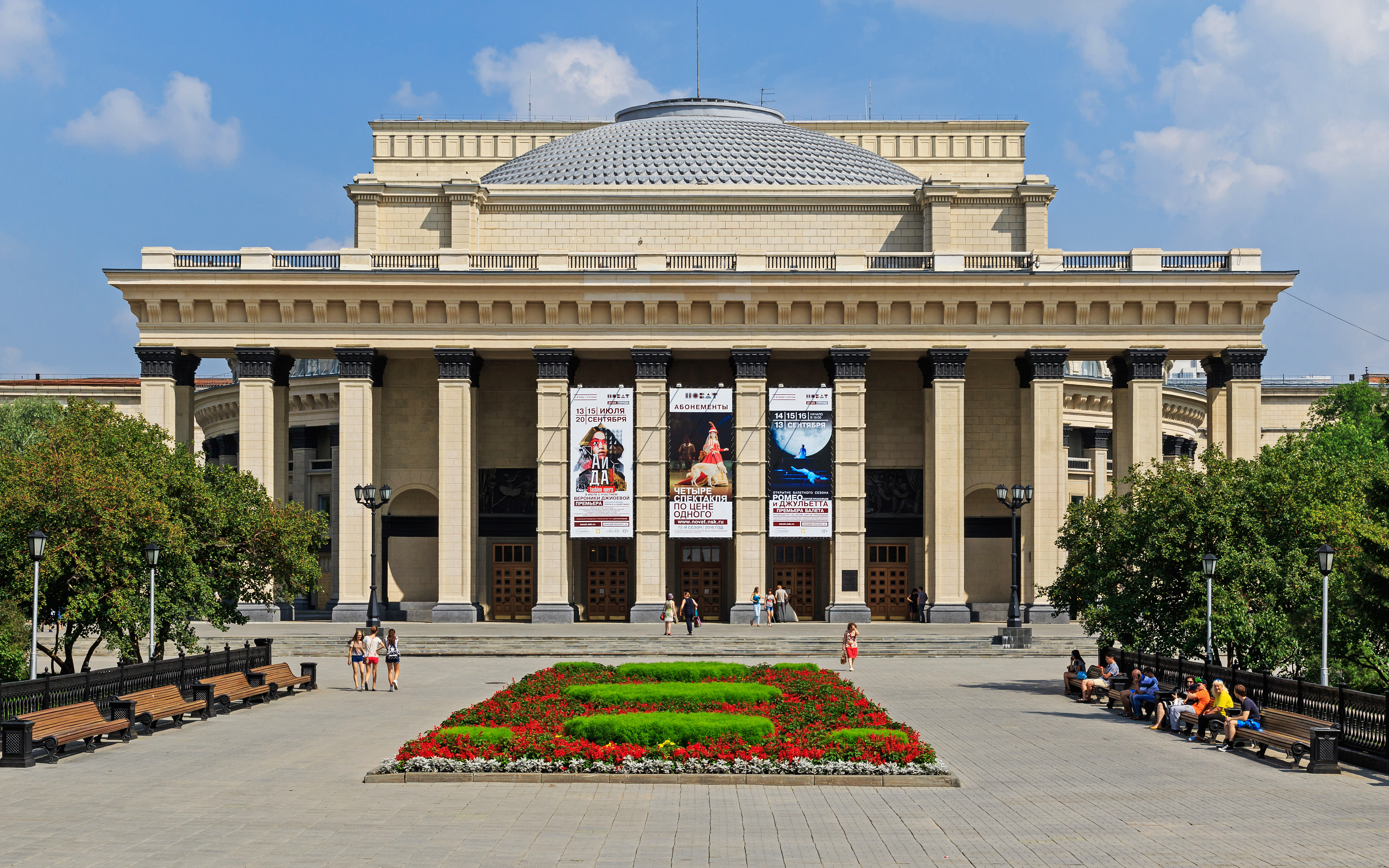
Le Théâtre d'opéra et de ballet de Novossibirsk
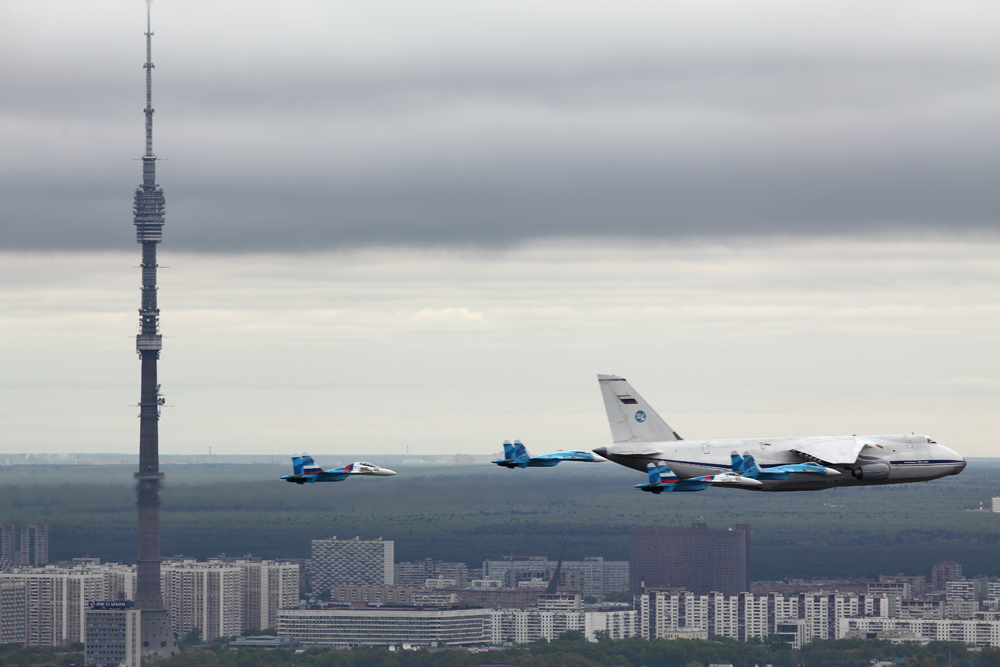
La tour Ostankino.
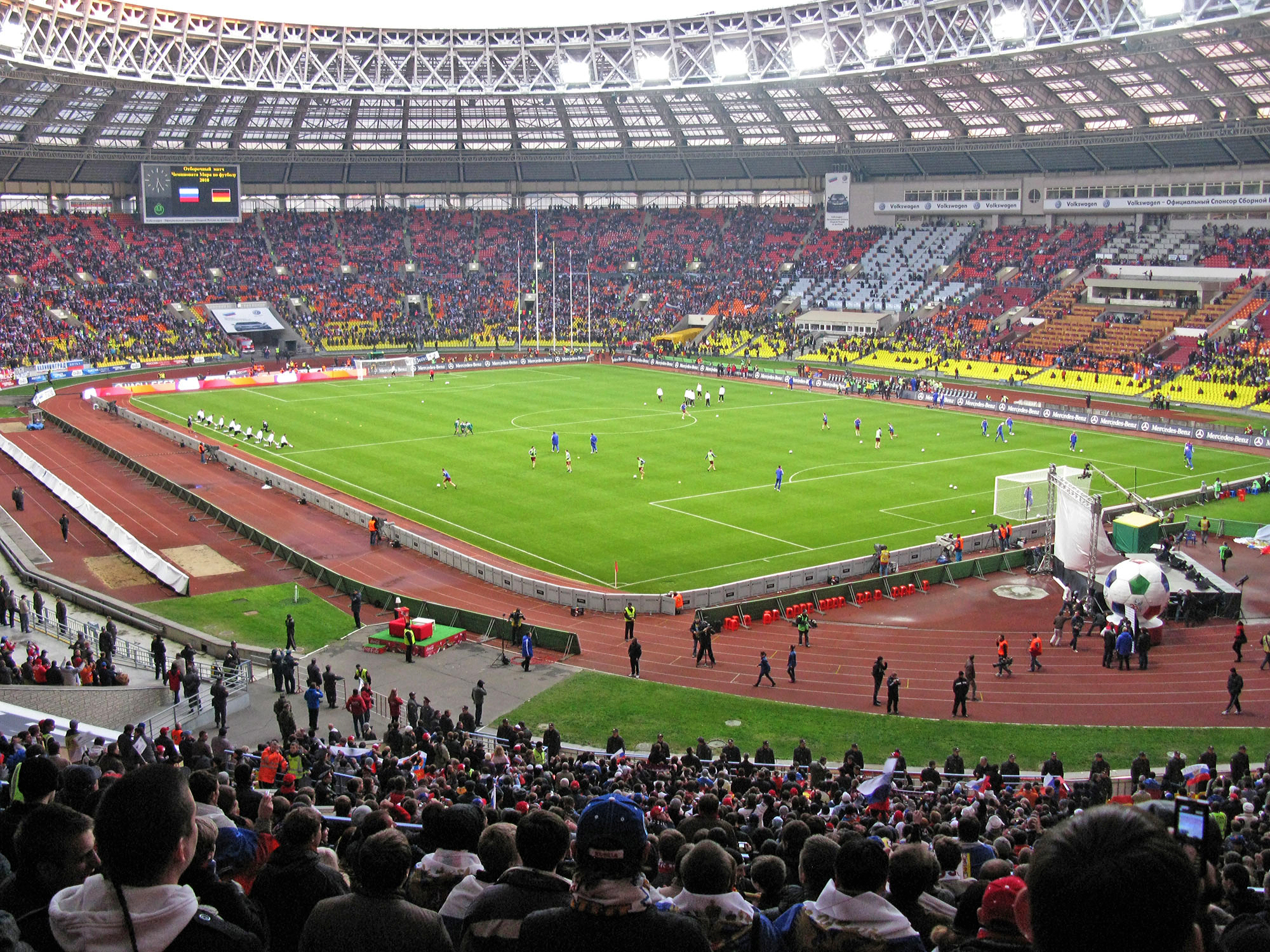
Le stade Loujniki.
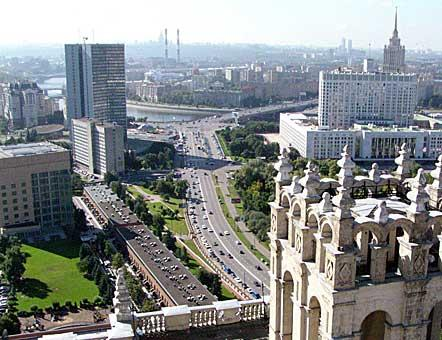
La « Maison blanche de Moscou », à droite au second plan.
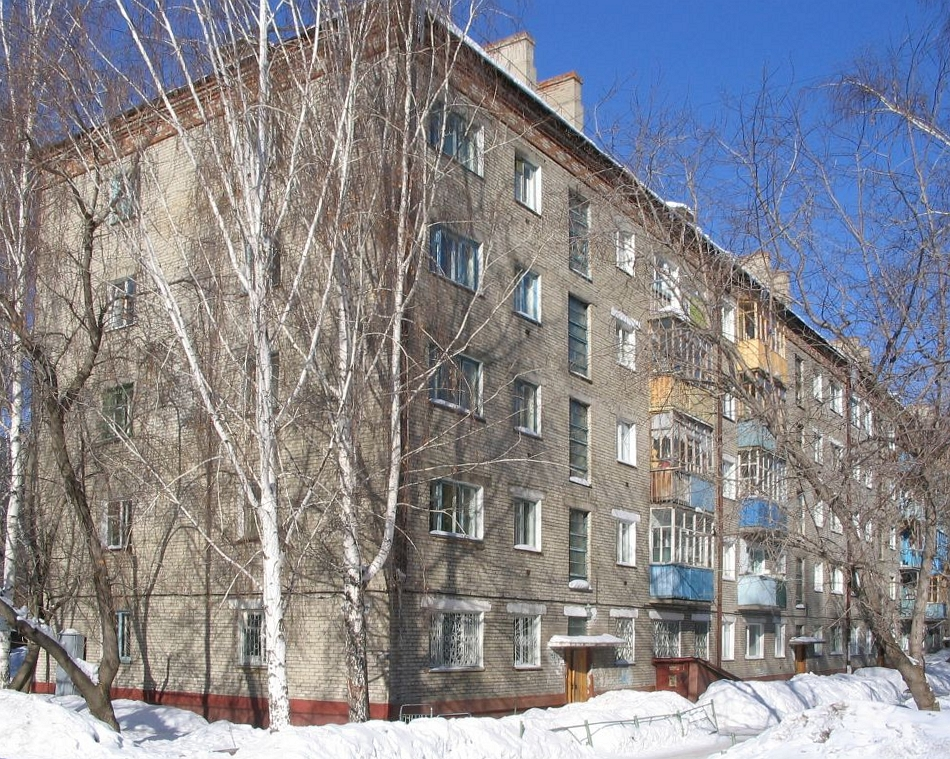
Une unité d'habitation typique (khrouchtchiovka) à Tomsk

## Depuis laperestroïka

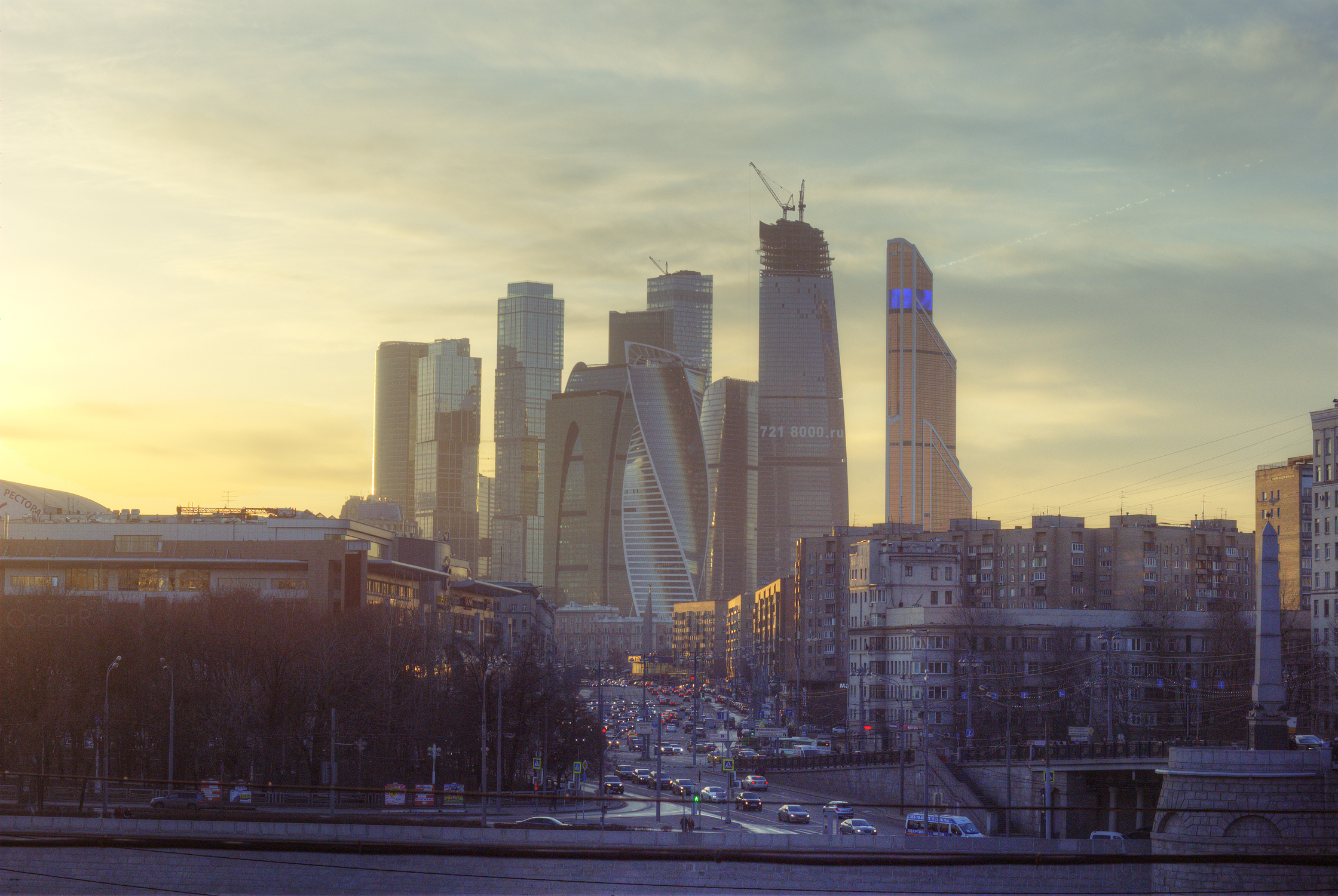
Le centre d'affaires Moskva-City.

Depuis la dislocation de l'URSS, plusieurs projets ont été suspendus, et certains tout simplement abandonnés. D'un autre côté, l'État n'exerce plus de contrôle sur l'architecture des édifices. La concentration croissante du capital et le retour des investissements internationaux en Russie ont provoqué un boum architectural. Les investisseurs ont amené avec eux les méthodes modernes de construction de gratte-ciels ; on peut se faire une idée du résultat avec le nouveau centre d'affaires de Moscou, Moskva-City. Dans certains cas, les architectes ont fait retour aux réussites de l’architecture stalinienne, comme avec le Triumph-Palace de Moscou.